# Плей-офф Кубка Стэнли 2016
Плей-офф Кубка Стэнли 2016 стартовал 13 апреля 2016 года среди 16 команд лиги (по 8 от каждой конференции).
Во второй раз в истории НХЛ ни один канадский клуб не смог пробиться в плей-офф, что впервые произошло в сезоне 1969/1970. «Детройт Ред Уингз» в 25-й раз подряд участвовал в розыгрыше Кубка Стэнли, что является самой продолжительной действующей серией беспрерывного попадания в плей-офф и третьей в истории НХЛ. Впервые с розыгрыша Кубка Стэнли 1983 года, игры следующего раунда стартовали до завершения всех матчей предыдущего раунда плей-офф.
Финальная серия стартовала 30 мая, в которой встретились «Питтсбург Пингвинз» и «Сан-Хосе Шаркс». «Питтсбург» стал обладателем Кубка Стэнли, обыграв «Сан-Хосе» в шести матчах. Самым ценным игроком плей-офф был признан капитан «Пингвинз» Сидни Кросби.

## Формат плей-офф
Всего в плей-офф участвуют 16 команд, по 8 от каждой конференции. Команды, занявшие первые три места в каждом из дивизионов, автоматически проходят в плей-офф. Оставшиеся четыре команды, по две из каждой конференции, добираются по очкам, получая уайлд-кард. В первом раунде победители дивизионов играют с обладателями уайлд-кард, а команды, занявшие в своих дивизионах вторые и третьи места, играют между собой. В первых двух раундах преимущество домашнего льда имеет команда, занявшая более высокое место в регулярном чемпионате. На стадии финалов конференций и финала Кубка Стэнли преимущество льда у команды, набравшей большее количество очков (или лучшей по дополнительным показателям при равенстве очков). Во втором раунде не проводится процедура перепосева команд. Каждая серия состоит максимум из семи игр и ведётся до четырёх побед, в формате Д-Д-Г-Г-Д-Г-Д.

## Посев команд в плей-офф

### Восточная конференция

#### Атлантический дивизион
1. Флорида Пантерз[8] — чемпион Атлантического дивизиона[9] — 103 очка;
2. Тампа-Бэй Лайтнинг[10] — 2-е место в Атлантическом дивизионе — 97 очков;
3. Детройт Ред Уингз[11] — 3-е место в Атлантическом дивизионе — 93 очка.

#### Столичный дивизион
1. Вашингтон Кэпиталз[12] — обладатель Президентского кубка, победитель Восточной конференции, чемпион Столичного дивизиона[13][14] — 120 очков;
2. Питтсбург Пингвинз[15] — 2-е место в Столичном дивизионе — 104 очка;
3. Нью-Йорк Рейнджерс[16] — 3-е место в Столичном дивизионе — 101 очко.

#### Уайлд-кард
1. Нью-Йорк Айлендерс[17] — 4-е место в Столичном дивизионе — 100 очков;
2. Филадельфия Флайерз[18] — 5-е место в Столичном дивизионе — 96 очков.

### Западная конференция

#### Центральный дивизион
1. Даллас Старз[19] — чемпион Центрального дивизиона, победитель Западной конференции — 109 очков;
2. Сент-Луис Блюз[20] — 2-е место в Центральном дивизионе — 107 очков;
3. Чикаго Блэкхокс[21] — 3-е место в Центральном дивизионе — 103 очка.

#### Тихоокеанский дивизион
1. Анахайм Дакс[22] — чемпион Тихоокеанского дивизиона — 103 очка;
2. Лос-Анджелес Кингз[23] — 2-е место в Тихоокеанском дивизионе — 102 очка;
3. Сан-Хосе Шаркс[24] — 3-е место в Тихоокеанском дивизионе — 98 очков.

#### Уайлд-кард
1. Нэшвилл Предаторз[25] — 4-е место в Центральном дивизионе — 96 очков;
2. Миннесота Уайлд[26] — 5-е место в Центральном дивизионе — 87 очков.

## Сетка плей-офф
|  | Первый раунд          | Первый раунд | Первый раунд | Первый раунд | Первый раунд | Первый раунд | Первый раунд | Первый раунд | Первый раунд | Первый раунд |           |           | Второй раунд | Второй раунд | Второй раунд | Второй раунд | Второй раунд | Второй раунд | Второй раунд | Второй раунд | Второй раунд | Второй раунд |    |           | Финалы конференций | Финалы конференций | Финалы конференций | Финалы конференций | Финалы конференций | Финалы конференций | Финалы конференций | Финалы конференций | Финалы конференций | Финалы конференций |    |           | Финал Кубка Стэнли | Финал Кубка Стэнли | Финал Кубка Стэнли | Финал Кубка Стэнли | Финал Кубка Стэнли | Финал Кубка Стэнли | Финал Кубка Стэнли | Финал Кубка Стэнли | Финал Кубка Стэнли | Финал Кубка Стэнли |
|  |                       |              |              |              |              |              |              |              |              |              |           |           |              |              |              |              |              |              |              |              |              |              |    |           |                    |                    |                    |                    |                    |                    |                    |                    |                    |                    |    |           |                    |                    |                    |                    |                    |                    |                    |                    |                    |                    |
|  | А1                    | Флорида      | Флорида      | Флорида      | Флорида      | Флорида      | Флорида      | Флорида      | Флорида      | 2            |           |           |              |              |              |              |              |              |              |              |              |              |    |           |                    |                    |                    |                    |                    |                    |                    |                    |                    |                    |    |           |                    |                    |                    |                    |                    |                    |                    |                    |                    |                    |
|  | А1                    | Флорида      | Флорида      | Флорида      | Флорида      | Флорида      | Флорида      | Флорида      | Флорида      | 2            |           |           |              |              |              |              |              |              |              |              |              |              |    |           |                    |                    |                    |                    |                    |                    |                    |                    |                    |                    |    |           |                    |                    |                    |                    |                    |                    |                    |                    |                    |                    |
|  | УК                    | Айлендерс    | Айлендерс    | Айлендерс    | Айлендерс    | Айлендерс    | Айлендерс    | Айлендерс    | Айлендерс    | 4            |           |           |              |              |              |              |              |              |              |              |              |              |    |           |                    |                    |                    |                    |                    |                    |                    |                    |                    |                    |    |           |                    |                    |                    |                    |                    |                    |                    |                    |                    |                    |
|  | УК                    | Айлендерс    | Айлендерс    | Айлендерс    | Айлендерс    | Айлендерс    | Айлендерс    | Айлендерс    | Айлендерс    | 4            | УК        | Айлендерс | Айлендерс    | Айлендерс    | Айлендерс    | Айлендерс    | Айлендерс    | Айлендерс    | Айлендерс    | 1            |              |              |    |           |                    |                    |                    |                    |                    |                    |                    |                    |                    |                    |    |           |                    |                    |                    |                    |                    |                    |                    |                    |                    |                    |
|  |                       |              |              |              |              |              |              |              |              |              | УК        | Айлендерс | Айлендерс    | Айлендерс    | Айлендерс    | Айлендерс    | Айлендерс    | Айлендерс    | Айлендерс    | 1            |              |              |    |           |                    |                    |                    |                    |                    |                    |                    |                    |                    |                    |    |           |                    |                    |                    |                    |                    |                    |                    |                    |                    |                    |
|  |                       |              | А2           | Тампа-Бэй    | Тампа-Бэй    | Тампа-Бэй    | Тампа-Бэй    | Тампа-Бэй    | Тампа-Бэй    | Тампа-Бэй    | Тампа-Бэй | 4         |              |              |              |              |              |              |              |              |              |              |    |           |                    |                    |                    |                    |                    |                    |                    |                    |                    |                    |    |           |                    |                    |                    |                    |                    |                    |                    |                    |                    |                    |
|  | А2                    | Тампа-Бэй    | Тампа-Бэй    | Тампа-Бэй    | Тампа-Бэй    | Тампа-Бэй    | Тампа-Бэй    | Тампа-Бэй    | Тампа-Бэй    | Тампа-Бэй    | Тампа-Бэй | 4         | 4            |              |              |              |              |              |              |              |              |              |    |           |                    |                    |                    |                    |                    |                    |                    |                    |                    |                    |    |           |                    |                    |                    |                    |                    |                    |                    |                    |                    |                    |
|  | А2                    | Тампа-Бэй    | Тампа-Бэй    | Тампа-Бэй    | Тампа-Бэй    | Тампа-Бэй    | Тампа-Бэй    | Тампа-Бэй    | Тампа-Бэй    |              |           |           | 4            |              |              |              |              |              |              |              |              |              |    |           |                    |                    |                    |                    |                    |                    |                    |                    |                    |                    |    |           |                    |                    |                    |                    |                    |                    |                    |                    |                    |                    |
|  | А3                    | Детройт      | Детройт      | Детройт      | Детройт      | Детройт      | Детройт      | Детройт      | Детройт      | 1            |           |           |              |              |              |              |              |              |              |              |              |              |    |           |                    |                    |                    |                    |                    |                    |                    |                    |                    |                    |    |           |                    |                    |                    |                    |                    |                    |                    |                    |                    |                    |
|  | А3                    | Детройт      | Детройт      | Детройт      | Детройт      | Детройт      | Детройт      | Детройт      | Детройт      | 1            |           |           |              |              |              |              |              |              |              |              |              |              | А2 | Тампа-Бэй | Тампа-Бэй          | Тампа-Бэй          | Тампа-Бэй          | Тампа-Бэй          | Тампа-Бэй          | Тампа-Бэй          | Тампа-Бэй          | 3                  |                    |                    |    |           |                    |                    |                    |                    |                    |                    |                    |                    |                    |                    |
|  | Восточная конференция |              |              |              |              |              |              |              |              |              |           |           |              |              |              |              |              |              |              |              |              |              | А2 | Тампа-Бэй | Тампа-Бэй          | Тампа-Бэй          | Тампа-Бэй          | Тампа-Бэй          | Тампа-Бэй          | Тампа-Бэй          | Тампа-Бэй          | 3                  |                    |                    |    |           |                    |                    |                    |                    |                    |                    |                    |                    |                    |                    |
|  |                       |              | С2           | Питтсбург    | Питтсбург    | Питтсбург    | Питтсбург    | Питтсбург    | Питтсбург    | Питтсбург    | Питтсбург | 4         |              |              |              |              |              |              |              |              |              |              |    |           |                    |                    |                    |                    |                    |                    |                    |                    |                    |                    |    |           |                    |                    |                    |                    |                    |                    |                    |                    |                    |                    |
|  | С1                    | Вашингтон    | Вашингтон    | Вашингтон    | Вашингтон    | Вашингтон    | Вашингтон    | Вашингтон    | Вашингтон    | Питтсбург    | Питтсбург | 4         | 4            |              |              |              |              |              |              |              |              |              |    |           |                    |                    |                    |                    |                    |                    |                    |                    |                    |                    |    |           |                    |                    |                    |                    |                    |                    |                    |                    |                    |                    |
|  | С1                    | Вашингтон    | Вашингтон    | Вашингтон    | Вашингтон    | Вашингтон    | Вашингтон    | Вашингтон    | Вашингтон    |              |           |           | 4            |              |              |              |              |              |              |              |              |              |    |           |                    |                    |                    |                    |                    |                    |                    |                    |                    |                    |    |           |                    |                    |                    |                    |                    |                    |                    |                    |                    |                    |
|  | УК                    | Филадельфия  | Филадельфия  | Филадельфия  | Филадельфия  | Филадельфия  | Филадельфия  | Филадельфия  | Филадельфия  | 2            |           |           |              |              |              |              |              |              |              |              |              |              |    |           |                    |                    |                    |                    |                    |                    |                    |                    |                    |                    |    |           |                    |                    |                    |                    |                    |                    |                    |                    |                    |                    |
|  | УК                    | Филадельфия  | Филадельфия  | Филадельфия  | Филадельфия  | Филадельфия  | Филадельфия  | Филадельфия  | Филадельфия  | 2            | С1        | Вашингтон | Вашингтон    | Вашингтон    | Вашингтон    | Вашингтон    | Вашингтон    | Вашингтон    | Вашингтон    | 2            |              |              |    |           |                    |                    |                    |                    |                    |                    |                    |                    |                    |                    |    |           |                    |                    |                    |                    |                    |                    |                    |                    |                    |                    |
|  |                       |              |              |              |              |              |              |              |              |              | С1        | Вашингтон | Вашингтон    | Вашингтон    | Вашингтон    | Вашингтон    | Вашингтон    | Вашингтон    | Вашингтон    | 2            |              |              |    |           |                    |                    |                    |                    |                    |                    |                    |                    |                    |                    |    |           |                    |                    |                    |                    |                    |                    |                    |                    |                    |                    |
|  |                       |              | С2           | Питтсбург    | Питтсбург    | Питтсбург    | Питтсбург    | Питтсбург    | Питтсбург    | Питтсбург    | Питтсбург | 4         |              |              |              |              |              |              |              |              |              |              |    |           |                    |                    |                    |                    |                    |                    |                    |                    |                    |                    |    |           |                    |                    |                    |                    |                    |                    |                    |                    |                    |                    |
|  | С2                    | Питтсбург    | Питтсбург    | Питтсбург    | Питтсбург    | Питтсбург    | Питтсбург    | Питтсбург    | Питтсбург    | Питтсбург    | Питтсбург | 4         | 4            |              |              |              |              |              |              |              |              |              |    |           |                    |                    |                    |                    |                    |                    |                    |                    |                    |                    |    |           |                    |                    |                    |                    |                    |                    |                    |                    |                    |                    |
|  | С2                    | Питтсбург    | Питтсбург    | Питтсбург    | Питтсбург    | Питтсбург    | Питтсбург    | Питтсбург    | Питтсбург    |              |           |           | 4            |              |              |              |              |              |              |              |              |              |    |           |                    |                    |                    |                    |                    |                    |                    |                    |                    |                    |    |           |                    |                    |                    |                    |                    |                    |                    |                    |                    |                    |
|  | С3                    | Рейнджерс    | Рейнджерс    | Рейнджерс    | Рейнджерс    | Рейнджерс    | Рейнджерс    | Рейнджерс    | Рейнджерс    | 1            |           |           |              |              |              |              |              |              |              |              |              |              |    |           |                    |                    |                    |                    |                    |                    |                    |                    |                    |                    |    |           |                    |                    |                    |                    |                    |                    |                    |                    |                    |                    |
|  | С3                    | Рейнджерс    | Рейнджерс    | Рейнджерс    | Рейнджерс    | Рейнджерс    | Рейнджерс    | Рейнджерс    | Рейнджерс    | 1            |           |           |              |              |              |              |              |              |              |              |              |              |    |           |                    |                    |                    |                    |                    |                    |                    |                    |                    |                    | С2 | Питтсбург | Питтсбург          | Питтсбург          | Питтсбург          | Питтсбург          | Питтсбург          | Питтсбург          | Питтсбург          | 4                  |                    |                    |
|  |                       |              |              |              |              |              |              |              |              |              |           |           |              |              |              |              |              |              |              |              |              |              |    |           |                    |                    |                    |                    |                    |                    |                    |                    |                    |                    | С2 | Питтсбург | Питтсбург          | Питтсбург          | Питтсбург          | Питтсбург          | Питтсбург          | Питтсбург          | Питтсбург          | 4                  |                    |                    |
|  |                       |              | Т3           | Сан-Хосе     | Сан-Хосе     | Сан-Хосе     | Сан-Хосе     | Сан-Хосе     | Сан-Хосе     | Сан-Хосе     | Сан-Хосе  | 2         |              |              |              |              |              |              |              |              |              |              |    |           |                    |                    |                    |                    |                    |                    |                    |                    |                    |                    |    |           |                    |                    |                    |                    |                    |                    |                    |                    |                    |                    |
|  | Ц1                    | Даллас       | Даллас       | Даллас       | Даллас       | Даллас       | Даллас       | Даллас       | Даллас       | Сан-Хосе     | Сан-Хосе  | 2         | 4            |              |              |              |              |              |              |              |              |              |    |           |                    |                    |                    |                    |                    |                    |                    |                    |                    |                    |    |           |                    |                    |                    |                    |                    |                    |                    |                    |                    |                    |
|  | Ц1                    | Даллас       | Даллас       | Даллас       | Даллас       | Даллас       | Даллас       | Даллас       | Даллас       |              |           |           | 4            |              |              |              |              |              |              |              |              |              |    |           |                    |                    |                    |                    |                    |                    |                    |                    |                    |                    |    |           |                    |                    |                    |                    |                    |                    |                    |                    |                    |                    |
|  | УК                    | Миннесота    | Миннесота    | Миннесота    | Миннесота    | Миннесота    | Миннесота    | Миннесота    | Миннесота    | 2            |           |           |              |              |              |              |              |              |              |              |              |              |    |           |                    |                    |                    |                    |                    |                    |                    |                    |                    |                    |    |           |                    |                    |                    |                    |                    |                    |                    |                    |                    |                    |
|  | УК                    | Миннесота    | Миннесота    | Миннесота    | Миннесота    | Миннесота    | Миннесота    | Миннесота    | Миннесота    | 2            | Ц1        | Даллас    | Даллас       | Даллас       | Даллас       | Даллас       | Даллас       | Даллас       | Даллас       | 3            |              |              |    |           |                    |                    |                    |                    |                    |                    |                    |                    |                    |                    |    |           |                    |                    |                    |                    |                    |                    |                    |                    |                    |                    |
|  |                       |              |              |              |              |              |              |              |              |              | Ц1        | Даллас    | Даллас       | Даллас       | Даллас       | Даллас       | Даллас       | Даллас       | Даллас       | 3            |              |              |    |           |                    |                    |                    |                    |                    |                    |                    |                    |                    |                    |    |           |                    |                    |                    |                    |                    |                    |                    |                    |                    |                    |
|  |                       |              | Ц2           | Сент-Луис    | Сент-Луис    | Сент-Луис    | Сент-Луис    | Сент-Луис    | Сент-Луис    | Сент-Луис    | Сент-Луис | 4         |              |              |              |              |              |              |              |              |              |              |    |           |                    |                    |                    |                    |                    |                    |                    |                    |                    |                    |    |           |                    |                    |                    |                    |                    |                    |                    |                    |                    |                    |
|  | Ц2                    | Сент-Луис    | Сент-Луис    | Сент-Луис    | Сент-Луис    | Сент-Луис    | Сент-Луис    | Сент-Луис    | Сент-Луис    | Сент-Луис    | Сент-Луис | 4         | 4            |              |              |              |              |              |              |              |              |              |    |           |                    |                    |                    |                    |                    |                    |                    |                    |                    |                    |    |           |                    |                    |                    |                    |                    |                    |                    |                    |                    |                    |
|  | Ц2                    | Сент-Луис    | Сент-Луис    | Сент-Луис    | Сент-Луис    | Сент-Луис    | Сент-Луис    | Сент-Луис    | Сент-Луис    |              |           |           | 4            |              |              |              |              |              |              |              |              |              |    |           |                    |                    |                    |                    |                    |                    |                    |                    |                    |                    |    |           |                    |                    |                    |                    |                    |                    |                    |                    |                    |                    |
|  | Ц3                    | Чикаго       | Чикаго       | Чикаго       | Чикаго       | Чикаго       | Чикаго       | Чикаго       | Чикаго       | 3            |           |           |              |              |              |              |              |              |              |              |              |              |    |           |                    |                    |                    |                    |                    |                    |                    |                    |                    |                    |    |           |                    |                    |                    |                    |                    |                    |                    |                    |                    |                    |
|  | Ц3                    | Чикаго       | Чикаго       | Чикаго       | Чикаго       | Чикаго       | Чикаго       | Чикаго       | Чикаго       | 3            |           |           |              |              |              |              |              |              |              |              |              |              | Ц2 | Сент-Луис | Сент-Луис          | Сент-Луис          | Сент-Луис          | Сент-Луис          | Сент-Луис          | Сент-Луис          | Сент-Луис          | 2                  |                    |                    |    |           |                    |                    |                    |                    |                    |                    |                    |                    |                    |                    |
|  | Западная конференция  |              |              |              |              |              |              |              |              |              |           |           |              |              |              |              |              |              |              |              |              |              | Ц2 | Сент-Луис | Сент-Луис          | Сент-Луис          | Сент-Луис          | Сент-Луис          | Сент-Луис          | Сент-Луис          | Сент-Луис          | 2                  |                    |                    |    |           |                    |                    |                    |                    |                    |                    |                    |                    |                    |                    |
|  |                       |              | Т3           | Сан-Хосе     | Сан-Хосе     | Сан-Хосе     | Сан-Хосе     | Сан-Хосе     | Сан-Хосе     | Сан-Хосе     | Сан-Хосе  | 4         |              |              |              |              |              |              |              |              |              |              |    |           |                    |                    |                    |                    |                    |                    |                    |                    |                    |                    |    |           |                    |                    |                    |                    |                    |                    |                    |                    |                    |                    |
|  | Т1                    | Анахайм      | Анахайм      | Анахайм      | Анахайм      | Анахайм      | Анахайм      | Анахайм      | Анахайм      | Сан-Хосе     | Сан-Хосе  | 4         | 3            |              |              |              |              |              |              |              |              |              |    |           |                    |                    |                    |                    |                    |                    |                    |                    |                    |                    |    |           |                    |                    |                    |                    |                    |                    |                    |                    |                    |                    |
|  | Т1                    | Анахайм      | Анахайм      | Анахайм      | Анахайм      | Анахайм      | Анахайм      | Анахайм      | Анахайм      |              |           |           | 3            |              |              |              |              |              |              |              |              |              |    |           |                    |                    |                    |                    |                    |                    |                    |                    |                    |                    |    |           |                    |                    |                    |                    |                    |                    |                    |                    |                    |                    |
|  | УК                    | Нэшвилл      | Нэшвилл      | Нэшвилл      | Нэшвилл      | Нэшвилл      | Нэшвилл      | Нэшвилл      | Нэшвилл      | 4            |           |           |              |              |              |              |              |              |              |              |              |              |    |           |                    |                    |                    |                    |                    |                    |                    |                    |                    |                    |    |           |                    |                    |                    |                    |                    |                    |                    |                    |                    |                    |
|  | УК                    | Нэшвилл      | Нэшвилл      | Нэшвилл      | Нэшвилл      | Нэшвилл      | Нэшвилл      | Нэшвилл      | Нэшвилл      | 4            | УК        | Нэшвилл   | Нэшвилл      | Нэшвилл      | Нэшвилл      | Нэшвилл      | Нэшвилл      | Нэшвилл      | Нэшвилл      | 3            |              |              |    |           |                    |                    |                    |                    |                    |                    |                    |                    |                    |                    |    |           |                    |                    |                    |                    |                    |                    |                    |                    |                    |                    |
|  |                       |              |              |              |              |              |              |              |              |              | УК        | Нэшвилл   | Нэшвилл      | Нэшвилл      | Нэшвилл      | Нэшвилл      | Нэшвилл      | Нэшвилл      | Нэшвилл      | 3            |              |              |    |           |                    |                    |                    |                    |                    |                    |                    |                    |                    |                    |    |           |                    |                    |                    |                    |                    |                    |                    |                    |                    |                    |
|  |                       |              | Т3           | Сан-Хосе     | Сан-Хосе     | Сан-Хосе     | Сан-Хосе     | Сан-Хосе     | Сан-Хосе     | Сан-Хосе     | Сан-Хосе  | 4         |              |              |              |              |              |              |              |              |              |              |    |           |                    |                    |                    |                    |                    |                    |                    |                    |                    |                    |    |           |                    |                    |                    |                    |                    |                    |                    |                    |                    |                    |
|  | Т2                    | Лос-Анджелес | Лос-Анджелес | Лос-Анджелес | Лос-Анджелес | Лос-Анджелес | Лос-Анджелес | Лос-Анджелес | Лос-Анджелес | Сан-Хосе     | Сан-Хосе  | 4         | 1            |              |              |              |              |              |              |              |              |              |    |           |                    |                    |                    |                    |                    |                    |                    |                    |                    |                    |    |           |                    |                    |                    |                    |                    |                    |                    |                    |                    |                    |
|  | Т2                    | Лос-Анджелес | Лос-Анджелес | Лос-Анджелес | Лос-Анджелес | Лос-Анджелес | Лос-Анджелес | Лос-Анджелес | Лос-Анджелес |              |           |           | 1            |              |              |              |              |              |              |              |              |              |    |           |                    |                    |                    |                    |                    |                    |                    |                    |                    |                    |    |           |                    |                    |                    |                    |                    |                    |                    |                    |                    |                    |
|  | Т3                    | Сан-Хосе     | Сан-Хосе     | Сан-Хосе     | Сан-Хосе     | Сан-Хосе     | Сан-Хосе     | Сан-Хосе     | Сан-Хосе     | 4            |           |           |              |              |              |              |              |              |              |              |              |              |    |           |                    |                    |                    |                    |                    |                    |                    |                    |                    |                    |    |           |                    |                    |                    |                    |                    |                    |                    |                    |                    |                    |

## Первый раунд
Начало матчей указано по Североамериканскому восточному времени (UTC-4).

### Первый раунд плей-офф Восточной конференции

#### Флорида Пантерз (А1) — Нью-Йорк Айлендерс (УК1)
Первая встреча этих двух команд в плей-офф. «Флорида» выиграла у «Айлендерс» два из трёх матчей в регулярном чемпионате.
«Нью-Йорк Айлендерс» выиграл серию в шести матчах. Из-за травмы у «островитян» не смог принять участие в серии основной вратарь команды Ярослав Галак, чьё место в воротах занял Томас Грайсс. В 4-м матче серии нападающий «Флориды» Яромир Ягр набрал своё 200-е очко в розыгрышах Кубка Стэнли, став таким образом 5-м игроком в истории НХЛ кому покорился этот рубеж. Самым результативным игроком серии стал капитан «Айлендерс» Джон Таварес, который в шести матчах набрал 9 (5+4) очков. «Нью-Йорк Айлендерс» впервые с 1993 года смог пройти во второй раунд плей-офф.
| 14.04.2016 20:00 | Флорида Пантерз | 4 : 5 (2:2, 1:1, 1:2) | Нью-Йорк Айлендерс | BB&T-центр Зрителей: 17 422 |

| Отчёт | Отчёт                               | Отчёт | Отчёт        | Отчёт                                                                     |
| --- | ----------------------------------- | --- | ------------ | ------------------------------------------------------------------------- |
| |                                     | |              |                                                                           |
| | Роберто Люонго                      | Вратари | Томас Грайсс | Судьи: Дэйв Джексон Келли Сазерленд Линейные судьи: Дерек Амелл Тим Новак |
| | Голы:                               | |              | Судьи: Дэйв Джексон Келли Сазерленд Линейные судьи: Дерек Амелл Тим Новак |
| Тедди Пёрселл — 01:55 (И. Гудлер, Д. Куликов) Юсси Йокинен (бол.) — 13:51 (Б. Кэмпбелл, Р. Смит) Райлли Смит — 21:31 (А. Петрович, Ю. Йокинен) Райлли Смит — 46:56 (Ю. Йокинен, Н. Бьюгстэд) | 1:0 1:1 2:1 2:2 3:2 3:3 3:4 3:5 4:5 | 06:39 — Брок Нельсон (Р. Строум) 16:46 — Франс Нильсен (бол.) (Дж. Таварес, Н. Ледди) 39:38 — Джон Таварес (К. Окпосо, Ф. Нильсен) 42:33 — Кайл Окпосо (Дж. Таварес) 46:01 — Райан Строум (А. Куин, Т. Хамоник) |              | Судьи: Дэйв Джексон Келли Сазерленд Линейные судьи: Дерек Амелл Тим Новак |
| |                                     | |              | Судьи: Дэйв Джексон Келли Сазерленд Линейные судьи: Дерек Амелл Тим Новак |
| |                                     | |              | Судьи: Дэйв Джексон Келли Сазерленд Линейные судьи: Дерек Амелл Тим Новак |
| |                                     | |              | Судьи: Дэйв Джексон Келли Сазерленд Линейные судьи: Дерек Амелл Тим Новак |
| 6 мин | Штраф                               | 8 мин |              | Судьи: Дэйв Джексон Келли Сазерленд Линейные судьи: Дерек Амелл Тим Новак |
| |                                     | |              |                                                                           |
| | 46                                  | Броски | 26           |                                                                           |

| 15.04.2016 19:30 | Флорида Пантерз | 3 : 1 (1:0, 1:0, 1:1) | Нью-Йорк Айлендерс | BB&T-центр Зрителей: 18 373 |

| Отчёт | Отчёт           | Отчёт                                      | Отчёт        | Отчёт                                                                          |
| --- | --------------- | ------------------------------------------ | ------------ | ------------------------------------------------------------------------------ |
| |                 |                                            |              |                                                                                |
| | Роберто Люонго  | Вратари                                    | Томас Грайсс | Судьи: Уэс Макколи Фрэнсис Шаррон Линейные судьи: Скотт Дрисколл Брайан Панкич |
| | Голы:           |                                            |              | Судьи: Уэс Макколи Фрэнсис Шаррон Линейные судьи: Скотт Дрисколл Брайан Панкич |
| Райлли Смит — 04:32 (Н. Бьюгстэд, Дж. Юбердо) Ник Бьюгстэд — 26:17 (Р. Смит, Д. Куликов) Дмитрий Куликов (п.в.) — 59:50 (А. Барков) | 1:0 2:0 2:1 3:1 | 56:27 — Джон Таварес (Н. Ледди, К. Окпосо) |              | Судьи: Уэс Макколи Фрэнсис Шаррон Линейные судьи: Скотт Дрисколл Брайан Панкич |
| |                 |                                            |              | Судьи: Уэс Макколи Фрэнсис Шаррон Линейные судьи: Скотт Дрисколл Брайан Панкич |
| |                 |                                            |              | Судьи: Уэс Макколи Фрэнсис Шаррон Линейные судьи: Скотт Дрисколл Брайан Панкич |
| |                 |                                            |              | Судьи: Уэс Макколи Фрэнсис Шаррон Линейные судьи: Скотт Дрисколл Брайан Панкич |
| 12 мин | Штраф           | 8 мин                                      |              | Судьи: Уэс Макколи Фрэнсис Шаррон Линейные судьи: Скотт Дрисколл Брайан Панкич |
| |                 |                                            |              |                                                                                |
| | 31              | Броски                                     | 42           |                                                                                |

| 17.04.2016 20:00 | Нью-Йорк Айлендерс | 4 : 3 (ОТ) (0:1, 3:2, 0:0, 1:0) | Флорида Пантерз | Барклайс-центр Зрителей: 15 795 |

| Отчёт | Отчёт                       | Отчёт | Отчёт          | Отчёт                                                                     |
| --- | --------------------------- | --- | -------------- | ------------------------------------------------------------------------- |
| |                             | |                |                                                                           |
| | Томас Грайсс                | Вратари | Роберто Люонго | Судьи: Крис Руни Франсуа Сан-Ларен Линейные судьи: Шейн Хейер Марк Шевчик |
| | Голы:                       | |                | Судьи: Крис Руни Франсуа Сан-Ларен Линейные судьи: Шейн Хейер Марк Шевчик |
| Райан Пулок (бол.) — 25:21 (К. Окпосо, Дж. Таварес) Шейн Принс — 31:48 (Р. Пулок, К. де Хаан) Франс Нильсен (бол.) — 36:55 (Дж. Таварес, К. Окпосо) Томас Хики — 72:31 (Б. Нельсон, Дж. Бэйли) | 0:1 0:2 1:2 1:3 2:3 3:3 4:3 | 02:25 — Райлли Смит (А. Петрович, М. Мэтсон) 21:11 — Александр Барков (Р. Смит, Дж. Юбердо) 27:23 — Ник Бьюгстэд (Р. Смит, Д. Куликов) |                | Судьи: Крис Руни Франсуа Сан-Ларен Линейные судьи: Шейн Хейер Марк Шевчик |
| |                             | |                | Судьи: Крис Руни Франсуа Сан-Ларен Линейные судьи: Шейн Хейер Марк Шевчик |
| |                             | |                | Судьи: Крис Руни Франсуа Сан-Ларен Линейные судьи: Шейн Хейер Марк Шевчик |
| |                             | |                | Судьи: Крис Руни Франсуа Сан-Ларен Линейные судьи: Шейн Хейер Марк Шевчик |
| 8 мин | Штраф                       | 10 мин |                | Судьи: Крис Руни Франсуа Сан-Ларен Линейные судьи: Шейн Хейер Марк Шевчик |
| |                             | |                |                                                                           |
| | 39                          | Броски | 39             |                                                                           |

| 20.04.2016 20:00 | Нью-Йорк Айлендерс | 1 : 2 (0:0, 1:1, 0:1) | Флорида Пантерз | Барклайс-центр Зрителей: 15 795 |

| Отчёт                                              | Отчёт        | Отчёт                                                                                | Отчёт          | Отчёт                                                                          |
| -------------------------------------------------- | ------------ | ------------------------------------------------------------------------------------ | -------------- | ------------------------------------------------------------------------------ |
|                                                    |              |                                                                                      |                |                                                                                |
|                                                    | Томас Грайсс | Вратари                                                                              | Роберто Люонго | Судьи: Фредерик Лекуае Брэд Уотсон Линейные судьи: Мэтт Макферсон Брайан Мёрфи |
|                                                    | Голы:        |                                                                                      |                | Судьи: Фредерик Лекуае Брэд Уотсон Линейные судьи: Мэтт Макферсон Брайан Мёрфи |
| Джон Таварес (бол.) — 39:44 (Р. Пулок, Б. Нельсон) | 0:1 :1 1:2   | 35:18 — Тедди Пёрселл (бол.) (Я. Ягр) 49:25 — Алекс Петрович (Д. Макензи, Г. Уилсон) |                | Судьи: Фредерик Лекуае Брэд Уотсон Линейные судьи: Мэтт Макферсон Брайан Мёрфи |
|                                                    |              |                                                                                      |                | Судьи: Фредерик Лекуае Брэд Уотсон Линейные судьи: Мэтт Макферсон Брайан Мёрфи |
|                                                    |              |                                                                                      |                | Судьи: Фредерик Лекуае Брэд Уотсон Линейные судьи: Мэтт Макферсон Брайан Мёрфи |
|                                                    |              |                                                                                      |                | Судьи: Фредерик Лекуае Брэд Уотсон Линейные судьи: Мэтт Макферсон Брайан Мёрфи |
| 8 мин                                              | Штраф        | 8 мин                                                                                |                | Судьи: Фредерик Лекуае Брэд Уотсон Линейные судьи: Мэтт Макферсон Брайан Мёрфи |
|                                                    |              |                                                                                      |                |                                                                                |
|                                                    | 27           | Броски                                                                               | 29             |                                                                                |

| 22.04.2016 20:00 | Флорида Пантерз | 1 : 2 (2ОТ) (0:1, 0:0, 1:0, 0:0, 0:1) | Нью-Йорк Айлендерс | BB&T-центр Зрителей: 20 247 |

| Отчёт                                          | Отчёт          | Отчёт                                                                           | Отчёт        | Отчёт                                                                      |
| ---------------------------------------------- | -------------- | ------------------------------------------------------------------------------- | ------------ | -------------------------------------------------------------------------- |
|                                                |                |                                                                                 |              |                                                                            |
|                                                | Роберто Люонго | Вратари                                                                         | Томас Грайсс | Судьи: Дэн О’Хэллоран Иэн Уолш Линейные судьи: Мэтт Макферсон Брайан Мёрфи |
|                                                | Голы:          |                                                                                 |              | Судьи: Дэн О’Хэллоран Иэн Уолш Линейные судьи: Мэтт Макферсон Брайан Мёрфи |
| Александр Барков — 41:59 (А. Петрович, Я. Ягр) | 0:1 :1 1:2     | 13:31 — Франс Нильсен (Т. Хики) 96:00 — Алан Куин (бол.) (М. Жидлицки, Т. Хики) |              | Судьи: Дэн О’Хэллоран Иэн Уолш Линейные судьи: Мэтт Макферсон Брайан Мёрфи |
|                                                |                |                                                                                 |              | Судьи: Дэн О’Хэллоран Иэн Уолш Линейные судьи: Мэтт Макферсон Брайан Мёрфи |
|                                                |                |                                                                                 |              | Судьи: Дэн О’Хэллоран Иэн Уолш Линейные судьи: Мэтт Макферсон Брайан Мёрфи |
|                                                |                |                                                                                 |              | Судьи: Дэн О’Хэллоран Иэн Уолш Линейные судьи: Мэтт Макферсон Брайан Мёрфи |
| 10 мин                                         | Штраф          | 2 мин                                                                           |              | Судьи: Дэн О’Хэллоран Иэн Уолш Линейные судьи: Мэтт Макферсон Брайан Мёрфи |
|                                                |                |                                                                                 |              |                                                                            |
|                                                | 48             | Броски                                                                          | 42           |                                                                            |

| 24.04.2016 19:00 | Нью-Йорк Айлендерс | 2 : 1 (2ОТ) (0:1, 0:0, 1:0, 0:0, 1:0) | Флорида Пантерз | Барклайс-центр Зрителей: 15 795 |

| Отчёт                                                                                 | Отчёт        | Отчёт                                           | Отчёт          | Отчёт                                                            |
| ------------------------------------------------------------------------------------- | ------------ | ----------------------------------------------- | -------------- | ---------------------------------------------------------------- |
|                                                                                       |              |                                                 |                |                                                                  |
|                                                                                       | Томас Грайсс | Вратари                                         | Роберто Люонго | Судьи: Дэн О’Рурк Крис Ли Линейные судьи: Шейн Хейер Марк Шевчик |
|                                                                                       | Голы:        |                                                 |                | Судьи: Дэн О’Рурк Крис Ли Линейные судьи: Шейн Хейер Марк Шевчик |
| Джон Таварес — 59:06 (Н. Кулёмин, Н. Ледди) Джон Таварес — 90:41 (К. Окпосо, А. Куин) | 0:1 :1 2:1   | 18:58 — Джонатан Юбердо (В. Трочек, Ю. Йокинен) |                | Судьи: Дэн О’Рурк Крис Ли Линейные судьи: Шейн Хейер Марк Шевчик |
|                                                                                       |              |                                                 |                | Судьи: Дэн О’Рурк Крис Ли Линейные судьи: Шейн Хейер Марк Шевчик |
|                                                                                       |              |                                                 |                | Судьи: Дэн О’Рурк Крис Ли Линейные судьи: Шейн Хейер Марк Шевчик |
|                                                                                       |              |                                                 |                | Судьи: Дэн О’Рурк Крис Ли Линейные судьи: Шейн Хейер Марк Шевчик |
| 6 мин                                                                                 | Штраф        | 6 мин                                           |                | Судьи: Дэн О’Рурк Крис Ли Линейные судьи: Шейн Хейер Марк Шевчик |
|                                                                                       |              |                                                 |                |                                                                  |
|                                                                                       | 51           | Броски                                          | 42             |                                                                  |

#### Тампа-Бэй Лайтнинг (А2) — Детройт Ред Уингз (А3)
Вторая встреча в плей-офф «Тампы» и «Детройта». Предыдущая их встреча состоялась год назад также в первом раунде и закончилась победой «Лайтнинг» в семи матчах. В регулярном чемпионате команды провели между собой четыре матча и одержали по две победы.
«Тампа» выиграла серию у «Детройта» со счётом 4—1. В составе «молний» из-за травм в серии не принимали участие капитан Стивен Стэмкос и защитник Антон Строльман. В первых двух матчах основным вратарём «крыльев» был Джимми Ховард, однако после двух поражений его место занял Петр Мразек, который в 3-м матче оформил шатаут. Новичок «Ред Уингз» Дилан Ларкин во втором матче серии забил свой первый гол в плей-офф НХЛ. «Детройт» 3-й год подряд уступил в первом раунде Кубка Стэнли. У победителей лидером стал Никита Кучеров, который в пяти матчах набрал 8 (5+3) очков.
| 13.04.2016 19:00 | Тампа-Бэй Лайтнинг | 3 : 2 (1:0, 1:2, 1:0) | Детройт Ред Уингз | Амали-арена Зрителей: 19 092 |

| Отчёт | Отчёт              | Отчёт                                                                             | Отчёт         | Отчёт                                                                          |
| --- | ------------------ | --------------------------------------------------------------------------------- | ------------- | ------------------------------------------------------------------------------ |
| |                    |                                                                                   |               |                                                                                |
| | Бен Бишоп          | Вратари                                                                           | Джимми Ховард | Судьи: Фрэнсис Шаррон Уэс Макколи Линейные судьи: Скотт Дрисколл Брайан Панкич |
| | Голы:              |                                                                                   |               | Судьи: Фрэнсис Шаррон Уэс Макколи Линейные судьи: Скотт Дрисколл Брайан Панкич |
| Никита Кучеров — 06:23 (Т. Джонсон, А. Киллорн) Никита Кучеров — 29:29 (Б. Коберн, Н. Нестеров) Алекс Киллорн — 48:52 (Т. Джонсон, Н. Кучеров) | 1:0 1:1 1:2 :2 3:2 | 22:11 — Майк Грин (Д. Декайзер, Т. Татар) 24:07 — Джастин Абделькадер (К. Куинси) |               | Судьи: Фрэнсис Шаррон Уэс Макколи Линейные судьи: Скотт Дрисколл Брайан Панкич |
| |                    |                                                                                   |               | Судьи: Фрэнсис Шаррон Уэс Макколи Линейные судьи: Скотт Дрисколл Брайан Панкич |
| |                    |                                                                                   |               | Судьи: Фрэнсис Шаррон Уэс Макколи Линейные судьи: Скотт Дрисколл Брайан Панкич |
| |                    |                                                                                   |               | Судьи: Фрэнсис Шаррон Уэс Макколи Линейные судьи: Скотт Дрисколл Брайан Панкич |
| 18 мин | Штраф              | 18 мин                                                                            |               | Судьи: Фрэнсис Шаррон Уэс Макколи Линейные судьи: Скотт Дрисколл Брайан Панкич |
| |                    |                                                                                   |               |                                                                                |
| | 34                 | Броски                                                                            | 36            |                                                                                |

| 15.04.2016 19:00 | Тампа-Бэй Лайтнинг | 5 : 2 (1:0, 1:1, 3:1) | Детройт Ред Уингз | Амали-арена Зрителей: 19 092 |

| Отчёт | Отчёт                       | Отчёт                                                                                             | Отчёт         | Отчёт                                                                          |
| --- | --------------------------- | ------------------------------------------------------------------------------------------------- | ------------- | ------------------------------------------------------------------------------ |
| |                             |                                                                                                   |               |                                                                                |
| | Бен Бишоп                   | Вратари                                                                                           | Джимми Ховард | Судьи: Крис Руни Франсуа Сан-Ларен Линейные судьи: Мэтт Макферсон Брайан Мёрфи |
| | Голы:                       |                                                                                                   |               | Судьи: Крис Руни Франсуа Сан-Ларен Линейные судьи: Мэтт Макферсон Брайан Мёрфи |
| Никита Кучеров (бол.) — 15:14 (В. Хедман, Т. Джонсон) Брайан Бойл — 26:46 (Дж. Друэн, Б. Коберн) Тайлер Джонсон — 46:32 (А. Киллорн) Тайлер Джонсон — 54:38 (Н. Кучеров, Дж. Гаррисон) Алекс Киллорн (п.в.) — 57:16 (М. Карл, Т. Джонсон) | 1:0 1:1 2:1 2:2 3:2 4:2 5:2 | 23:30 — Дилан Ларкин (Дж. Эрикссон, Н. Крунвалль) 44:27 — Брэд Ричардс (бол.) (М. Грин, Т. Татар) |               | Судьи: Крис Руни Франсуа Сан-Ларен Линейные судьи: Мэтт Макферсон Брайан Мёрфи |
| |                             |                                                                                                   |               | Судьи: Крис Руни Франсуа Сан-Ларен Линейные судьи: Мэтт Макферсон Брайан Мёрфи |
| |                             |                                                                                                   |               | Судьи: Крис Руни Франсуа Сан-Ларен Линейные судьи: Мэтт Макферсон Брайан Мёрфи |
| |                             |                                                                                                   |               | Судьи: Крис Руни Франсуа Сан-Ларен Линейные судьи: Мэтт Макферсон Брайан Мёрфи |
| 51 мин | Штраф                       | 63 мин                                                                                            |               | Судьи: Крис Руни Франсуа Сан-Ларен Линейные судьи: Мэтт Макферсон Брайан Мёрфи |
| |                             |                                                                                                   |               |                                                                                |
| | 31                          | Броски                                                                                            | 32            |                                                                                |

| 17.04.2016 19:00 | Детройт Ред Уингз | 2 : 0 (0:0, 2:0, 0:0) | Тампа-Бэй Лайтнинг | Джо Луис-арена Зрителей: 20 027 |

| Отчёт                                                                       | Отчёт       | Отчёт   | Отчёт     | Отчёт                                                                 |
| --------------------------------------------------------------------------- | ----------- | ------- | --------- | --------------------------------------------------------------------- |
|                                                                             |             |         |           |                                                                       |
|                                                                             | Петр Мразек | Вратари | Бен Бишоп | Судьи: Горд Дуайер Эрик Фурлатт Линейные судьи: Дерек Амелл Тим Новак |
|                                                                             | Голы:       |         |           | Судьи: Горд Дуайер Эрик Фурлатт Линейные судьи: Дерек Амелл Тим Новак |
| Андреас Атанасиу — 32:42 (Т. Татар, Ю. Андерссон) Хенрик Зеттерберг — 37:22 | 1:0 2:0     |         |           | Судьи: Горд Дуайер Эрик Фурлатт Линейные судьи: Дерек Амелл Тим Новак |
|                                                                             |             |         |           | Судьи: Горд Дуайер Эрик Фурлатт Линейные судьи: Дерек Амелл Тим Новак |
|                                                                             |             |         |           | Судьи: Горд Дуайер Эрик Фурлатт Линейные судьи: Дерек Амелл Тим Новак |
|                                                                             |             |         |           | Судьи: Горд Дуайер Эрик Фурлатт Линейные судьи: Дерек Амелл Тим Новак |
| 20 мин                                                                      | Штраф       | 40 мин  |           | Судьи: Горд Дуайер Эрик Фурлатт Линейные судьи: Дерек Амелл Тим Новак |
|                                                                             |             |         |           |                                                                       |
|                                                                             | 30          | Броски  | 16        |                                                                       |

| 19.04.2016 19:00 | Детройт Ред Уингз | 2 : 3 (0:1, 2:1, 0:1) | Тампа-Бэй Лайтнинг | Джо Луис-арена Зрителей: 20 027 |

| Отчёт                                                                          | Отчёт               | Отчёт | Отчёт     | Отчёт                                                              |
| ------------------------------------------------------------------------------ | ------------------- | --- | --------- | ------------------------------------------------------------------ |
|                                                                                |                     | |           |                                                                    |
|                                                                                | Петр Мразек         | Вратари | Бен Бишоп | Судьи: Жан Эбер Тим Пил Линейные судьи: Грэг Деворски Дерек Нансен |
|                                                                                | Голы:               | |           | Судьи: Жан Эбер Тим Пил Линейные судьи: Грэг Деворски Дерек Нансен |
| Даррен Хелм — 34:53 (Л. Гленденинг, Б. Смит) Густав Нюквист — 39:50 (Р. Шихэн) | 0:1 0:2 1:2 2:2 2:3 | 05:41 — Никита Кучеров (бол.) (Т. Джонсон, Дж. Друэн) 30:31 — Никита Кучеров (бол.) (Дж. Друэн, Дж. Гаррисон) 57:01 — Ондржей Палат (бол.) (Дж. Друэн, Н. Кучеров) |           | Судьи: Жан Эбер Тим Пил Линейные судьи: Грэг Деворски Дерек Нансен |
|                                                                                |                     | |           | Судьи: Жан Эбер Тим Пил Линейные судьи: Грэг Деворски Дерек Нансен |
|                                                                                |                     | |           | Судьи: Жан Эбер Тим Пил Линейные судьи: Грэг Деворски Дерек Нансен |
|                                                                                |                     | |           | Судьи: Жан Эбер Тим Пил Линейные судьи: Грэг Деворски Дерек Нансен |
| 12 мин                                                                         | Штраф               | 10 мин |           | Судьи: Жан Эбер Тим Пил Линейные судьи: Грэг Деворски Дерек Нансен |
|                                                                                |                     | |           |                                                                    |
|                                                                                | 28                  | Броски | 33        |                                                                    |

| 21.04.2016 19:00 | Тампа-Бэй Лайтнинг | 1 : 0 (0:0, 0:0, 1:0) | Детройт Ред Уингз | Амали-арена Зрителей: 19 092 |

| Отчёт                               | Отчёт     | Отчёт   | Отчёт       | Отчёт                                                                    |
| ----------------------------------- | --------- | ------- | ----------- | ------------------------------------------------------------------------ |
|                                     |           |         |             |                                                                          |
|                                     | Бен Бишоп | Вратари | Петр Мразек | Судьи: Брэд Майер Кевин Поллок Линейные судьи: Дэвид Брисбуа Пьер Расико |
|                                     | Голы:     |         |             | Судьи: Брэд Майер Кевин Поллок Линейные судьи: Дэвид Брисбуа Пьер Расико |
| Алекс Киллорн — 58:17 (Р. Кэллахан) | 1:0       |         |             | Судьи: Брэд Майер Кевин Поллок Линейные судьи: Дэвид Брисбуа Пьер Расико |
|                                     |           |         |             | Судьи: Брэд Майер Кевин Поллок Линейные судьи: Дэвид Брисбуа Пьер Расико |
|                                     |           |         |             | Судьи: Брэд Майер Кевин Поллок Линейные судьи: Дэвид Брисбуа Пьер Расико |
|                                     |           |         |             | Судьи: Брэд Майер Кевин Поллок Линейные судьи: Дэвид Брисбуа Пьер Расико |
| 8 мин                               | Штраф     | 8 мин   |             | Судьи: Брэд Майер Кевин Поллок Линейные судьи: Дэвид Брисбуа Пьер Расико |
|                                     |           |         |             |                                                                          |
|                                     | 24        | Броски  | 34          |                                                                          |

#### Вашингтон Кэпиталз (С1) — Филадельфия Флайерз (УК2)
Пятая встреча этих команд в плей-офф, последняя из которых состоялась в четвертьфинале Восточной конференции 2008 года и закончилась победой «Флайерз» в семи матчах. Счёт как по сериям в плей-офф, так и по встречам в регулярном чемпионате 2015/2016 ничейный, 2—2.
«Вашингтон» победил в серии в шести матчах. В 3-м матче серии у «Кэпиталз» травму получил защитник Брукс Орпик, а игрок «Флайерз» Пьер-Эдуард Белльмар был дисквалифицирован на 1 матч, после того как толкнул на борт Дмитрия Орлова Стартовым голкипером у «Флайерз» был Стив Мэйсон, однако после трёх поражений кряду его место в воротах занял Михал Нойвирт. После этого «Филадельфии» удалось выиграть два матча подряд и сократить счёт в серии до минимального, однако в игре № 6 «Вашингтон» победил с минимальным счётом и вышел в следующий раунд. Всего в трёх матчах Нойвирт отразил 103 броска, пропустив лишь дважды.
| 14.04.2016 19:00 | Вашингтон Кэпиталз | 2 : 0 (0:0, 1:0, 1:0) | Филадельфия Флайерз | Верайзон-центр Зрителей: 18 506 |

| Отчёт                                                                                   | Отчёт          | Отчёт   | Отчёт       | Отчёт                                                                       |
| --------------------------------------------------------------------------------------- | -------------- | ------- | ----------- | --------------------------------------------------------------------------- |
|                                                                                         |                |         |             |                                                                             |
|                                                                                         | Брэйден Холтби | Вратари | Стив Мэйсон | Судьи: Марк Джоаннетт Стив Козари Линейные судьи: Стив Бартон Джонни Мюррей |
|                                                                                         | Голы:          |         |             | Судьи: Марк Джоаннетт Стив Козари Линейные судьи: Стив Бартон Джонни Мюррей |
| Джон Карлсон (бол.) — 36:21 (М. Юханссон, Н. Бекрстрём) Джей Бигл — 56:36 (М. Юханссон) | 1:0 2:0        |         |             | Судьи: Марк Джоаннетт Стив Козари Линейные судьи: Стив Бартон Джонни Мюррей |
|                                                                                         |                |         |             | Судьи: Марк Джоаннетт Стив Козари Линейные судьи: Стив Бартон Джонни Мюррей |
|                                                                                         |                |         |             | Судьи: Марк Джоаннетт Стив Козари Линейные судьи: Стив Бартон Джонни Мюррей |
|                                                                                         |                |         |             | Судьи: Марк Джоаннетт Стив Козари Линейные судьи: Стив Бартон Джонни Мюррей |
| 21 мин                                                                                  | Штраф          | 35 мин  |             | Судьи: Марк Джоаннетт Стив Козари Линейные судьи: Стив Бартон Джонни Мюррей |
|                                                                                         |                |         |             |                                                                             |
|                                                                                         | 31             | Броски  | 19          |                                                                             |

| 16.04.2016 19:00 | Вашингтон Кэпиталз | 4 : 1 (1:0, 2:1, 1:0) | Филадельфия Флайерз | Верайзон-центр Зрителей: 18 506 |

| Отчёт | Отчёт               | Отчёт                                         | Отчёт       | Отчёт                                                                         |
| --- | ------------------- | --------------------------------------------- | ----------- | ----------------------------------------------------------------------------- |
| |                     |                                               |             |                                                                               |
| | Брэйден Холтби      | Вратари                                       | Стив Мэйсон | Судьи: Дэйв Джексон Келли Сазерленд Линейные судьи: Мишель Кормье Стив Миллер |
| | Голы:               |                                               |             | Судьи: Дэйв Джексон Келли Сазерленд Линейные судьи: Мишель Кормье Стив Миллер |
| Джон Карлсон (бол.) — 14:09 (Н. Бекстрём, М. Юханссон) Джейсон Чимера — 22:26 (К. Алзнер, М. Нисканен) Александр Овечкин (бол.) — 37:21 (Н. Бекстрём, М. Юханссон) Никлас Бекстрём — 57:47 (Ти Джей Оши, Дж. Карлсон) | 1:0 2:0 2:1 3:1 4:1 | 29:37 — Якуб Ворачек (Б. Шенн, Ш. Гостисбеер) |             | Судьи: Дэйв Джексон Келли Сазерленд Линейные судьи: Мишель Кормье Стив Миллер |
| |                     |                                               |             | Судьи: Дэйв Джексон Келли Сазерленд Линейные судьи: Мишель Кормье Стив Миллер |
| |                     |                                               |             | Судьи: Дэйв Джексон Келли Сазерленд Линейные судьи: Мишель Кормье Стив Миллер |
| |                     |                                               |             | Судьи: Дэйв Джексон Келли Сазерленд Линейные судьи: Мишель Кормье Стив Миллер |
| 12 мин | Штраф               | 8 мин                                         |             | Судьи: Дэйв Джексон Келли Сазерленд Линейные судьи: Мишель Кормье Стив Миллер |
| |                     |                                               |             |                                                                               |
| | 23                  | Броски                                        | 42          |                                                                               |

| 18.04.2016 19:00 | Филадельфия Флайерз | 1 : 6 (1:1, 0:1, 0:4) | Вашингтон Кэпиталз | Веллс Фарго-центр Зрителей: 19 678 |

| Отчёт                                         | Отчёт                       | Отчёт | Отчёт          | Отчёт                                                                      |
| --------------------------------------------- | --------------------------- | --- | -------------- | -------------------------------------------------------------------------- |
|                                               |                             | |                |                                                                            |
|                                               | Стив Мэйсон                 | Вратари | Брэйден Холтби | Судьи: Брэд Майер Кевин Поллок Линейные судьи: Мэтт Макферсон Брайан Мёрфи |
|                                               | Голы:                       | |                | Судьи: Брэд Майер Кевин Поллок Линейные судьи: Мэтт Макферсон Брайан Мёрфи |
| Махаэль Раффль — 00:57 (Б. Мэннинг, С. Ганье) | 1:0 1:1 1:2 1:3 1:4 1:5 1:6 | 04:43 — Маркус Юханссон (бол.) (Дж. Карлсон, Н. Бекстрём) 28:50 — Александр Овечкин (Н. Бекстрём, Ти Джей Оши) 41:58 — Евгений Кузнецов (бол.) (Дж. Уильямс, Б. Холтби) 47:37 — Джон Карлсон (бол.) (А. Овечкин, Дж. Уильямс) 54:58 — Александр Овечкин (бол.) (Дж. Карлсон, Ти Джей Оши) 58:20 — Джей Бигл (бол.) (Н. Шмидт, Д. Орлов) |                | Судьи: Брэд Майер Кевин Поллок Линейные судьи: Мэтт Макферсон Брайан Мёрфи |
|                                               |                             | |                | Судьи: Брэд Майер Кевин Поллок Линейные судьи: Мэтт Макферсон Брайан Мёрфи |
|                                               |                             | |                | Судьи: Брэд Майер Кевин Поллок Линейные судьи: Мэтт Макферсон Брайан Мёрфи |
|                                               |                             | |                | Судьи: Брэд Майер Кевин Поллок Линейные судьи: Мэтт Макферсон Брайан Мёрфи |
| 53 мин                                        | Штраф                       | 14 мин |                | Судьи: Брэд Майер Кевин Поллок Линейные судьи: Мэтт Макферсон Брайан Мёрфи |
|                                               |                             | |                |                                                                            |
|                                               | 32                          | Броски | 27             |                                                                            |

| 20.04.2016 19:00 | Филадельфия Флайерз | 2 : 1 (1:0, 1:0, 0:1) | Вашингтон Кэпиталз | Веллс Фарго-центр Зрителей: 19 692 |

| Отчёт                                                                                                 | Отчёт         | Отчёт                                        | Отчёт          | Отчёт                                                                         |
| --- | ------------- | -------------------------------------------- | -------------- | ----------------------------------------------------------------------------- |
| |               |                                              |                |                                                                               |
| | Михал Нойвирт | Вратари                                      | Брэйден Холтби | Судьи: Фрэнсис Шаррон Уэс Макколи Линейные судьи: Райан Гэллоуэй Брэд Ковачик |
| | Голы:         |                                              |                | Судьи: Фрэнсис Шаррон Уэс Макколи Линейные судьи: Райан Гэллоуэй Брэд Ковачик |
| Шейн Гостисбеер (бол.) — 05:51 (К. Жиру, У. Симмондс) Эндрю Макдональд — 23:51 (У. Симмондс, Б. Шенн) | 1:0 2:0 2:1   | 42:38 — Ти Джей Оши (М. Нисканен, К. Алзнер) |                | Судьи: Фрэнсис Шаррон Уэс Макколи Линейные судьи: Райан Гэллоуэй Брэд Ковачик |
| |               |                                              |                | Судьи: Фрэнсис Шаррон Уэс Макколи Линейные судьи: Райан Гэллоуэй Брэд Ковачик |
| |               |                                              |                | Судьи: Фрэнсис Шаррон Уэс Макколи Линейные судьи: Райан Гэллоуэй Брэд Ковачик |
| |               |                                              |                | Судьи: Фрэнсис Шаррон Уэс Макколи Линейные судьи: Райан Гэллоуэй Брэд Ковачик |
| 4 мин                                                                                                 | Штраф         | 4 мин                                        |                | Судьи: Фрэнсис Шаррон Уэс Макколи Линейные судьи: Райан Гэллоуэй Брэд Ковачик |
| |               |                                              |                |                                                                               |
| | 25            | Броски                                       | 32             |                                                                               |

| 22.04.2016 19:00 | Вашингтон Кэпиталз | 0 : 2 (0:0, 0:1, 0:1) | Филадельфия Флайерз | Верайзон-центр Зрителей: 18 506 |

| Отчёт  | Отчёт          | Отчёт                                                                                     | Отчёт         | Отчёт                                                                     |
| ------ | -------------- | ----------------------------------------------------------------------------------------- | ------------- | ------------------------------------------------------------------------- |
|        |                |                                                                                           |               |                                                                           |
|        | Брэйден Холтби | Вратари                                                                                   | Михал Нойвирт | Судьи: Фредерик Лекуае Брэд Уотсон Линейные судьи: Шейн Хейер Марк Шевчик |
|        | Голы:          |                                                                                           |               | Судьи: Фредерик Лекуае Брэд Уотсон Линейные судьи: Шейн Хейер Марк Шевчик |
|        | 0:1 0:2        | 27:52 — Райан Уайт (С. Ганье, М. Штрайт) 59:29 — Крис Вандевельде (п.в.) (П.-Э. Белльмар) |               | Судьи: Фредерик Лекуае Брэд Уотсон Линейные судьи: Шейн Хейер Марк Шевчик |
|        |                |                                                                                           |               | Судьи: Фредерик Лекуае Брэд Уотсон Линейные судьи: Шейн Хейер Марк Шевчик |
|        |                |                                                                                           |               | Судьи: Фредерик Лекуае Брэд Уотсон Линейные судьи: Шейн Хейер Марк Шевчик |
|        |                |                                                                                           |               | Судьи: Фредерик Лекуае Брэд Уотсон Линейные судьи: Шейн Хейер Марк Шевчик |
| 35 мин | Штраф          | 17 мин                                                                                    |               | Судьи: Фредерик Лекуае Брэд Уотсон Линейные судьи: Шейн Хейер Марк Шевчик |
|        |                |                                                                                           |               |                                                                           |
|        | 44             | Броски                                                                                    | 11            |                                                                           |

| 24.04.2016 12:00 | Филадельфия Флайерз | 0 : 1 (0:0, 0:1, 0:0) | Вашингтон Кэпиталз | Веллс Фарго-центр Зрителей: 19 925 |

| Отчёт  | Отчёт         | Отчёт                                             | Отчёт          | Отчёт                                                                    |
| ------ | ------------- | ------------------------------------------------- | -------------- | ------------------------------------------------------------------------ |
|        |               |                                                   |                |                                                                          |
|        | Михал Нойвирт | Вратари                                           | Брэйден Холтби | Судьи: Дэн О’Хэллоран Иэн Уолш Линейные судьи: Дэвид Брисбуа Пьер Расико |
|        | Голы:         |                                                   |                | Судьи: Дэн О’Хэллоран Иэн Уолш Линейные судьи: Дэвид Брисбуа Пьер Расико |
|        | 0:1           | 28:59 — Никлас Бекстрём (М. Юханссон, А. Овечкин) |                | Судьи: Дэн О’Хэллоран Иэн Уолш Линейные судьи: Дэвид Брисбуа Пьер Расико |
|        |               |                                                   |                | Судьи: Дэн О’Хэллоран Иэн Уолш Линейные судьи: Дэвид Брисбуа Пьер Расико |
|        |               |                                                   |                | Судьи: Дэн О’Хэллоран Иэн Уолш Линейные судьи: Дэвид Брисбуа Пьер Расико |
|        |               |                                                   |                | Судьи: Дэн О’Хэллоран Иэн Уолш Линейные судьи: Дэвид Брисбуа Пьер Расико |
| 10 мин | Штраф         | 6 мин                                             |                | Судьи: Дэн О’Хэллоран Иэн Уолш Линейные судьи: Дэвид Брисбуа Пьер Расико |
|        |               |                                                   |                |                                                                          |
|        | 26            | Броски                                            | 29             |                                                                          |

#### Питтсбург Пингвинз (С2) — Нью-Йорк Рейнджерс (С3)
Седьмая встреча «Пингвинз» и «Рейнджерс» в плей-офф из которых четыре выиграл «Питтсбург» и две «Нью-Йорк». Последний раз команды пересекались в прошлом году в первом раунде плей-офф Восточной конференции, где «рейнджеры» оказались сильнее в пяти поединках. «Питтсбург» выиграл три из четырёх матчей в регулярном чемпионате.
«Питтсбург» победил в серии в пяти матчах. В первом матче серии из-за травмы не играл один из лидеров «Пингвинз» Евгений Малкин, в котором его команда одержала уверенную победу со счётом 5:2. В третьем матче серии Малкин набрал 4 (2+2) очка и повторил свой личный рекорд результативности в одном матче плей-офф Также в серии не принимал участие основной голкипер «пингвинов» Марк-Андре Флёри, которого в первых двух матчах заменял Джефф Заткофф, а потом Мэтт Мюррей. «Питтсбург Пингвинз» стал первой командой в истории НХЛ, чьи вратари одержали свои первые победы в дебютных матчах плей-офф Кубка Стэнли.
| 13.04.2016 20:00 | Питтсбург Пингвинз | 5 : 2 (1:0, 1:0, 3:2) | Нью-Йорк Рейнджерс | Консол Энерджи-центр Зрителей: 18 588 |

| Отчёт | Отчёт                       | Отчёт                                                                                          | Отчёт                                                     | Отчёт                                                             |
| --- | --------------------------- | ---------------------------------------------------------------------------------------------- | --------------------------------------------------------- | ----------------------------------------------------------------- |
| |                             |                                                                                                |                                                           |                                                                   |
| | Джефф Заткофф               | Вратари                                                                                        | 00:00-20:00 — Хенрик Лундквист 20:00-60:00 — Антти Раанта | Судьи: Жан Эбер Тим Пил Линейные судьи: Дэвид Брисбуа Пьер Расико |
| | Голы:                       |                                                                                                |                                                           | Судьи: Жан Эбер Тим Пил Линейные судьи: Дэвид Брисбуа Пьер Расико |
| Патрик Хёрнквист — 19:42 (К. Шири, К. Летанг) Сидни Кросби — 38:56 (П. Хёрнквист) Том Кюнхакль (мен.) — 25:31 (Н. Бонино, К. Летанг) Патрик Хёрнквист (бол.) — 48:02 (Ф. Кессел, С. Кросби) Патрик Хёрнквист (п.в.) — 57:10 (С. Кросби, Т. Дэйли) | 1:0 2:0 2:1 3:1 4:1 4:2 5:2 | 43:10 — Дерек Степан (бол.) (Р. Нэш, Д. Брассар) 50:11 — Дерек Степан (Д. Бойл, М. Цуккарелло) |                                                           | Судьи: Жан Эбер Тим Пил Линейные судьи: Дэвид Брисбуа Пьер Расико |
| |                             |                                                                                                |                                                           | Судьи: Жан Эбер Тим Пил Линейные судьи: Дэвид Брисбуа Пьер Расико |
| |                             |                                                                                                |                                                           | Судьи: Жан Эбер Тим Пил Линейные судьи: Дэвид Брисбуа Пьер Расико |
| |                             |                                                                                                |                                                           | Судьи: Жан Эбер Тим Пил Линейные судьи: Дэвид Брисбуа Пьер Расико |
| 10 мин | Штраф                       | 10 мин                                                                                         |                                                           | Судьи: Жан Эбер Тим Пил Линейные судьи: Дэвид Брисбуа Пьер Расико |
| |                             |                                                                                                |                                                           |                                                                   |
| | 31                          | Броски                                                                                         | 37                                                        |                                                                   |

| 16.04.2016 15:00 | Питтсбург Пингвинз | 2 : 4 (0:0, 1:3, 1:1) | Нью-Йорк Рейнджерс | Консол Энерджи-центр Зрителей: 18 614 |

| Отчёт                                                                                    | Отчёт                   | Отчёт | Отчёт            | Отчёт                                                                      |
| ---------------------------------------------------------------------------------------- | ----------------------- | --- | ---------------- | -------------------------------------------------------------------------- |
|                                                                                          |                         | |                  |                                                                            |
|                                                                                          | Джефф Заткофф           | Вратари | Хенрик Лундквист | Судьи: Марк Джоанетт Стив Козари Линейные судьи: Стив Бартон Джонни Мюррей |
|                                                                                          | Голы:                   | |                  | Судьи: Марк Джоанетт Стив Козари Линейные судьи: Стив Бартон Джонни Мюррей |
| Фил Кессел (бол.) — 23:21 (Т. Дэйли, Н. Бонино) Фил Кессел (бол.) (Н. Бонино, Е. Малкин) | 1:0 1:1 1:2 1:3 1:4 2:4 | 32:38 — Кит Яндл (Джей Ти Миллер, Д. Брассар) 32:56 — Дерик Брассар (Джей Ти Миллер, Б. Шей) 36:52 — Матс Цуккарелло (Джей Ти Миллер) 40:39 — Крис Крайдер (Д. Брассар) |                  | Судьи: Марк Джоанетт Стив Козари Линейные судьи: Стив Бартон Джонни Мюррей |
|                                                                                          |                         | |                  | Судьи: Марк Джоанетт Стив Козари Линейные судьи: Стив Бартон Джонни Мюррей |
|                                                                                          |                         | |                  | Судьи: Марк Джоанетт Стив Козари Линейные судьи: Стив Бартон Джонни Мюррей |
|                                                                                          |                         | |                  | Судьи: Марк Джоанетт Стив Козари Линейные судьи: Стив Бартон Джонни Мюррей |
| 15 мин                                                                                   | Штраф                   | 19 мин |                  | Судьи: Марк Джоанетт Стив Козари Линейные судьи: Стив Бартон Джонни Мюррей |
|                                                                                          |                         | |                  |                                                                            |
|                                                                                          | 31                      | Броски | 28               |                                                                            |

| 19.04.2016 19:00 | Нью-Йорк Рейнджерс | 1 : 3 (0:0, 1:1, 0:2) | Питтсбург Пингвинз | Мэдисон-сквер-гарден Зрителей: 18 006 |

| Отчёт                                       | Отчёт            | Отчёт | Отчёт       | Отчёт                                                                      |
| ------------------------------------------- | ---------------- | --- | ----------- | -------------------------------------------------------------------------- |
|                                             |                  | |             |                                                                            |
|                                             | Хенрик Лундквист | Вратари | Мэтт Мюррей | Судьи: Дэйв Джексон Келли Сазерленд Линейные судьи: Шейн Хейер Марк Шевчик |
|                                             | Голы:            | |             | Судьи: Дэйв Джексон Келли Сазерленд Линейные судьи: Шейн Хейер Марк Шевчик |
| Рик Нэш (мен.) — 20:39 (К. Клейн, М. Стаал) | 1:0 1:1 1:2 1:3  | 39:18 — Сидни Кросби (бол.) (Ф. Кессел, Е. Малкин) 44:16 — Мэтт Каллен (Т. Кюнхакль, И. Коул) 59:47 — Крис Летанг (п.в.) |             | Судьи: Дэйв Джексон Келли Сазерленд Линейные судьи: Шейн Хейер Марк Шевчик |
|                                             |                  | |             | Судьи: Дэйв Джексон Келли Сазерленд Линейные судьи: Шейн Хейер Марк Шевчик |
|                                             |                  | |             | Судьи: Дэйв Джексон Келли Сазерленд Линейные судьи: Шейн Хейер Марк Шевчик |
|                                             |                  | |             | Судьи: Дэйв Джексон Келли Сазерленд Линейные судьи: Шейн Хейер Марк Шевчик |
| 10 мин                                      | Штраф            | 12 мин |             | Судьи: Дэйв Джексон Келли Сазерленд Линейные судьи: Шейн Хейер Марк Шевчик |
|                                             |                  | |             |                                                                            |
|                                             | 17               | Броски | 31          |                                                                            |

| 21.04.2016 19:00 | Нью-Йорк Рейнджерс | 0 : 5 (0:3, 0:1, 0:1) | Питтсбург Пингвинз | Мэдисон-сквер-гарден Зрителей: 18 006 |

| Отчёт  | Отчёт                                                     | Отчёт | Отчёт       | Отчёт                                                                      |
| ------ | --------------------------------------------------------- | --- | ----------- | -------------------------------------------------------------------------- |
|        |                                                           | |             |                                                                            |
|        | Хенрик Лундквист — 00:00-26:04 Антти Раанта — 26:04-60:00 | Вратари | Мэтт Мюррей | Судьи: Горд Дуайер Эрик Фурлатт Линейные судьи: Грэг Деворски Дерек Нансен |
|        | Голы:                                                     | |             | Судьи: Горд Дуайер Эрик Фурлатт Линейные судьи: Грэг Деворски Дерек Нансен |
|        | 0:1 0:2 0:3 0:4 0:5                                       | 01:09 — Эрик Фер (Б. Лавджой, Е. Малкин) 07:11 — Патрик Хёрнквист (бол.) (С. Кросби, Е. Малкин) 16:12 — Конор Шири 24:00 — Евгений Малкин (бол.) (С. Кросби, П. Хёрнквист) 43:28 — Евгений Малкин (бол.) (Б. Дюмулин, Н. Бонино) |             | Судьи: Горд Дуайер Эрик Фурлатт Линейные судьи: Грэг Деворски Дерек Нансен |
|        |                                                           | |             | Судьи: Горд Дуайер Эрик Фурлатт Линейные судьи: Грэг Деворски Дерек Нансен |
|        |                                                           | |             | Судьи: Горд Дуайер Эрик Фурлатт Линейные судьи: Грэг Деворски Дерек Нансен |
|        |                                                           | |             | Судьи: Горд Дуайер Эрик Фурлатт Линейные судьи: Грэг Деворски Дерек Нансен |
| 14 мин | Штраф                                                     | 10 мин |             | Судьи: Горд Дуайер Эрик Фурлатт Линейные судьи: Грэг Деворски Дерек Нансен |
|        |                                                           | |             |                                                                            |
|        | 31                                                        | Броски | 32          |                                                                            |

| 23.04.2016 15:00 | Питтсбург Пингвинз | 6 : 3 (2:2, 4:0, 0:1) | Нью-Йорк Рейнджерс | Консол Энерджи-центр Зрителей: 18 607 |

| Отчёт | Отчёт                             | Отчёт | Отчёт                                                     | Отчёт                                                                         |
| --- | --------------------------------- | --- | --------------------------------------------------------- | ----------------------------------------------------------------------------- |
| |                                   | |                                                           |                                                                               |
| | Мэтт Мюррей                       | Вратари | 00:00-40:00 — Хенрик Лундквист 40:00-60:00 — Антти Раанта | Судьи: Фрэнсис Шаррон Уэс Макколи Линейные судьи: Райан Гэллоуэй Брэд Ковачик |
| | Голы:                             | |                                                           | Судьи: Фрэнсис Шаррон Уэс Макколи Линейные судьи: Райан Гэллоуэй Брэд Ковачик |
| Карл Хагелин — 09:50 (Ф. Кессел, Н. Бонино) Фил Кессел (бол.) — 11:39 (С. Кросби, К. Летанг) Брайан Раст — 25:21 (Т. Дэйли, М. Каллен) Мэтт Каллен — 29:26 (Б. Раст, Т. Кюнхакль) Конор Шири — 36:18 (С. Кросби) Брайан Раст — 39:01 (Е. Малкин) | 0:1 :1 1:2 :2 3:2 4:2 5:2 6:2 6:3 | 01:02 — Рик Нэш (Д. Жирарди, Б. Шей) 10:35 — Доминик Мур (Й. Фаст, М. Стаал) 45:38 — Крис Крайдер (бол.) (Р. Диас, Д. Брассар) |                                                           | Судьи: Фрэнсис Шаррон Уэс Макколи Линейные судьи: Райан Гэллоуэй Брэд Ковачик |
| |                                   | |                                                           | Судьи: Фрэнсис Шаррон Уэс Макколи Линейные судьи: Райан Гэллоуэй Брэд Ковачик |
| |                                   | |                                                           | Судьи: Фрэнсис Шаррон Уэс Макколи Линейные судьи: Райан Гэллоуэй Брэд Ковачик |
| |                                   | |                                                           | Судьи: Фрэнсис Шаррон Уэс Макколи Линейные судьи: Райан Гэллоуэй Брэд Ковачик |
| 8 мин | Штраф                             | 6 мин |                                                           | Судьи: Фрэнсис Шаррон Уэс Макколи Линейные судьи: Райан Гэллоуэй Брэд Ковачик |
| |                                   | |                                                           |                                                                               |
| | 28                                | Броски | 41                                                        |                                                                               |

### Первый раунд плей-офф Западной конференции

#### Даллас Старз (Ц1) — Миннесота Уайлд (УК2)
Команды ранее никогда не встречались в розыгрыше Кубка Стэнли. «Даллас» выиграл у «Миннесоты» 4 из 5 матчей регулярного чемпионата.
«Даллас» выиграл серию со счётом 4—2. В качестве основного вратаря «Далласа» серию начал Кари Лехтонен, однако после поражения в 3-м матче, место в воротах занял Антти Ниеми. Пропустив в двух матчах 7 шайб, на шестой матч серии тренеры «Далласа» вернули в ворота Лехтонена. Самым результативным игроком серии стал капитан «звёзд» Джейми Бенн, который в шести играх набрал 10 (4+6) очков. Из-за травмы серию пропускали форвард «Старз» Тайлер Сегин и нападающий «Миннесоты» Зак Паризе.
| 14.04.2016 21:30 | Даллас Старз | 4 : 0 (0:0, 2:0, 2:0) | Миннесота Уайлд | Американ Эйрлайнс-центр Зрителей: 18 532 |

| Отчёт | Отчёт           | Отчёт   | Отчёт        | Отчёт                                                                       |
| --- | --------------- | ------- | ------------ | --------------------------------------------------------------------------- |
| |                 |         |              |                                                                             |
| | Кари Лехтонен   | Вратари | Деван Дубник | Судьи: Фредерик Лекуае Брэд Уотсон Линейные судьи: Скотт Черри Джей Шаррерс |
| | Голы:           |         |              | Судьи: Фредерик Лекуае Брэд Уотсон Линейные судьи: Скотт Черри Джей Шаррерс |
| Радек Факса — 23:53 (А. Гемски) Джейсон Спецца — 32:17 (П. Ивз, Дж. Бенн) Патрик Ивз (бол.) — 54:16 (Дж. Спецца, Дж. Бенн) Джейми Бенн (п.в.) — 56:00 | 1:0 2:0 3:0 4:0 |         |              | Судьи: Фредерик Лекуае Брэд Уотсон Линейные судьи: Скотт Черри Джей Шаррерс |
| |                 |         |              | Судьи: Фредерик Лекуае Брэд Уотсон Линейные судьи: Скотт Черри Джей Шаррерс |
| |                 |         |              | Судьи: Фредерик Лекуае Брэд Уотсон Линейные судьи: Скотт Черри Джей Шаррерс |
| |                 |         |              | Судьи: Фредерик Лекуае Брэд Уотсон Линейные судьи: Скотт Черри Джей Шаррерс |
| 4 мин | Штраф           | 12 мин  |              | Судьи: Фредерик Лекуае Брэд Уотсон Линейные судьи: Скотт Черри Джей Шаррерс |
| |                 |         |              |                                                                             |
| | 32              | Броски  | 22           |                                                                             |

| 16.04.2016 20:00 | Даллас Старз | 2 : 1 (0:0, 1:0, 1:1) | Миннесота Уайлд | Американ Эйрлайнс-центр Зрителей: 18 988 |

| Отчёт                                                            | Отчёт         | Отчёт                                                | Отчёт        | Отчёт                                                                      |
| ---------------------------------------------------------------- | ------------- | ---------------------------------------------------- | ------------ | -------------------------------------------------------------------------- |
|                                                                  |               |                                                      |              |                                                                            |
|                                                                  | Кари Лехтонен | Вратари                                              | Деван Дубник | Судьи: Брэд Майер Кевин Поллок Линейные судьи: Райан Гэллоуэй Брэд Ковачик |
|                                                                  | Голы:         |                                                      |              | Судьи: Брэд Майер Кевин Поллок Линейные судьи: Райан Гэллоуэй Брэд Ковачик |
| Антуан Руссель — 23:54 (А. Гемски) Джейми Бенн — 50:23 (К. Икин) | 1:0 2:0 2:1   | 52:42 — Марко Сканделла (бол.) (М. Думба, Дж. Цукер) |              | Судьи: Брэд Майер Кевин Поллок Линейные судьи: Райан Гэллоуэй Брэд Ковачик |
|                                                                  |               |                                                      |              | Судьи: Брэд Майер Кевин Поллок Линейные судьи: Райан Гэллоуэй Брэд Ковачик |
|                                                                  |               |                                                      |              | Судьи: Брэд Майер Кевин Поллок Линейные судьи: Райан Гэллоуэй Брэд Ковачик |
|                                                                  |               |                                                      |              | Судьи: Брэд Майер Кевин Поллок Линейные судьи: Райан Гэллоуэй Брэд Ковачик |
| 10 мин                                                           | Штраф         | 20 мин                                               |              | Судьи: Брэд Майер Кевин Поллок Линейные судьи: Райан Гэллоуэй Брэд Ковачик |
|                                                                  |               |                                                      |              |                                                                            |
|                                                                  | 28            | Броски                                               | 26           |                                                                            |

| 18.04.2016 20:30 | Миннесота Уайлд | 5 : 3 (1:2, 2:0, 2:1) | Даллас Старз | Эксел Энерджи-центр Зрителей: 19 038 |

| Отчёт | Отчёт                           | Отчёт | Отчёт         | Отчёт                                                                          |
| --- | ------------------------------- | --- | ------------- | ------------------------------------------------------------------------------ |
| |                                 | |               |                                                                                |
| | Деван Дубник                    | Вратари | Кари Лехтонен | Судьи: Марк Джоаннетт Стив Козари Линейные судьи: Скотт Дрисколл Брайан Панкич |
| | Голы:                           | |               | Судьи: Марк Джоаннетт Стив Козари Линейные судьи: Скотт Дрисколл Брайан Панкич |
| Крис Портер — 19:10 (Э. Хаула, Ю. Бродин) Эрик Хаула — 26:04 (Дж. Поминвилль, Н. Нидеррайтер) Джейсон Поминвилль — 38:13 (Н. Нидеррайтер, М. Думба) Микко Койву (бол.) — 46:26 (Дж. Спёрджон, Ч. Койл) Джейсон Поминвилль (п.в.) — 58:46 | 0:1 0:2 1:2 2:2 3:2 4:2 4:3 5:3 | 00:26 — Патрик Шарп (А. Голигоски) 04:10 — Патрик Шарп (К. Икин, Дж. Бенн) 53:45 — Колтон Севьюр (Дж. Демерс, В. Фиддлер) |               | Судьи: Марк Джоаннетт Стив Козари Линейные судьи: Скотт Дрисколл Брайан Панкич |
| |                                 | |               | Судьи: Марк Джоаннетт Стив Козари Линейные судьи: Скотт Дрисколл Брайан Панкич |
| |                                 | |               | Судьи: Марк Джоаннетт Стив Козари Линейные судьи: Скотт Дрисколл Брайан Панкич |
| |                                 | |               | Судьи: Марк Джоаннетт Стив Козари Линейные судьи: Скотт Дрисколл Брайан Панкич |
| 6 мин | Штраф                           | 6 мин |               | Судьи: Марк Джоаннетт Стив Козари Линейные судьи: Скотт Дрисколл Брайан Панкич |
| |                                 | |               |                                                                                |
| | 25                              | Броски | 17            |                                                                                |

| 20.04.2016 21:30 | Миннесота Уайлд | 2 : 3 (0:0, 2:3, 0:0) | Даллас Старз | Эксел Энерджи-центр Зрителей: 19 080 |

| Отчёт                                                                                | Отчёт               | Отчёт | Отчёт       | Отчёт                                                                    |
| ------------------------------------------------------------------------------------ | ------------------- | --- | ----------- | ------------------------------------------------------------------------ |
|                                                                                      |                     | |             |                                                                          |
|                                                                                      | Деван Дубник        | Вратари | Антти Ниеми | Судьи: Дэн О’Хэллоран Иэн Уолш Линейные судьи: Стив Бартон Джонни Мюррей |
|                                                                                      | Голы:               | |             | Судьи: Дэн О’Хэллоран Иэн Уолш Линейные судьи: Стив Бартон Джонни Мюррей |
| Джейсон Пиминвилль — 25:01 (Н. Нидеррайтер, Э. Хаула) Чарли Койл — 30:14 (Дж. Цукер) | 1:0 1:1 2:1 2:2 2:3 | 29:11 — Алеш Гемски (бол.) (Дж. Демерс, А. Руссель) 33:24 — Патрик Ивз (бол.) (А. Руссель, Дж. Спецца) 38:51 — Джейсон Спецца (Дж. Демерс, Дж. Бенн) |             | Судьи: Дэн О’Хэллоран Иэн Уолш Линейные судьи: Стив Бартон Джонни Мюррей |
|                                                                                      |                     | |             | Судьи: Дэн О’Хэллоран Иэн Уолш Линейные судьи: Стив Бартон Джонни Мюррей |
|                                                                                      |                     | |             | Судьи: Дэн О’Хэллоран Иэн Уолш Линейные судьи: Стив Бартон Джонни Мюррей |
|                                                                                      |                     | |             | Судьи: Дэн О’Хэллоран Иэн Уолш Линейные судьи: Стив Бартон Джонни Мюррей |
| 6 мин                                                                                | Штраф               | 10 мин |             | Судьи: Дэн О’Хэллоран Иэн Уолш Линейные судьи: Стив Бартон Джонни Мюррей |
|                                                                                      |                     | |             |                                                                          |
|                                                                                      | 30                  | Броски | 22          |                                                                          |

| 22.04.2016 21:30 | Даллас Старз | 4 : 5 (ОТ) (1:2, 0:0, 3:2, 0:1) | Миннесота Уайлд | Американ Эйрлайнс-центр Зрителей: 18 889 |

| Отчёт | Отчёт                              | Отчёт | Отчёт        | Отчёт                                                               |
| --- | ---------------------------------- | --- | ------------ | ------------------------------------------------------------------- |
| |                                    | |              |                                                                     |
| | Антти Ниеми                        | Вратари | Деван Дубник | Судьи: Крис Ли Дэн О’Рурк Линейные судьи: Мишель Кормье Стив Миллер |
| | Голы:                              | |              | Судьи: Крис Ли Дэн О’Рурк Линейные судьи: Мишель Кормье Стив Миллер |
| Джонни Одуйя — 17:18 (Р. Факса, Дж. Клингберг) Джейми Бенн — 41:00 (Дж. Клингберг) Джейсон Спецца — 48:28 (М. Янмарк, П. Ивз) Алекс Голигоски — 48:56 (К. Икин) | 0:1 0:2 1:2 2:2 2:3 :3 4:3 4:4 4:5 | 03:32 — Микаэль Гранлунд (Д. Джонс) 05:16 — Джордан Шрёдер (Р. Сутер, Дж. Спёрджон) 41:50 — Нино Нидеррайтер (Дж. Спёрджон, Дж. Поминвилль) 56:51 — Микко Койву (М. Гранлунд, Дж. Поминвилль) 64:55 — Микко Койву (Р. Сутер, Н. Проссер) |              | Судьи: Крис Ли Дэн О’Рурк Линейные судьи: Мишель Кормье Стив Миллер |
| |                                    | |              | Судьи: Крис Ли Дэн О’Рурк Линейные судьи: Мишель Кормье Стив Миллер |
| |                                    | |              | Судьи: Крис Ли Дэн О’Рурк Линейные судьи: Мишель Кормье Стив Миллер |
| |                                    | |              | Судьи: Крис Ли Дэн О’Рурк Линейные судьи: Мишель Кормье Стив Миллер |
| 2 мин | Штраф                              | 6 мин |              | Судьи: Крис Ли Дэн О’Рурк Линейные судьи: Мишель Кормье Стив Миллер |
| |                                    | |              |                                                                     |
| | 41                                 | Броски | 24           |                                                                     |

| 24.04.2016 15:00 | Миннесота Уайлд | 4 : 5 (0:3, 0:1, 4:1) | Даллас Старз | Эксел Энерджи-центр Зрителей: 19 310 |

| Отчёт | Отчёт                               | Отчёт | Отчёт         | Отчёт                                                                     |
| --- | ----------------------------------- | --- | ------------- | ------------------------------------------------------------------------- |
| |                                     | |               |                                                                           |
| | Деван Дубник                        | Вратари | Кари Лехтонен | Судьи: Горд Дуайер Эрик Фурталл Линейные судьи: Мишель Кормье Стив Миллер |
| | Голы:                               | |               | Судьи: Горд Дуайер Эрик Фурталл Линейные судьи: Мишель Кормье Стив Миллер |
| Джаред Спёрджон (бол.) — 43:48 (М. Гранлунд, М. Койву) Юнас Бродин — 44:04 (Э. Хаула, Н. Нидеррайтер) Джаред Спёрджон (бол.) — 48:39 (М. Койву, Р. Сутер) Джейсон Поминвилль — 55:13 (Ю. Бродин, Н. Нидеррайтер) | 0:1 0:2 0:3 0:4 1:4 2:4 3:4 3:5 4:5 | 05:56 — Джон Клингберг (бол.) (Дж. Спецца, Дж. Бенн) 09:07 — Джейсон Спецца (М. Янмарк, П. Ивз) 18:11 — Патрик Шарп (К. Икин, Дж. Бенн) 39:36 — Джейми Бенн (П. Шарп, Дж. Спецца) 50:28 — Алекс Голигоски (М. Янмарк, Дж. Спецца) |               | Судьи: Горд Дуайер Эрик Фурталл Линейные судьи: Мишель Кормье Стив Миллер |
| |                                     | |               | Судьи: Горд Дуайер Эрик Фурталл Линейные судьи: Мишель Кормье Стив Миллер |
| |                                     | |               | Судьи: Горд Дуайер Эрик Фурталл Линейные судьи: Мишель Кормье Стив Миллер |
| |                                     | |               | Судьи: Горд Дуайер Эрик Фурталл Линейные судьи: Мишель Кормье Стив Миллер |
| 4 мин | Штраф                               | 8 мин |               | Судьи: Горд Дуайер Эрик Фурталл Линейные судьи: Мишель Кормье Стив Миллер |
| |                                     | |               |                                                                           |
| | 29                                  | Броски | 24            |                                                                           |

#### Сент-Луис Блюз (Ц2) — Чикаго Блэкхокс (Ц3)
Двенадцатая встреча команд в плей-офф. «Чикаго» выиграл у «Сент-Луиса» восемь из предыдущих одиннадцати серий в плей-офф, последнюю из которых в первом раунде Западной конференции 2014 со счётом 4—2. В регулярном чемпионате «Блюз» одержал три победы в пяти проведённых матчах против «Блэкхокс».
В упорной, 7-матчевой серии «Сент-Луис Блюз» обыграл действующего обладателя Кубка Стэнли. После четырёх матчей «Сент-Луис» вёл в серии со счётом 3—1, однако «Чикаго» смог выиграть следующие две игры и сравнять счёт в серии. В седьмом матче «Блюз» на своей площадке победили «Блэкхокс» со счётом 3:2 и впервые с 2012 года прошли во второй раунд плей-офф. Нападающий «ястребов» Эндрю Шоу был дисквалифицирован на 1 матч, за гомофобные высказывания в адрес судей в матче № 4.
| 13.04.2016 21:30 | Сент-Луис Блюз | 1 : 0 (ОТ) (0:0, 0:0, 0:0, 1:0) | Чикаго Блэкхокс | Скоттрэйд-центр Зрителей: 19 241 |

| Отчёт                                                | Отчёт          | Отчёт   | Отчёт         | Отчёт                                                                     |
| ---------------------------------------------------- | -------------- | ------- | ------------- | ------------------------------------------------------------------------- |
|                                                      |                |         |               |                                                                           |
|                                                      | Брайан Эллиотт | Вратари | Кори Кроуфорд | Судьи: Горд Дуайер Эрик Фурлатт Линейные судьи: Мишель Кормье Стив Миллер |
|                                                      | Голы:          |         |               | Судьи: Горд Дуайер Эрик Фурлатт Линейные судьи: Мишель Кормье Стив Миллер |
| Дэвид Бэкес — 69:04 (Дж. Боумистер, А. Пьетранджело) | 1:0            |         |               | Судьи: Горд Дуайер Эрик Фурлатт Линейные судьи: Мишель Кормье Стив Миллер |
|                                                      |                |         |               | Судьи: Горд Дуайер Эрик Фурлатт Линейные судьи: Мишель Кормье Стив Миллер |
|                                                      |                |         |               | Судьи: Горд Дуайер Эрик Фурлатт Линейные судьи: Мишель Кормье Стив Миллер |
|                                                      |                |         |               | Судьи: Горд Дуайер Эрик Фурлатт Линейные судьи: Мишель Кормье Стив Миллер |
| 10 мин                                               | Штраф          | 8 мин   |               | Судьи: Горд Дуайер Эрик Фурлатт Линейные судьи: Мишель Кормье Стив Миллер |
|                                                      |                |         |               |                                                                           |
|                                                      | 17             | Броски  | 35            |                                                                           |

| 15.04.2016 20:00 | Сент-Луис Блюз | 2 : 3 (0:0, 1:1, 1:2) | Чикаго Блэкхокс | Скоттрэйд-центр Зрителей: 19 846 |

| Отчёт                                                                                  | Отчёт               | Отчёт | Отчёт         | Отчёт                                                            |
| -------------------------------------------------------------------------------------- | ------------------- | --- | ------------- | ---------------------------------------------------------------- |
|                                                                                        |                     | |               |                                                                  |
|                                                                                        | Брайан Эллиотт      | Вратари | Кори Кроуфорд | Судьи: Крис Ли Дэн О’Рурк Линейные судьи: Шейн Хейер Марк Шевчик |
|                                                                                        | Голы:               | |               | Судьи: Крис Ли Дэн О’Рурк Линейные судьи: Шейн Хейер Марк Шевчик |
| Владимир Тарасенко — 35:20 (Дж. Шварц, Й. Лехтеря) Кевин Шаттенкирк — 59:58 (Д. Бэкес) | 1:0 1:1 1:2 1:3 2:3 | 39:55 — Данкан Кит (П. Кейн, Дж. Тэйвз) 55:41 — Эндрю Шоу (бол.) (Б. Сибрук, П. Кейн) 58:34 — Артемий Панарин (п.в.) (Д. Кит) |               | Судьи: Крис Ли Дэн О’Рурк Линейные судьи: Шейн Хейер Марк Шевчик |
|                                                                                        |                     | |               | Судьи: Крис Ли Дэн О’Рурк Линейные судьи: Шейн Хейер Марк Шевчик |
|                                                                                        |                     | |               | Судьи: Крис Ли Дэн О’Рурк Линейные судьи: Шейн Хейер Марк Шевчик |
|                                                                                        |                     | |               | Судьи: Крис Ли Дэн О’Рурк Линейные судьи: Шейн Хейер Марк Шевчик |
| 10 мин                                                                                 | Штраф               | 6 мин |               | Судьи: Крис Ли Дэн О’Рурк Линейные судьи: Шейн Хейер Марк Шевчик |
|                                                                                        |                     | |               |                                                                  |
|                                                                                        | 31                  | Броски | 29            |                                                                  |

| 17.04.2016 15:00 | Чикаго Блэкхокс | 2 : 3 (1:1, 1:0, 0:2) | Сент-Луис Блюз | Юнайтед-центр Зрителей: 22 207 |

| Отчёт                                                                                | Отчёт               | Отчёт | Отчёт          | Отчёт                                                             |
| ------------------------------------------------------------------------------------ | ------------------- | --- | -------------- | ----------------------------------------------------------------- |
|                                                                                      |                     | |                |                                                                   |
|                                                                                      | Кори Кроуфорд       | Вратари | Брайан Эллиотт | Судьи: Жан Эбер Тим Пил Линейные судьи: Дэвид Брисбуа Пьер Расико |
|                                                                                      | Голы:               | |                | Судьи: Жан Эбер Тим Пил Линейные судьи: Дэвид Брисбуа Пьер Расико |
| Брент Сибрук (бол.) — 02:18 (Дж. Тэйвз, П. Кейн) Артём Анисимов — 21:04 (А. Панарин) | 1:0 1:1 2:1 2:2 2:3 | 12:11 — Колтон Парайко (бол.) (А. Пьетранджело, Р. Фаббри) 45:15 — Патрик Берглунд (К. Шаттенкирк, Р. Фаббри) 53:22 — Джейден Шварц (бол.) (Д. Бэкес, В. Тарасенко) |                | Судьи: Жан Эбер Тим Пил Линейные судьи: Дэвид Брисбуа Пьер Расико |
|                                                                                      |                     | |                | Судьи: Жан Эбер Тим Пил Линейные судьи: Дэвид Брисбуа Пьер Расико |
|                                                                                      |                     | |                | Судьи: Жан Эбер Тим Пил Линейные судьи: Дэвид Брисбуа Пьер Расико |
|                                                                                      |                     | |                | Судьи: Жан Эбер Тим Пил Линейные судьи: Дэвид Брисбуа Пьер Расико |
| 10 мин                                                                               | Штраф               | 12 мин |                | Судьи: Жан Эбер Тим Пил Линейные судьи: Дэвид Брисбуа Пьер Расико |
|                                                                                      |                     | |                |                                                                   |
|                                                                                      | 46                  | Броски | 36             |                                                                   |

| 19.04.2016 21:30 | Чикаго Блэкхокс | 3 : 4 (0:1, 2:1, 1:2) | Сент-Луис Блюз | Юнайтед-центр Зрителей: 22 212 |

| Отчёт | Отчёт                      | Отчёт | Отчёт          | Отчёт                                                                    |
| --- | -------------------------- | --- | -------------- | ------------------------------------------------------------------------ |
| |                            | |                |                                                                          |
| | Кори Кроуфорд              | Вратари | Брайан Эллиотт | Судьи: Крис Руни Франсуа Сан-Лорен Линейные судьи: Дерек Амелл Тим Новак |
| | Голы:                      | |                | Судьи: Крис Руни Франсуа Сан-Лорен Линейные судьи: Дерек Амелл Тим Новак |
| Эндрю Шоу — 29:12 (М. Госса, Э. Густафссон) Данкан Кит (бол.) — 33:09 (Э. Шоу, П. Кейн) Данкан Кит — 54:40 (А. Панарин, Э. Шоу) | 0:1 :1 2:1 2:2 2:3 2:4 3:4 | 14:02 — Владимир Тарасенко (Й. Лехтеря, Дж. Шварц) 37:31 — Владимир Тарасенко (бол.) (А. Стин) 41:36 — Джейден Шварц (бол.) (К. Шаттенкирк, В. Тарасенко) 44:46 — Александр Стин |                | Судьи: Крис Руни Франсуа Сан-Лорен Линейные судьи: Дерек Амелл Тим Новак |
| |                            | |                | Судьи: Крис Руни Франсуа Сан-Лорен Линейные судьи: Дерек Амелл Тим Новак |
| |                            | |                | Судьи: Крис Руни Франсуа Сан-Лорен Линейные судьи: Дерек Амелл Тим Новак |
| |                            | |                | Судьи: Крис Руни Франсуа Сан-Лорен Линейные судьи: Дерек Амелл Тим Новак |
| 14 мин | Штраф                      | 10 мин |                | Судьи: Крис Руни Франсуа Сан-Лорен Линейные судьи: Дерек Амелл Тим Новак |
| |                            | |                |                                                                          |
| | 42                         | Броски | 20             |                                                                          |

| 21.04.2016 21:30 | Сент-Луис Блюз | 3 : 4 (2ОТ) (0:0, 1:3, 2:0, 0:0, 0:1) | Чикаго Блэкхокс | Скоттрэйд-центр Зрителей: 19 956 |

| Отчёт | Отчёт                      | Отчёт | Отчёт         | Отчёт                                                                     |
| --- | -------------------------- | --- | ------------- | ------------------------------------------------------------------------- |
| |                            | |               |                                                                           |
| | Брайан Эллиотт             | Вратари | Кори Кроуфорд | Судьи: Марк Джоанетт Стив Козари Линейные судьи: Скотт Черри Джей Шаррерс |
| | Голы:                      | |               | Судьи: Марк Джоанетт Стив Козари Линейные судьи: Скотт Черри Джей Шаррерс |
| Джейден Шварц (бол.) — 32:29 (А. Пьетранджело, К. Парайко) Робби Фаббри — 46:57 (А. Пьетранджело) Дэвид Бэкес — 54:50 (А. Пьетранджело, Р. Фаббри) | 0:1 :1 1:2 1:3 2:3 3:3 3:4 | 31:32 — Мариан Госса (мен.) (Н. Яльмарссон) 35:24 — Артём Анисимов (А. Панарин, Т. Терявяйнен) 39:59 — Артемий Панарин (П. Кейн, Дж. Тэйвз) 83:07 — Патрик Кейн (Р. Паник) |               | Судьи: Марк Джоанетт Стив Козари Линейные судьи: Скотт Черри Джей Шаррерс |
| |                            | |               | Судьи: Марк Джоанетт Стив Козари Линейные судьи: Скотт Черри Джей Шаррерс |
| |                            | |               | Судьи: Марк Джоанетт Стив Козари Линейные судьи: Скотт Черри Джей Шаррерс |
| |                            | |               | Судьи: Марк Джоанетт Стив Козари Линейные судьи: Скотт Черри Джей Шаррерс |
| 2 мин | Штраф                      | 6 мин |               | Судьи: Марк Джоанетт Стив Козари Линейные судьи: Скотт Черри Джей Шаррерс |
| |                            | |               |                                                                           |
| | 46                         | Броски | 35            |                                                                           |

| 23.04.2016 20:00 | Чикаго Блэкхокс | 6 : 3 (1:3, 3:0, 2:0) | Сент-Луис Блюз | Юнайтед-центр Зрителей: 22 260 |

| Отчёт | Отчёт                               | Отчёт | Отчёт          | Отчёт                                                                          |
| --- | ----------------------------------- | --- | -------------- | ------------------------------------------------------------------------------ |
| |                                     | |                |                                                                                |
| | Кори Кроуфорд                       | Вратари | Брайан Эллиотт | Судьи: Дэйв Джексон Келли Сазерленд Линейные судьи: Грэг Деворски Дерек Нансен |
| | Голы:                               | |                | Судьи: Дэйв Джексон Келли Сазерленд Линейные судьи: Грэг Деворски Дерек Нансен |
| Эндрю Лэдд — 03:47 (М. Крюгер) Артём Анисимов (бол.) — 24:13 (М. Госса, А. Панарин) Тревор ван Римсдайк — 32:21 (Дж. Тэйвз, Р. Паник) Дейл Уис — 36:18 (А. Панарин) Эндрю Шоу (бол.) — 56:53 (П. Кейн, Дж. Тэйвз) Мариан Госса (п.в.) — 57:40 (Э. Лэдд) | 1:0 1:1 1:2 1:3 2:3 3:3 4:3 5:3 6:3 | 06:18 — Скотти Апшолл (С. Отт) 08:51 — Алекс Пьетранджело (Т. Брауэр, П. Штястны) 11:00 — Владимир Тарасенко (Й. Лехтеря, Дж. Шварц) |                | Судьи: Дэйв Джексон Келли Сазерленд Линейные судьи: Грэг Деворски Дерек Нансен |
| |                                     | |                | Судьи: Дэйв Джексон Келли Сазерленд Линейные судьи: Грэг Деворски Дерек Нансен |
| |                                     | |                | Судьи: Дэйв Джексон Келли Сазерленд Линейные судьи: Грэг Деворски Дерек Нансен |
| |                                     | |                | Судьи: Дэйв Джексон Келли Сазерленд Линейные судьи: Грэг Деворски Дерек Нансен |
| 2 мин | Штраф                               | 6 мин |                | Судьи: Дэйв Джексон Келли Сазерленд Линейные судьи: Грэг Деворски Дерек Нансен |
| |                                     | |                |                                                                                |
| | 36                                  | Броски | 28             |                                                                                |

| 25.04.2016 20:30 | Сент-Луис Блюз | 3 : 2 (2:1, 0:1, 1:0) | Чикаго Блэкхокс | Скоттрэйд-центр Зрителей: 19 935 |

| Отчёт | Отчёт               | Отчёт                                                                         | Отчёт         | Отчёт                                                                     |
| --- | ------------------- | ----------------------------------------------------------------------------- | ------------- | ------------------------------------------------------------------------- |
| |                     |                                                                               |               |                                                                           |
| | Брайан Эллиотт      | Вратари                                                                       | Кори Кроуфорд | Судьи: Фрэнсис Шарон Уэс Макколи Линейные судьи: Скотт Черри Джей Шеррерс |
| | Голы:               |                                                                               |               | Судьи: Фрэнсис Шарон Уэс Макколи Линейные судьи: Скотт Черри Джей Шеррерс |
| Йори Лехтеря — 01:00 (Дж. Боумистер, Дж. Шварц) Колтон Парайко — 13:43 (П. Берглунд, А. Стин) Трой Брауэр — 48:31 (Р. Фаббри, П. Штястны) | 1:0 2:0 2:1 2:2 3:2 | 18:30 — Мариан Госса (Р. Паник) 23:20 — Эндрю Шоу (бол.) (Дж. Тэйвз, П. Кейн) |               | Судьи: Фрэнсис Шарон Уэс Макколи Линейные судьи: Скотт Черри Джей Шеррерс |
| |                     |                                                                               |               | Судьи: Фрэнсис Шарон Уэс Макколи Линейные судьи: Скотт Черри Джей Шеррерс |
| |                     |                                                                               |               | Судьи: Фрэнсис Шарон Уэс Макколи Линейные судьи: Скотт Черри Джей Шеррерс |
| |                     |                                                                               |               | Судьи: Фрэнсис Шарон Уэс Макколи Линейные судьи: Скотт Черри Джей Шеррерс |
| 2 мин | Штраф               | 4 мин                                                                         |               | Судьи: Фрэнсис Шарон Уэс Макколи Линейные судьи: Скотт Черри Джей Шеррерс |
| |                     |                                                                               |               |                                                                           |
| | 26                  | Броски                                                                        | 33            |                                                                           |

#### Анахайм Дакс (Т1) — Нэшвилл Предаторз (УК1)
Единственная встреча этих двух клубов в плей-офф состоялась в четвертьфинале Западной конференции 2011 года и закончилась победой «Нэшвилла» в шести матчах. В регулярном чемпионате «Предаторз» выиграли у «Дакс» два матча из трёх.
«Нэшвилл» победил в семи матчах. Проиграв первые два матча, тренеры «Анахайма» заменили защищающего ворота Джона Гибсона на Фредерика Андерсена, после чего «уткам» удалось выиграть следующие три игры. Однако «Предаторз» смогли сначала сравнять счёт в серии, а потом, в решающем седьмом матче, добиться минимальной победы и выйти во второй раунд плей-офф. Четвертьфинал Западной конференции стал для «Нэшвилл Предаторз» первой 7-матчевой серией плей-офф в истории клуба.
| 15.04.2016 22:30 | Анахайм Дакс | 2 : 3 (1:1, 1:1, 0:1) | Нэшвилл Предаторз | Хонда-центр Зрителей: 17 236 |

| Отчёт                                                                                              | Отчёт              | Отчёт                                                                                             | Отчёт       | Отчёт                                                                     |
| -------------------------------------------------------------------------------------------------- | ------------------ | ------------------------------------------------------------------------------------------------- | ----------- | ------------------------------------------------------------------------- |
| |                    |                                                                                                   |             |                                                                           |
| | Джон Гибсон        | Вратари                                                                                           | Пекка Ринне | Судьи: Дэн О’Хэллоран Иэн Уолш Линейные судьи: Грэг Деворски Дерек Нансен |
| | Голы:              |                                                                                                   |             | Судьи: Дэн О’Хэллоран Иэн Уолш Линейные судьи: Грэг Деворски Дерек Нансен |
| Райан Гецлаф (бол.) — 17:39 (К. Фаулер, К. Перри) Райан Кеслер — 20:48 (Э. Коглиано, Х. Линдхольм) | 0:1 :1 2:1 2:2 2:3 | 00:35 — Джеймс Нил (Р. Джохансен) 27:55 — Колин Уилсон (Р. Эллис, Р. Йоси) 50:25 — Филип Форсберг |             | Судьи: Дэн О’Хэллоран Иэн Уолш Линейные судьи: Грэг Деворски Дерек Нансен |
| |                    |                                                                                                   |             | Судьи: Дэн О’Хэллоран Иэн Уолш Линейные судьи: Грэг Деворски Дерек Нансен |
| |                    |                                                                                                   |             | Судьи: Дэн О’Хэллоран Иэн Уолш Линейные судьи: Грэг Деворски Дерек Нансен |
| |                    |                                                                                                   |             | Судьи: Дэн О’Хэллоран Иэн Уолш Линейные судьи: Грэг Деворски Дерек Нансен |
| 6 мин                                                                                              | Штраф              | 8 мин                                                                                             |             | Судьи: Дэн О’Хэллоран Иэн Уолш Линейные судьи: Грэг Деворски Дерек Нансен |
| |                    |                                                                                                   |             |                                                                           |
| | 29                 | Броски                                                                                            | 33          |                                                                           |

| 17.04.2016 22:30 | Анахайм Дакс | 2 : 3 (1:1, 0:2, 1:0) | Нэшвилл Предаторз | Хонда-центр Зрителей: 17 174 |

| Отчёт                                                                    | Отчёт               | Отчёт | Отчёт       | Отчёт                                                                |
| ------------------------------------------------------------------------ | ------------------- | --- | ----------- | -------------------------------------------------------------------- |
|                                                                          |                     | |             |                                                                      |
|                                                                          | Джон Гибсон         | Вратари | Пекка Ринне | Судьи: Крис Ли Дэн О’Рурк Линейные судьи: Грэг Деворски Дерек Нансен |
|                                                                          | Голы:               | |             | Судьи: Крис Ли Дэн О’Рурк Линейные судьи: Грэг Деворски Дерек Нансен |
| Эндрю Коглиано — 14:20 Нэйт Томпсон — 57:18 (Я. Силверберг, Э. Коглиано) | 1:0 1:1 1:2 1:3 2:3 | 19:04 — Маттиас Экхольм (К. Уилсон, К. Смит) 29:55 — Крэйг Смит (Ф. Форсберг, Р. Йоси) 31:21 — Ши Уэбер (бол.) (Р. Йоси, Ф. Форсберг) |             | Судьи: Крис Ли Дэн О’Рурк Линейные судьи: Грэг Деворски Дерек Нансен |
|                                                                          |                     | |             | Судьи: Крис Ли Дэн О’Рурк Линейные судьи: Грэг Деворски Дерек Нансен |
|                                                                          |                     | |             | Судьи: Крис Ли Дэн О’Рурк Линейные судьи: Грэг Деворски Дерек Нансен |
|                                                                          |                     | |             | Судьи: Крис Ли Дэн О’Рурк Линейные судьи: Грэг Деворски Дерек Нансен |
| 12 мин                                                                   | Штраф               | 4 мин |             | Судьи: Крис Ли Дэн О’Рурк Линейные судьи: Грэг Деворски Дерек Нансен |
|                                                                          |                     | |             |                                                                      |
|                                                                          | 28                  | Броски | 27          |                                                                      |

| 19.04.2016 21:30 | Нэшвилл Предаторз | 0 : 3 (0:1, 0:2, 0:0) | Анахайм Дакс | Бриджстоун-арена Зрителей: 17 204 |

| Отчёт | Отчёт       | Отчёт | Отчёт             | Отчёт                                                                     |
| ----- | ----------- | --- | ----------------- | ------------------------------------------------------------------------- |
|       |             | |                   |                                                                           |
|       | Пекка Ринне | Вратари | Фредерик Андерсен | Судьи: Горд Дуайер Эрик Фурлатт Линейные судьи: Дэвид Брисбуа Пьер Расико |
|       | Голы:       | |                   | Судьи: Горд Дуайер Эрик Фурлатт Линейные судьи: Дэвид Брисбуа Пьер Расико |
|       | 0:1 0:2 0:3 | 10:05 — Джейми Макгинн (Ш. Хоркофф, К. Стюарт) 31:33 — Рикард Ракелль (С. Ватанен, К. Перри) 37:06 — Крис Стюарт (Р. Гецлаф, Х. Линдхольм) |                   | Судьи: Горд Дуайер Эрик Фурлатт Линейные судьи: Дэвид Брисбуа Пьер Расико |
|       |             | |                   | Судьи: Горд Дуайер Эрик Фурлатт Линейные судьи: Дэвид Брисбуа Пьер Расико |
|       |             | |                   | Судьи: Горд Дуайер Эрик Фурлатт Линейные судьи: Дэвид Брисбуа Пьер Расико |
|       |             | |                   | Судьи: Горд Дуайер Эрик Фурлатт Линейные судьи: Дэвид Брисбуа Пьер Расико |
| 4 мин | Штраф       | 10 мин |                   | Судьи: Горд Дуайер Эрик Фурлатт Линейные судьи: Дэвид Брисбуа Пьер Расико |
|       |             | |                   |                                                                           |
|       | 27          | Броски | 21                |                                                                           |

| 21.04.2016 20:00 | Нэшвилл Предаторз | 1 : 4 (0:1, 1:2, 0:1) | Анахайм Дакс | Бриджстоун-арена Зрителей: 17 232 |

| Отчёт                                    | Отчёт              | Отчёт | Отчёт             | Отчёт                                                                     |
| ---------------------------------------- | ------------------ | --- | ----------------- | ------------------------------------------------------------------------- |
|                                          |                    | |                   |                                                                           |
|                                          | Пекка Ринне        | Вратари | Фредерик Андерсен | Судьи: Дэйв Джексон Келли Сазерленд Линейные судьи: Дерек Амелл Тим Новак |
|                                          | Голы:              | |                   | Судьи: Дэйв Джексон Келли Сазерленд Линейные судьи: Дерек Амелл Тим Новак |
| Майк Фишер — 31:26 (К. Уилсон, Ш. Уэбер) | 0:1 :1 1:2 1:3 1:4 | 01:02 — Райан Гецлаф (Д. Перрон, К. Биекса) 37:04 — Нэйт Томпсон (Р. Ракелль, С. Ватанен) 38:56 — Джейми Макгинн (К. Стюарт) 56:62 — Эндрю Коглиано (Я. Сильверберг) |                   | Судьи: Дэйв Джексон Келли Сазерленд Линейные судьи: Дерек Амелл Тим Новак |
|                                          |                    | |                   | Судьи: Дэйв Джексон Келли Сазерленд Линейные судьи: Дерек Амелл Тим Новак |
|                                          |                    | |                   | Судьи: Дэйв Джексон Келли Сазерленд Линейные судьи: Дерек Амелл Тим Новак |
|                                          |                    | |                   | Судьи: Дэйв Джексон Келли Сазерленд Линейные судьи: Дерек Амелл Тим Новак |
| 14 мин                                   | Штраф              | 14 мин |                   | Судьи: Дэйв Джексон Келли Сазерленд Линейные судьи: Дерек Амелл Тим Новак |
|                                          |                    | |                   |                                                                           |
|                                          | 31                 | Броски | 25                |                                                                           |

| 23.04.2016 18:00 | Анахайм Дакс | 5 : 2 (0:0, 2:1, 3:1) | Нэшвилл Предаторз | Хонда-центр Зрителей: 17 360 |

| Отчёт | Отчёт                      | Отчёт                                                                              | Отчёт       | Отчёт                                                                |
| --- | -------------------------- | ---------------------------------------------------------------------------------- | ----------- | -------------------------------------------------------------------- |
| |                            |                                                                                    |             |                                                                      |
| | Фредерик Андерсен          | Вратари                                                                            | Пекка Ринне | Судьи: Жан Эбер Тим Пил Линейные судьи: Скотт Дрисколл Брайан Панкич |
| | Голы:                      |                                                                                    |             | Судьи: Жан Эбер Тим Пил Линейные судьи: Скотт Дрисколл Брайан Панкич |
| Дэвид Перрон — 34:35 Райан Гарбатт — 36:26 (Р. Гецлаф, Д. Перрон) Сами Ватанен — 48:34 (Я. Сильверберг) Кэм Фаулер (бол.) — 56:37 (С. Ватанен, К. Перри) Райан Кеслер (п.в.) — 58:14 (Р. Гецлаф, Я. Сильверберг) | 0:1 :1 2:1 3:1 3:2 4:2 5:2 | 34:13 — Райан Джохансен (К. Уилсон) 53:29 — Миикка Саломяки (Ш. Уэбер, М. Рибейро) |             | Судьи: Жан Эбер Тим Пил Линейные судьи: Скотт Дрисколл Брайан Панкич |
| |                            |                                                                                    |             | Судьи: Жан Эбер Тим Пил Линейные судьи: Скотт Дрисколл Брайан Панкич |
| |                            |                                                                                    |             | Судьи: Жан Эбер Тим Пил Линейные судьи: Скотт Дрисколл Брайан Панкич |
| |                            |                                                                                    |             | Судьи: Жан Эбер Тим Пил Линейные судьи: Скотт Дрисколл Брайан Панкич |
| 6 мин | Штраф                      | 14 мин                                                                             |             | Судьи: Жан Эбер Тим Пил Линейные судьи: Скотт Дрисколл Брайан Панкич |
| |                            |                                                                                    |             |                                                                      |
| | 32                         | Броски                                                                             | 29          |                                                                      |

| 25.04.2016 20:00 | Нэшвилл Предаторз | 3 : 1 (0:0, 2:1, 1:0) | Анахайм Дакс | Бриджстоун-арена Зрителей: 17 113 |

| Отчёт | Отчёт           | Отчёт                                      | Отчёт             | Отчёт                                                                          |
| --- | --------------- | ------------------------------------------ | ----------------- | ------------------------------------------------------------------------------ |
| |                 |                                            |                   |                                                                                |
| | Пекка Ринне     | Вратари                                    | Фредерик Андерсен | Судьи: Брэд Уотсон Фредерик Лекуае Линейные судьи: Брэд Ковачик Райан Гэллоуэй |
| | Голы:           |                                            |                   | Судьи: Брэд Уотсон Фредерик Лекуае Линейные судьи: Брэд Ковачик Райан Гэллоуэй |
| Маттиас Экхольм — 28:10 (К. Йернкрук, Р. Эллис) Джеймс Нил — 37:45 (Р. Джохансен) Ши Уэбер (п.в.) — 59:50 (Дж. Нил) | 1:0 2:0 2:1 3:1 | 39:46 — Райан Кеслер (К. Перри, К. Фаулер) |                   | Судьи: Брэд Уотсон Фредерик Лекуае Линейные судьи: Брэд Ковачик Райан Гэллоуэй |
| |                 |                                            |                   | Судьи: Брэд Уотсон Фредерик Лекуае Линейные судьи: Брэд Ковачик Райан Гэллоуэй |
| |                 |                                            |                   | Судьи: Брэд Уотсон Фредерик Лекуае Линейные судьи: Брэд Ковачик Райан Гэллоуэй |
| |                 |                                            |                   | Судьи: Брэд Уотсон Фредерик Лекуае Линейные судьи: Брэд Ковачик Райан Гэллоуэй |
| 4 мин | Штраф           | 2 мин                                      |                   | Судьи: Брэд Уотсон Фредерик Лекуае Линейные судьи: Брэд Ковачик Райан Гэллоуэй |
| |                 |                                            |                   |                                                                                |
| | 26              | Броски                                     | 27                |                                                                                |

| 27.04.2016 22:00 | Анахайм Дакс | 1 : 2 (0:2, 0:0, 1:0) | Нэшвилл Предаторз | Хонда-центр Зрителей: 17 407 |

| Отчёт                                                      | Отчёт             | Отчёт                                                            | Отчёт       | Отчёт                                                                          |
| ---------------------------------------------------------- | ----------------- | ---------------------------------------------------------------- | ----------- | ------------------------------------------------------------------------------ |
|                                                            |                   |                                                                  |             |                                                                                |
|                                                            | Фредерик Андерсен | Вратари                                                          | Пекка Ринне | Судьи: Дэн О’Хэллоран Келли Сазерленд Линейные судьи: Дерек Амелл Брайан Мёрфи |
|                                                            | Голы:             |                                                                  |             | Судьи: Дэн О’Хэллоран Келли Сазерленд Линейные судьи: Дерек Амелл Брайан Мёрфи |
| Райан Кеслер (бол.) — 41:45 (Я. Сильверберг, Х. Линдхольм) | 0:1 0:2 1:2       | 06:19 — Колин Уилсон 15:53 — Пол Гостэд (Ш. Уэбер, В. Арвидссон) |             | Судьи: Дэн О’Хэллоран Келли Сазерленд Линейные судьи: Дерек Амелл Брайан Мёрфи |
|                                                            |                   |                                                                  |             | Судьи: Дэн О’Хэллоран Келли Сазерленд Линейные судьи: Дерек Амелл Брайан Мёрфи |
|                                                            |                   |                                                                  |             | Судьи: Дэн О’Хэллоран Келли Сазерленд Линейные судьи: Дерек Амелл Брайан Мёрфи |
|                                                            |                   |                                                                  |             | Судьи: Дэн О’Хэллоран Келли Сазерленд Линейные судьи: Дерек Амелл Брайан Мёрфи |
| 8 мин                                                      | Штраф             | 10 мин                                                           |             | Судьи: Дэн О’Хэллоран Келли Сазерленд Линейные судьи: Дерек Амелл Брайан Мёрфи |
|                                                            |                   |                                                                  |             |                                                                                |
|                                                            | 37                | Броски                                                           | 20          |                                                                                |

#### Лос-Анджелес Кингз (Т2) — Сан-Хосе Шаркс (Т3)
Четвёртая встреча этих двух калифорнийских команд в плей-офф. Две из предыдущих трёх встреч выиграл «Лос-Анджелес», последняя из которых состоялась в первом раунде плей-офф Западной конференции 2014 и закончилась победой «Кингз» в семи матчах; при этом «Лос-Анджелес» смог отыграться со счёта 0—3 в серии. «Сан-Хосе» выиграл у «Лос-Анджелеса» три из пяти матчей в регулярном чемпионате.
«Сан-Хосе» победил своего соперника в пяти матчах. Самым результативным игроком серии стал капитан «акул» Джо Павелски набравший 6 (5+1) очков. Команда «Лос-Анджелес Кингз» не смогла выиграть за серию ни одного домашнего поединка.
| 14.04.2016 22:30 | Лос-Анджелес Кингз | 3 : 4 (1:1, 2:2, 0:1) | Сан-Хосе Шаркс | Стэйплс-центр Зрителей: 18 230 |

| Отчёт | Отчёт                      | Отчёт | Отчёт        | Отчёт                                                                      |
| --- | -------------------------- | --- | ------------ | -------------------------------------------------------------------------- |
| |                            | |              |                                                                            |
| | Джонатан Куик              | Вратари | Мартин Джонс | Судьи: Брэд Майер Кевин Поллок Линейные судьи: Райан Гэллоуэй Брэд Ковачик |
| | Голы:                      | |              | Судьи: Брэд Майер Кевин Поллок Линейные судьи: Райан Гэллоуэй Брэд Ковачик |
| Джейк Маззин — 02:53 (М. Лючич, Т. Пирсон) Джефф Картер (бол.) — 27:30 (М. Лючич, А. Копитар) Тревор Льюис (мен.) — 37:18 | 1:0 1:1 1:2 :2 3:2 3:3 3:4 | 06:25 — Джо Павелски (бол.) (Б. Бёрнс, Л. Кутюр) 26:50 — Брент Бёрнс (Дж. Уорд) 37:48 — Томаш Гертл (Дж. Уорд, Й. Донской) 40:17 — Джо Павелски (Дж. Браун) |              | Судьи: Брэд Майер Кевин Поллок Линейные судьи: Райан Гэллоуэй Брэд Ковачик |
| |                            | |              | Судьи: Брэд Майер Кевин Поллок Линейные судьи: Райан Гэллоуэй Брэд Ковачик |
| |                            | |              | Судьи: Брэд Майер Кевин Поллок Линейные судьи: Райан Гэллоуэй Брэд Ковачик |
| |                            | |              | Судьи: Брэд Майер Кевин Поллок Линейные судьи: Райан Гэллоуэй Брэд Ковачик |
| 8 мин | Штраф                      | 6 мин |              | Судьи: Брэд Майер Кевин Поллок Линейные судьи: Райан Гэллоуэй Брэд Ковачик |
| |                            | |              |                                                                            |
| | 22                         | Броски | 23           |                                                                            |

| 16.04.2016 22:30 | Лос-Анджелес Кингз | 1 : 2 (0:1, 0:1, 1:0) | Сан-Хосе Шаркс | Стэйплс-центр Зрителей: 18 514 |

| Отчёт                                                   | Отчёт         | Отчёт                                                                                            | Отчёт        | Отчёт                                                                       |
| ------------------------------------------------------- | ------------- | ------------------------------------------------------------------------------------------------ | ------------ | --------------------------------------------------------------------------- |
|                                                         |               |                                                                                                  |              |                                                                             |
|                                                         | Джонатан Куик | Вратари                                                                                          | Мартин Джонс | Судьи: Фредерик Лекуае Брэд Уотсон Линейные судьи: Скотт Черри Джей Шаррерс |
|                                                         | Голы:         |                                                                                                  |              | Судьи: Фредерик Лекуае Брэд Уотсон Линейные судьи: Скотт Черри Джей Шаррерс |
| Венсан Лекавалье (бол.) — 54:59 (Т. Пирсон, Дж. Маззин) | 0:1 0:2 1:2   | 03:37 — Джо Павелски (Б. Бёрнс, Дж. Торнтон) 28:44 — Логан Кутюр (бол.) (Дж. Павелски, П. Марло) |              | Судьи: Фредерик Лекуае Брэд Уотсон Линейные судьи: Скотт Черри Джей Шаррерс |
|                                                         |               |                                                                                                  |              | Судьи: Фредерик Лекуае Брэд Уотсон Линейные судьи: Скотт Черри Джей Шаррерс |
|                                                         |               |                                                                                                  |              | Судьи: Фредерик Лекуае Брэд Уотсон Линейные судьи: Скотт Черри Джей Шаррерс |
|                                                         |               |                                                                                                  |              | Судьи: Фредерик Лекуае Брэд Уотсон Линейные судьи: Скотт Черри Джей Шаррерс |
| 10 мин                                                  | Штраф         | 10 мин                                                                                           |              | Судьи: Фредерик Лекуае Брэд Уотсон Линейные судьи: Скотт Черри Джей Шаррерс |
|                                                         |               |                                                                                                  |              |                                                                             |
|                                                         | 27            | Броски                                                                                           | 23           |                                                                             |

| 18.04.2016 22:30 | Сан-Хосе Шаркс | 1 : 2 (ОТ) (1:1, 0:0, 0:0, 0:1) | Лос-Анджелес Кингз | SAP-центр в Сан-Хосе Зрителей: 17 562 |

| Отчёт                          | Отчёт        | Отчёт                                                                                             | Отчёт         | Отчёт                                                                   |
| ------------------------------ | ------------ | ------------------------------------------------------------------------------------------------- | ------------- | ----------------------------------------------------------------------- |
|                                |              |                                                                                                   |               |                                                                         |
|                                | Мартин Джонс | Вратари                                                                                           | Джонатан Куик | Судьи: Дэн О’Хэллоран Иэн Уолш Линейные судьи: Скотт Черри Джей Шаррерс |
|                                | Голы:        |                                                                                                   |               | Судьи: Дэн О’Хэллоран Иэн Уолш Линейные судьи: Скотт Черри Джей Шаррерс |
| Джо Торнтон — 00:30 (Т. Гертл) | 1:0 1:1 1:2  | 08:10 — Анже Копитар (бол.) (М. Лючич, Дж. Маззин) 63:47 — Таннер Пирсон (Д. Браун, В. Лекавалье) |               | Судьи: Дэн О’Хэллоран Иэн Уолш Линейные судьи: Скотт Черри Джей Шаррерс |
|                                |              |                                                                                                   |               | Судьи: Дэн О’Хэллоран Иэн Уолш Линейные судьи: Скотт Черри Джей Шаррерс |
|                                |              |                                                                                                   |               | Судьи: Дэн О’Хэллоран Иэн Уолш Линейные судьи: Скотт Черри Джей Шаррерс |
|                                |              |                                                                                                   |               | Судьи: Дэн О’Хэллоран Иэн Уолш Линейные судьи: Скотт Черри Джей Шаррерс |
| 8 мин                          | Штраф        | 12 мин                                                                                            |               | Судьи: Дэн О’Хэллоран Иэн Уолш Линейные судьи: Скотт Черри Джей Шаррерс |
|                                |              |                                                                                                   |               |                                                                         |
|                                | 30           | Броски                                                                                            | 24            |                                                                         |

| 20.04.2016 22:30 | Сан-Хосе Шаркс | 3 : 2 (0:0, 2:0, 1:2) | Лос-Анджелес Кингз | SAP-центр в Сан-Хосе Зрителей: 17 562 |

| Отчёт | Отчёт               | Отчёт                                                                                | Отчёт         | Отчёт                                                               |
| --- | ------------------- | ------------------------------------------------------------------------------------ | ------------- | ------------------------------------------------------------------- |
| |                     |                                                                                      |               |                                                                     |
| | Мартин Джонс        | Вратари                                                                              | Джонатан Куик | Судьи: Крис Ли Дэн О’Рурк Линейные судьи: Мишель Кормье Стив Миллер |
| | Голы:               |                                                                                      |               | Судьи: Крис Ли Дэн О’Рурк Линейные судьи: Мишель Кормье Стив Миллер |
| Брент Бёрнс (бол.) — 22:09 (Дж. Уорд, М.-Э. Власик) Джо Павелски (бол.) — 29:21 (Дж. Торнтон, П. Марло) Патрик Марло (бол.) — 41:40 (Л. Кутюр, Б. Бёрнс) | 1:0 2:0 3:0 3:1 3:2 | 42:49 — Тревор Льюис (Л. Шенн, К. Верстиг) 46:44 — Люк Шенн (А. Копитар, М. Габорик) |               | Судьи: Крис Ли Дэн О’Рурк Линейные судьи: Мишель Кормье Стив Миллер |
| |                     |                                                                                      |               | Судьи: Крис Ли Дэн О’Рурк Линейные судьи: Мишель Кормье Стив Миллер |
| |                     |                                                                                      |               | Судьи: Крис Ли Дэн О’Рурк Линейные судьи: Мишель Кормье Стив Миллер |
| |                     |                                                                                      |               | Судьи: Крис Ли Дэн О’Рурк Линейные судьи: Мишель Кормье Стив Миллер |
| 4 мин | Штраф               | 8 мин                                                                                |               | Судьи: Крис Ли Дэн О’Рурк Линейные судьи: Мишель Кормье Стив Миллер |
| |                     |                                                                                      |               |                                                                     |
| | 29                  | Броски                                                                               | 28            |                                                                     |

| 22.04.2016 22:30 | Лос-Анджелес Кингз | 3 : 6 (0:2, 3:1, 0:3) | Сан-Хосе Шаркс | Стэйплс-центр Зрителей: 18 543 |

| Отчёт | Отчёт                               | Отчёт | Отчёт        | Отчёт                                                                        |
| --- | ----------------------------------- | --- | ------------ | ---------------------------------------------------------------------------- |
| |                                     | |              |                                                                              |
| | Джонатан Куик                       | Вратари | Мартин Джонс | Судьи: Крис Руни Франсуа Сан-Лорен Линейные судьи: Джонни Мюррей Стив Бартон |
| | Голы:                               | |              | Судьи: Крис Руни Франсуа Сан-Лорен Линейные судьи: Джонни Мюррей Стив Бартон |
| Анже Копитар — 27:44 (Д. Кинг, Д. Даути) Джефф Картер — 31:26 (Дж. Маззин, Т. Тоффоли) Крис Верстиг — 36:36 (К. Клиффорд, Дж. Маззин) | 0:1 0:2 0:3 1:3 2:3 3:3 3:4 3:5 3:6 | 01:08 — Йоонас Донской (Л. Кутюр) 11:21 — Крис Тирни (Б. Бёрнс) 24:05 — Мэтт Ньето (Дж. Уорд, Л. Кутюр) 43:58 — Йоонас Донской (Б. Бёрнс, Л. Кутюр) 52:24 — Джо Павелски (Б. Бёрнс, П. Мартин) 59:38 — Мелкер Карлссон (п.в.) (П. Марло) |              | Судьи: Крис Руни Франсуа Сан-Лорен Линейные судьи: Джонни Мюррей Стив Бартон |
| |                                     | |              | Судьи: Крис Руни Франсуа Сан-Лорен Линейные судьи: Джонни Мюррей Стив Бартон |
| |                                     | |              | Судьи: Крис Руни Франсуа Сан-Лорен Линейные судьи: Джонни Мюррей Стив Бартон |
| |                                     | |              | Судьи: Крис Руни Франсуа Сан-Лорен Линейные судьи: Джонни Мюррей Стив Бартон |
| 6 мин | Штраф                               | 2 мин |              | Судьи: Крис Руни Франсуа Сан-Лорен Линейные судьи: Джонни Мюррей Стив Бартон |
| |                                     | |              |                                                                              |
| | 22                                  | Броски | 28           |                                                                              |

## Второй раунд
Начало матчей указано по Североамериканскому восточному времени (UTC-4).

### Второй раунд плей-офф Восточной конференции

#### Тампа-Бэй Лайтнинг (А2) — Нью-Йорк Айлендерс (УК1)
Вторая встреча «Лайтнинг» и «Айлендерс» в плей-офф. Первая состоялась в 2004 году на стадии четвертьфинала Восточной конференции и тогда сильнее оказалась «Тампа» в пяти матчах. «Айлендерс» выиграли два из трёх матчей в регулярном чемпионате 2015/2016.
«Тампа» обыграла «Айлендерс» в пяти матчах. После поражения в первой игре, «Лайтнинг» одерживает четыре победы подряд и выходит в финал Восточной конференции. Самым результативным игроком серии стал защитник «молний» Виктор Хедман, который в пяти матчах набрал 8 (4+4) очков.
| 27 апреля 2016 19:00 | Тампа-Бэй Лайтнинг | 3 : 5 (1:3, 0:1, 2:1) | Нью-Йорк Айлендерс | Амали-арена Зрителей: 19 092 |

| Отчёт | Отчёт                                                    | Отчёт | Отчёт        | Отчёт                                                                     |
| --- | -------------------------------------------------------- | --- | ------------ | ------------------------------------------------------------------------- |
| |                                                          | |              |                                                                           |
| | Бен Бишоп — 00:00-28:59 Андрей Василевский — 28:59-60:00 | Вратари | Томас Грайсс | Судьи: Горд Дуайер Эрик Фурлатт Линейные судьи: Стив Бартон Джонни Мюррей |
| | Голы:                                                    | |              | Судьи: Горд Дуайер Эрик Фурлатт Линейные судьи: Стив Бартон Джонни Мюррей |
| Ондржей Палат — 03:05 (Дж. Друэн, В. Наместников) Никита Кучеров — 47:41 (М. Карл, В. Хедман) Валттери Филппула — 57:28 (А. Киллорн, Дж. Гаррисон) | 1:0 1:1 1:2 1:3 1:4 2:4 3:4 3:5                          | 05:44 — Трэвис Хамоник (А. Куин, Дж. Таварес) 17:28 — Шейн Принс (Р. Строум, Б. Нельсон) 19:57 — Шейн Принс (Р. Строум, Б. Нельсон) 28:59 — Джон Таварес (бол.) (К. Окпосо, Ф. Нильсен) 59:05 — Кэл Клаттербак (п.в.) (К. Сизикас, К. де Хаан) |              | Судьи: Горд Дуайер Эрик Фурлатт Линейные судьи: Стив Бартон Джонни Мюррей |
| |                                                          | |              | Судьи: Горд Дуайер Эрик Фурлатт Линейные судьи: Стив Бартон Джонни Мюррей |
| |                                                          | |              | Судьи: Горд Дуайер Эрик Фурлатт Линейные судьи: Стив Бартон Джонни Мюррей |
| |                                                          | |              | Судьи: Горд Дуайер Эрик Фурлатт Линейные судьи: Стив Бартон Джонни Мюррей |
| 8 мин | Штраф                                                    | 4 мин |              | Судьи: Горд Дуайер Эрик Фурлатт Линейные судьи: Стив Бартон Джонни Мюррей |
| |                                                          | |              |                                                                           |
| | 36                                                       | Броски | 22           |                                                                           |

| 30 апреля 2016 15:00 | Тампа-Бэй Лайтнинг | 4 : 1 (2:1, 1:0, 1:0) | Нью-Йорк Айлендерс | Амали-арена Зрителей: 19 092 |

| Отчёт | Отчёт               | Отчёт                                             | Отчёт        | Отчёт                                                                       |
| --- | ------------------- | ------------------------------------------------- | ------------ | --------------------------------------------------------------------------- |
| |                     |                                                   |              |                                                                             |
| | Бен Бишоп           | Вратари                                           | Томас Грайсс | Судьи: Фрэнсис Шарон Уэс Макколи Линейные судьи: Грэг Деворски Дерек Нансен |
| | Голы:               |                                                   |              | Судьи: Фрэнсис Шарон Уэс Макколи Линейные судьи: Грэг Деворски Дерек Нансен |
| Тайлер Джонсон — 06:03 (О. Палат, В. Хедман) Джонатан Друэн — 11:55 (В. Филппула) Виктор Хедман (бол.) — 31:59 (Т. Джонсон, Дж. Друэн) Тайлер Джонсон (п.в.) — 57:42 (Дж. Гаррисон) | 1:0 2:0 2:1 3:1 4:1 | 15:15 — Николай Кулёмин (бол.) (Т. Хики, А. Куин) |              | Судьи: Фрэнсис Шарон Уэс Макколи Линейные судьи: Грэг Деворски Дерек Нансен |
| |                     |                                                   |              | Судьи: Фрэнсис Шарон Уэс Макколи Линейные судьи: Грэг Деворски Дерек Нансен |
| |                     |                                                   |              | Судьи: Фрэнсис Шарон Уэс Макколи Линейные судьи: Грэг Деворски Дерек Нансен |
| |                     |                                                   |              | Судьи: Фрэнсис Шарон Уэс Макколи Линейные судьи: Грэг Деворски Дерек Нансен |
| 16 мин | Штраф               | 18 мин                                            |              | Судьи: Фрэнсис Шарон Уэс Макколи Линейные судьи: Грэг Деворски Дерек Нансен |
| |                     |                                                   |              |                                                                             |
| | 31                  | Броски                                            | 20           |                                                                             |

| 3 мая 2016 19:00 | Нью-Йорк Айлендерс | 4 : 5 (ОТ) (1:1, 1:1, 2:2, 0:1) | Тампа-Бэй Лайтнинг | Барклайс-центр Зрителей: 15 795 |

| Отчёт | Отчёт                              | Отчёт | Отчёт     | Отчёт                                                                   |
| --- | ---------------------------------- | --- | --------- | ----------------------------------------------------------------------- |
| |                                    | |           |                                                                         |
| | Томас Грайсс                       | Вратари | Бен Бишоп | Судьи: Стив Козари Брэд Уотсон Линейные судьи: Скотт Черри Джей Шаррерс |
| | Голы:                              | |           | Судьи: Стив Козари Брэд Уотсон Линейные судьи: Скотт Черри Джей Шаррерс |
| Джош Бэйли — 07:55 (Н. Кулёмин, Т. Хамоник) Ник Ледди — 34:50 (К. Клаттербак, К. Сизикас) Джош Бэйли (бол.) — 42:27 (Т. Хики, Ш. Принс) Кэл Клаттербак — 51:23 (К. Сизикас) | 1:0 1:1 1:2 :2 3:2 3:3 4:3 4:4 4:5 | 19:47 — Райан Кэллахан (бол.) (А. Киллорн, В. Филппула) 28:10 — Виктор Хедман (Т. Джонсон) 43:25 — Владислав Наместников (В. Филппула, А. Киллорн) 59:21 — Никита Кучеров (Дж. Друэн, В. Хедман) 62:48 — Брайан Бойл (В. Хедман, Р. Кэллахан) |           | Судьи: Стив Козари Брэд Уотсон Линейные судьи: Скотт Черри Джей Шаррерс |
| |                                    | |           | Судьи: Стив Козари Брэд Уотсон Линейные судьи: Скотт Черри Джей Шаррерс |
| |                                    | |           | Судьи: Стив Козари Брэд Уотсон Линейные судьи: Скотт Черри Джей Шаррерс |
| |                                    | |           | Судьи: Стив Козари Брэд Уотсон Линейные судьи: Скотт Черри Джей Шаррерс |
| 10 мин | Штраф                              | 10 мин |           | Судьи: Стив Козари Брэд Уотсон Линейные судьи: Скотт Черри Джей Шаррерс |
| |                                    | |           |                                                                         |
| | 39                                 | Броски | 41        |                                                                         |

| 6 мая 2016 19:00 | Нью-Йорк Айлендерс | 1 : 2 (ОТ) (1:0, 0:0, 0:1, 0:1) | Тампа-Бэй Лайтнинг | Барклайс-центр Зрителей: 15 795 |

| Отчёт                                               | Отчёт                                                                   | Отчёт                                                                             | Отчёт     | Отчёт                                                                     |
| --------------------------------------------------- | ----------------------------------------------------------------------- | --------------------------------------------------------------------------------- | --------- | ------------------------------------------------------------------------- |
|                                                     |                                                                         |                                                                                   |           |                                                                           |
|                                                     | Томас Грайсс — 00:00-21:33 26:20-61:34 Жан-Франсуа Берубе — 21:33-26:20 | Вратари                                                                           | Бен Бишоп | Судьи: Жан Эбер Келли Сазерленд Линейные судьи: Брэд Ковачик Брайан Мёрфи |
|                                                     | Голы:                                                                   |                                                                                   |           | Судьи: Жан Эбер Келли Сазерленд Линейные судьи: Брэд Ковачик Брайан Мёрфи |
| Кайл Окпосо (бол.) — 04:20 (Н. Кулёмин, Ф. Нильсен) | 1:0 1:1 1:2                                                             | 47:49 — Никита Кучеров (Т. Джонсон) 61:34 — Джейсон Гаррисон (А. Шустр, О. Палат) |           | Судьи: Жан Эбер Келли Сазерленд Линейные судьи: Брэд Ковачик Брайан Мёрфи |
|                                                     |                                                                         |                                                                                   |           | Судьи: Жан Эбер Келли Сазерленд Линейные судьи: Брэд Ковачик Брайан Мёрфи |
|                                                     |                                                                         |                                                                                   |           | Судьи: Жан Эбер Келли Сазерленд Линейные судьи: Брэд Ковачик Брайан Мёрфи |
|                                                     |                                                                         |                                                                                   |           | Судьи: Жан Эбер Келли Сазерленд Линейные судьи: Брэд Ковачик Брайан Мёрфи |
| 6 мин                                               | Штраф                                                                   | 6 мин                                                                             |           | Судьи: Жан Эбер Келли Сазерленд Линейные судьи: Брэд Ковачик Брайан Мёрфи |
|                                                     |                                                                         |                                                                                   |           |                                                                           |
|                                                     | 28                                                                      | Броски                                                                            | 24        |                                                                           |

| 8 мая 2016 15:00 | Тампа-Бэй Лайтнинг | 4 : 0 (2:0, 1:0, 1:0) | Нью-Йорк Айлендерс | Амали-арена Зрителей: 19 092 |

| Отчёт | Отчёт           | Отчёт   | Отчёт        | Отчёт                                                               |
| --- | --------------- | ------- | ------------ | ------------------------------------------------------------------- |
| |                 |         |              |                                                                     |
| | Бен Бишоп       | Вратари | Томас Грайсс | Судьи: Крис Ли Дэн О’Рурк Линейные судьи: Стив Миллер Мишель Кормье |
| | Голы:           |         |              | Судьи: Крис Ли Дэн О’Рурк Линейные судьи: Стив Миллер Мишель Кормье |
| Виктор Хедман — 13:19 Брайан Бойл — 18:41 (М. Карл, С. Пакетт) Виктор Хедман (бол.) — 24:22 (Дж. Друэн, Т. Джонсон) Никита Кучеров — 44:40 (А. Киллорн) | 1:0 2:0 3:0 4:0 |         |              | Судьи: Крис Ли Дэн О’Рурк Линейные судьи: Стив Миллер Мишель Кормье |
| |                 |         |              | Судьи: Крис Ли Дэн О’Рурк Линейные судьи: Стив Миллер Мишель Кормье |
| |                 |         |              | Судьи: Крис Ли Дэн О’Рурк Линейные судьи: Стив Миллер Мишель Кормье |
| |                 |         |              | Судьи: Крис Ли Дэн О’Рурк Линейные судьи: Стив Миллер Мишель Кормье |
| 8 мин | Штраф           | 14 мин  |              | Судьи: Крис Ли Дэн О’Рурк Линейные судьи: Стив Миллер Мишель Кормье |
| |                 |         |              |                                                                     |
| | 25              | Броски  | 28           |                                                                     |

#### Вашингтон Кэпиталз (С1) — Питтсбург Пингвинз (С2)
В девятый раз в плей-офф встречаются «Вашингтон» и «Питтсбург». Из предыдущих восьми серий плей-офф между этими командами, в семи побеждал «Питтсбург». Последняя встреча состоялась в полуфинале Восточной конференции 2009 года, где в семи матчах сильнее оказались «пингвины». В регулярном чемпионате 2015/2016 команды провели между собой пять матчей, в трёх из которых победу праздновали хоккеисты из Питтсбурга.
«Питтсбург» выиграл серию со счётом 4—2. В первом матче победа досталась «Кэпиталз», благодаря хет-трику Ти Джей Оши. После чего, последовали три победы «Пингвинз» подряд с разницей в одну шайбу и счёт в серии стал 3—1 в пользу пенсильванской команды. В пятом матче победа осталась за «Вашингтоном». К середине второго периода матча № 6, «Питтсбург» вёл в счёте 3:0, однако «столичным» удалось сравнять счет и перевести игру в овертайм. В дополнительное время форвард «Пингвинз» Ник Бонино забил гол и вывел свою команду в финал Восточной конференции.
Несмотря на то, что основной голкипер «Питтсбург Пингвинз» Марк-Андре Флёри восстановился от травмы, тренеры клуба оставили в воротах Мэтта Мюррея, который проводил свой первый сезон в НХЛ. Защитник «Кэпиталз» Брукс Орпик был дисквалифицирован на 3 игры за атаку Олли Мяяття во втором матче серии. Также на одну игру был дисквалифицирован защитник «Пингвинз» Крис Летанг, который в третьем матче серии провёл опасный силовой приём на Маркусе Юханссоне.
| 28 апреля 2016 20:00 | Вашингтон Кэпиталз | 4 : 3 (ОТ) (1:0, 1:2, 1:1, 1:0) | Питтсбург Пингвинз | Верайзон-центр Зрителей: 18 506 |

| Отчёт | Отчёт                      | Отчёт | Отчёт       | Отчёт                                                                |
| --- | -------------------------- | --- | ----------- | -------------------------------------------------------------------- |
| |                            | |             |                                                                      |
| | Брэйден Холтби             | Вратари | Мэтт Мюррей | Судьи: Крис Ли Дэн О’Рурк Линейные судьи: Грэг Деворски Дерек Нансен |
| | Голы:                      | |             | Судьи: Крис Ли Дэн О’Рурк Линейные судьи: Грэг Деворски Дерек Нансен |
| Андре Бураковски — 10:13 (Дж. Чимера, Дж. Карлсон) Ти Джей Оши — 32:10 Ти Джей Оши — 43:23 (А. Овечкин) Ти Джей Оши — 69:33 | 1:0 1:1 1:2 :2 3:2 3:3 4:3 | 30:40 — Бен Лавджой (Н. Бонино, К. Хагелин) 31:37 — Евгений Малкин (К. Кунитц, К. Летанг) 48:42 — Ник Бонино (К. Хагелин, Ф. Кессел) |             | Судьи: Крис Ли Дэн О’Рурк Линейные судьи: Грэг Деворски Дерек Нансен |
| |                            | |             | Судьи: Крис Ли Дэн О’Рурк Линейные судьи: Грэг Деворски Дерек Нансен |
| |                            | |             | Судьи: Крис Ли Дэн О’Рурк Линейные судьи: Грэг Деворски Дерек Нансен |
| |                            | |             | Судьи: Крис Ли Дэн О’Рурк Линейные судьи: Грэг Деворски Дерек Нансен |
| 6 мин | Штраф                      | 10 мин |             | Судьи: Крис Ли Дэн О’Рурк Линейные судьи: Грэг Деворски Дерек Нансен |
| |                            | |             |                                                                      |
| | 35                         | Броски | 45          |                                                                      |

| 30 апреля 2016 20:00 | Вашингтон Кэпиталз | 1 : 2 (0:0, 0:1, 1:1) | Питтсбург Пингвинз | Верайзон-центр Зрителей: 18 506 |

| Отчёт                                                     | Отчёт          | Отчёт                                                                    | Отчёт       | Отчёт                                                                       |
| --------------------------------------------------------- | -------------- | ------------------------------------------------------------------------ | ----------- | --------------------------------------------------------------------------- |
|                                                           |                |                                                                          |             |                                                                             |
|                                                           | Брэйден Холтби | Вратари                                                                  | Мэтт Мюррей | Судьи: Дэн О’Хэллоран Кевин Поллок Линейные судьи: Скотт Черри Джей Шаррерс |
|                                                           | Голы:          |                                                                          |             | Судьи: Дэн О’Хэллоран Кевин Поллок Линейные судьи: Скотт Черри Джей Шаррерс |
| Маркус Юханссон (бол.) — 44:08 (Дж. Карлсон, Е. Кузнецов) | 0:1 :1 1:2     | 27:08 — Карл Хагелин (Н. Бонино) 55:32 — Эрик Фер (Е. Малкин, К. Кунитц) |             | Судьи: Дэн О’Хэллоран Кевин Поллок Линейные судьи: Скотт Черри Джей Шаррерс |
|                                                           |                |                                                                          |             | Судьи: Дэн О’Хэллоран Кевин Поллок Линейные судьи: Скотт Черри Джей Шаррерс |
|                                                           |                |                                                                          |             | Судьи: Дэн О’Хэллоран Кевин Поллок Линейные судьи: Скотт Черри Джей Шаррерс |
|                                                           |                |                                                                          |             | Судьи: Дэн О’Хэллоран Кевин Поллок Линейные судьи: Скотт Черри Джей Шаррерс |
| 12 мин                                                    | Штраф          | 6 мин                                                                    |             | Судьи: Дэн О’Хэллоран Кевин Поллок Линейные судьи: Скотт Черри Джей Шаррерс |
|                                                           |                |                                                                          |             |                                                                             |
|                                                           | 24             | Броски                                                                   | 35          |                                                                             |

| 2 мая 2016 20:00 | Питтсбург Пингвинз | 3 : 2 (2:0, 1:0, 0:2) | Вашингтон Кэпиталз | Консол Энерджи-центр Зрителей: 18 601 |

| Отчёт | Отчёт               | Отчёт                                                                                                  | Отчёт          | Отчёт                                                                      |
| --- | ------------------- | --- | -------------- | -------------------------------------------------------------------------- |
| |                     | |                |                                                                            |
| | Мэтт Мюррей         | Вратари                                                                                                | Брэйден Холтби | Судьи: Фрэнсис Шарон Уэс Макколи Линейные судьи: Брэд Ковачик Брайан Мёрфи |
| | Голы:               | |                | Судьи: Фрэнсис Шарон Уэс Макколи Линейные судьи: Брэд Ковачик Брайан Мёрфи |
| Патрик Хёрнквист — 06:37 (Т. Дэйли, К. Шири) Том Кюнхакль — 07:37 (М. Каллен, К. Летанг) Карл Хагелин — 35:03 (Н. Бонино, Ф. Кессел) | 1:0 2:0 3:0 3:1 3:2 | 48:02 — Александр Овечкин (М. Нисканен, Н. Бекстрём) 59:04 — Джастин Уильямс (А. Овечкин, Дж. Карлсон) |                | Судьи: Фрэнсис Шарон Уэс Макколи Линейные судьи: Брэд Ковачик Брайан Мёрфи |
| |                     | |                | Судьи: Фрэнсис Шарон Уэс Макколи Линейные судьи: Брэд Ковачик Брайан Мёрфи |
| |                     | |                | Судьи: Фрэнсис Шарон Уэс Макколи Линейные судьи: Брэд Ковачик Брайан Мёрфи |
| |                     | |                | Судьи: Фрэнсис Шарон Уэс Макколи Линейные судьи: Брэд Ковачик Брайан Мёрфи |
| 8 мин | Штраф               | 6 мин                                                                                                  |                | Судьи: Фрэнсис Шарон Уэс Макколи Линейные судьи: Брэд Ковачик Брайан Мёрфи |
| |                     | |                |                                                                            |
| | 23                  | Броски                                                                                                 | 49             |                                                                            |

| 4 мая 2016 20:00 | Питтсбург Пингвинз | 3 : 2 (ОТ) (1:1, 1:1, 0:0, 1:0) | Вашингтон Кэпиталз | Консол Энерджи-центр Зрителей: 18 614 |

| Отчёт | Отчёт              | Отчёт                                                                      | Отчёт          | Отчёт                                                                     |
| --- | ------------------ | -------------------------------------------------------------------------- | -------------- | ------------------------------------------------------------------------- |
| |                    |                                                                            |                |                                                                           |
| | Мэтт Мюррей        | Вратари                                                                    | Брэйден Холтби | Судьи: Жан Эбер Келли Сазерленд Линейные судьи: Брэд Ковачик Брайан Мёрфи |
| | Голы:              |                                                                            |                | Судьи: Жан Эбер Келли Сазерленд Линейные судьи: Брэд Ковачик Брайан Мёрфи |
| Тревор Дэйли — 09:16 (П. Хёрнквист, С. Кросби) Мэтт Каллен — 23:07 (Т. Кюнхакль, Б. Дюмулин) Патрик Хёрнквист — 62:34 (К. Шири, Б. Дюмулин) | 0:1 :1 2:1 2:2 3:2 | 02:58 — Джей Бигл (Т. Уилсон, Т. Чорни) 36:19 — Джон Карлсон (Дж. Уильямс) |                | Судьи: Жан Эбер Келли Сазерленд Линейные судьи: Брэд Ковачик Брайан Мёрфи |
| |                    |                                                                            |                | Судьи: Жан Эбер Келли Сазерленд Линейные судьи: Брэд Ковачик Брайан Мёрфи |
| |                    |                                                                            |                | Судьи: Жан Эбер Келли Сазерленд Линейные судьи: Брэд Ковачик Брайан Мёрфи |
| |                    |                                                                            |                | Судьи: Жан Эбер Келли Сазерленд Линейные судьи: Брэд Ковачик Брайан Мёрфи |
| 8 мин | Штраф              | 10 мин                                                                     |                | Судьи: Жан Эбер Келли Сазерленд Линейные судьи: Брэд Ковачик Брайан Мёрфи |
| |                    |                                                                            |                |                                                                           |
| | 33                 | Броски                                                                     | 36             |                                                                           |

| 7 мая 2016 19:15 | Вашингтон Кэпиталз | 3 : 1 (1:1, 2:0, 0:0) | Питтсбург Пингвинз | Верайзон-центр Зрителей: 18 506 |

| Отчёт | Отчёт           | Отчёт                                             | Отчёт       | Отчёт                                                                    |
| --- | --------------- | ------------------------------------------------- | ----------- | ------------------------------------------------------------------------ |
| |                 |                                                   |             |                                                                          |
| | Брэйден Холтби  | Вратари                                           | Мэтт Мюррей | Судьи: Стив Козари Брэд Уотсон Линейные судьи: Стив Бартон Джонни Мюррей |
| | Голы:           |                                                   |             | Судьи: Стив Козари Брэд Уотсон Линейные судьи: Стив Бартон Джонни Мюррей |
| Александр Овечкин (бол.) — 04:04 (Н. Бекстрём, Ти Джей Оши) Ти Джей Оши (бол.) — 24:00 (А. Овечкин, Дж. Карлсон) Джастин Уильямс — 29:58 | 1:0 1:1 2:1 3:1 | 07:08 — Крис Кунитц (бол.) (Ф. Кессел, С. Кросби) |             | Судьи: Стив Козари Брэд Уотсон Линейные судьи: Стив Бартон Джонни Мюррей |
| |                 |                                                   |             | Судьи: Стив Козари Брэд Уотсон Линейные судьи: Стив Бартон Джонни Мюррей |
| |                 |                                                   |             | Судьи: Стив Козари Брэд Уотсон Линейные судьи: Стив Бартон Джонни Мюррей |
| |                 |                                                   |             | Судьи: Стив Козари Брэд Уотсон Линейные судьи: Стив Бартон Джонни Мюррей |
| 6 мин | Штраф           | 12 мин                                            |             | Судьи: Стив Козари Брэд Уотсон Линейные судьи: Стив Бартон Джонни Мюррей |
| |                 |                                                   |             |                                                                          |
| | 19              | Броски                                            | 31          |                                                                          |

| 10 мая 2016 20:00 | Питтсбург Пингвинз | 4 : 3 (ОТ) (1:0, 2:1, 0:2, 1:0) | Вашингтон Кэпиталз | Консол Энерджи-центр Зрителей: 18 650 |

| Отчёт | Отчёт                       | Отчёт | Отчёт          | Отчёт                                                                   |
| --- | --------------------------- | --- | -------------- | ----------------------------------------------------------------------- |
| |                             | |                |                                                                         |
| | Мэтт Мюррей                 | Вратари | Брэйден Холтби | Судьи: Горд Дуайер Эрик Фурлатт Линейные судьи: Дерек Амелл Пьер Расико |
| | Голы:                       | |                | Судьи: Горд Дуайер Эрик Фурлатт Линейные судьи: Дерек Амелл Пьер Расико |
| Фил Кессел — 05:41 (Б. Дюмулин, К. Хагелин) Фил Кессел (бол.) — 27:05 (К. Летанг, К. Кунитц) Карл Хагелин (бол.) — 27:38 (О. Мяяття, Т. Дэйли) Ник Бонино — 66:32 (К. Хагелин, Ф. Кессел) | 1:0 2:0 3:0 3:1 3:2 3:3 4:3 | 38:30 — Ти Джей Оши (бол.) (Н. Бекстрём, А. Овечкин) 47:23 — Джастин Уильямс (Н. Бекстрём) 53:01 — Джон Карлсон (бол.) (А. Овечкин, Дж. Уильямс) |                | Судьи: Горд Дуайер Эрик Фурлатт Линейные судьи: Дерек Амелл Пьер Расико |
| |                             | |                | Судьи: Горд Дуайер Эрик Фурлатт Линейные судьи: Дерек Амелл Пьер Расико |
| |                             | |                | Судьи: Горд Дуайер Эрик Фурлатт Линейные судьи: Дерек Амелл Пьер Расико |
| |                             | |                | Судьи: Горд Дуайер Эрик Фурлатт Линейные судьи: Дерек Амелл Пьер Расико |
| 12 мин | Штраф                       | 6 мин |                | Судьи: Горд Дуайер Эрик Фурлатт Линейные судьи: Дерек Амелл Пьер Расико |
| |                             | |                |                                                                         |
| | 42                          | Броски | 39             |                                                                         |

### Второй раунд плей-офф Западной конференции

#### Даллас Старз (Ц1) — Сент-Луис Блюз (Ц2)
Тринадцатая встреча «Далласа» и «Сент-Луиса» в плей-офф. В предыдущих двенадцати, команды имеют равное количество побед. В последний раз команды встречались в плей-офф в полуфинале Западной конференции 2001 года, в котором «Сент-Луис» победил с «сухим» счётом 4—0. В регулярном чемпионате 2015/2016 «Блюз» выиграли у «Старз» четыре матча из пяти.
«Блюз» выиграли серию в семи матчах. Во всех матчах серии, за исключением игр № 1 и № 3, побеждала гостевая команда. Самыми результативными игроками стали нападающие «Сент-Луиса» Робби Фаббри, Дэвид Бэкес и Трой Брауэр, набравшие по 8 очков. Трой Брауэр стал первым игроком в истории НХЛ, кто провёл восемь 7-матчевых серий плей-офф подряд.
| 29 апреля 2016 20:00 | Даллас Старз | 2 : 1 (0:0, 1:0, 1:1) | Сент-Луис Блюз | Американ Эйрлайнс-центр Зрителей: 18 532 |

| Отчёт                                                                                          | Отчёт         | Отчёт                                              | Отчёт          | Отчёт                                                                     |
| ---------------------------------------------------------------------------------------------- | ------------- | -------------------------------------------------- | -------------- | ------------------------------------------------------------------------- |
|                                                                                                |               |                                                    |                |                                                                           |
|                                                                                                | Кари Лехтонен | Вратари                                            | Брайан Эллиотт | Судьи: Жан Эбер Келли Сазерленд Линейные судьи: Стив Бартон Джонни Мюррей |
|                                                                                                | Голы:         |                                                    |                | Судьи: Жан Эбер Келли Сазерленд Линейные судьи: Стив Бартон Джонни Мюррей |
| Антуан Руссель — 29:36 (Р. Факса, Дж. Клингберг) Радек Факса — 55:16 (А. Гемски, А. Голигоски) | 1:0 1:1 2:1   | 51:32 — Кевин Шаттенкирк (К. Парайко, П. Берглунд) |                | Судьи: Жан Эбер Келли Сазерленд Линейные судьи: Стив Бартон Джонни Мюррей |
|                                                                                                |               |                                                    |                | Судьи: Жан Эбер Келли Сазерленд Линейные судьи: Стив Бартон Джонни Мюррей |
|                                                                                                |               |                                                    |                | Судьи: Жан Эбер Келли Сазерленд Линейные судьи: Стив Бартон Джонни Мюррей |
|                                                                                                |               |                                                    |                | Судьи: Жан Эбер Келли Сазерленд Линейные судьи: Стив Бартон Джонни Мюррей |
| 6 мин                                                                                          | Штраф         | 8 мин                                              |                | Судьи: Жан Эбер Келли Сазерленд Линейные судьи: Стив Бартон Джонни Мюррей |
|                                                                                                |               |                                                    |                |                                                                           |
|                                                                                                | 42            | Броски                                             | 32             |                                                                           |

| 1 мая 2016 15:00 | Даллас Старз | 3 : 4 (ОТ) (1:3, 0:0, 2:0, 0:1) | Сент-Луис Блюз | Американ Эйрлайнс-центр Зрителей: 18 889 |

| Отчёт | Отчёт                                                 | Отчёт | Отчёт          | Отчёт                                                                  |
| --- | ----------------------------------------------------- | --- | -------------- | ---------------------------------------------------------------------- |
| |                                                       | |                |                                                                        |
| | Кари Лехтонен — 00:00-20:00 Антти Ниеми — 20:00-70:58 | Вратари | Брайан Эллиотт | Судьи: Стив Козари Брэд Уотсон Линейные судьи: Дерек Амелл Пьер Расико |
| | Голы:                                                 | |                | Судьи: Стив Козари Брэд Уотсон Линейные судьи: Дерек Амелл Пьер Расико |
| Алекс Голигоски — 03:36 (Дж. Бенн, К. Икин) Маттиас Янмарк — 44:35 (К. Икин, К. Севьюр) Джейми Бенн — 57:24 (К. Икин, К. Расселл) | 1:0 1:1 1:2 1:3 2:3 3:3 3:4                           | 04:11 — Патрик Берглунд (Р. Фаббри, Д. Бэкес) 07:02 — Джоэль Эдмундсон (Т. Брауэр, С. Апшолл) 18:40 — Трой Брауэр (бол.) (К. Шаттенкирк, Р. Фаббри) 70:58 — Дэвид Бэкес (бол.) (А. Стин, К. Шаттенкирк) |                | Судьи: Стив Козари Брэд Уотсон Линейные судьи: Дерек Амелл Пьер Расико |
| |                                                       | |                | Судьи: Стив Козари Брэд Уотсон Линейные судьи: Дерек Амелл Пьер Расико |
| |                                                       | |                | Судьи: Стив Козари Брэд Уотсон Линейные судьи: Дерек Амелл Пьер Расико |
| |                                                       | |                | Судьи: Стив Козари Брэд Уотсон Линейные судьи: Дерек Амелл Пьер Расико |
| 10 мин | Штраф                                                 | 8 мин |                | Судьи: Стив Козари Брэд Уотсон Линейные судьи: Дерек Амелл Пьер Расико |
| |                                                       | |                |                                                                        |
| | 34                                                    | Броски | 25             |                                                                        |

| 3 мая 2016 21:30 | Сент-Луис Блюз | 6 : 1 (2:1, 3:0, 1:0) | Даллас Старз | Скоттрэйд-центр Зрителей: 19 323 |

| Отчёт | Отчёт                      | Отчёт                                         | Отчёт                                                 | Отчёт                                                                     |
| --- | -------------------------- | --------------------------------------------- | ----------------------------------------------------- | ------------------------------------------------------------------------- |
| |                            |                                               |                                                       |                                                                           |
| | Брайан Эллиотт             | Вратари                                       | 00:00-22:34 — Антти Ниеми 22:34-60:00 — Кари Лехтонен | Судьи: Горд Дуайер Эрик Фурлатт Линейные судьи: Мишель Кормье Стив Миллер |
| | Голы:                      |                                               |                                                       | Судьи: Горд Дуайер Эрик Фурлатт Линейные судьи: Мишель Кормье Стив Миллер |
| Александр Стин — 05:41 (П. Штястны, Т. Брауэр) Дэвид Бэкес (бол.) — 16:10 (К. Шаттенкирк, В. Тарасенко) Трой Брауэр — 22:34 (Дж. Боумистер, А. Пьетранджело) Владимир Тарасенко — 23:50 (П. Берглунд, Р. Фаббри) Александр Стин (бол.) — 38:03 (В. Тарасенко, Дж. Шварц) Дэвид Бэкес — 58:06 (К. Гуннарссон) | 0:1 :1 2:1 3:1 4:1 5:1 6:1 | 04:44 — Колтон Севьюр (Дж. Спецца, Дж. Одуйя) |                                                       | Судьи: Горд Дуайер Эрик Фурлатт Линейные судьи: Мишель Кормье Стив Миллер |
| |                            |                                               |                                                       | Судьи: Горд Дуайер Эрик Фурлатт Линейные судьи: Мишель Кормье Стив Миллер |
| |                            |                                               |                                                       | Судьи: Горд Дуайер Эрик Фурлатт Линейные судьи: Мишель Кормье Стив Миллер |
| |                            |                                               |                                                       | Судьи: Горд Дуайер Эрик Фурлатт Линейные судьи: Мишель Кормье Стив Миллер |
| 15 мин | Штраф                      | 21 мин                                        |                                                       | Судьи: Горд Дуайер Эрик Фурлатт Линейные судьи: Мишель Кормье Стив Миллер |
| |                            |                                               |                                                       |                                                                           |
| | 39                         | Броски                                        | 26                                                    |                                                                           |

| 5 мая 2016 20:00 | Сент-Луис Блюз | 2 : 3 (ОТ) (1:0, 1:2, 0:0, 0:1) | Даллас Старз | Скоттрэйд-центр Зрителей: 19 770 |

| Отчёт | Отчёт              | Отчёт | Отчёт         | Отчёт                                                                |
| --- | ------------------ | --- | ------------- | -------------------------------------------------------------------- |
| |                    | |               |                                                                      |
| | Брайан Эллиотт     | Вратари | Кари Лехтонен | Судьи: Крис Ли Дэн О’Рурк Линейные судьи: Грэг Деворски Дерек Нансен |
| | Голы:              | |               | Судьи: Крис Ли Дэн О’Рурк Линейные судьи: Грэг Деворски Дерек Нансен |
| Владимир Тарасенко — 10:17 (Дж. Шварц, К. Гуннарссон) Пол Штястны (бол.) — 33:06 (В. Тарасенко, А. Стин) | 1:0 1:1 1:2 :2 2:3 | 24:05 — Радек Факса 25:14 — Патрик Шарп (бол.) (Дж. Бенн, Дж. Спецца) 62:58 — Коди Икин (П. Шарп, Дж. Бенн) |               | Судьи: Крис Ли Дэн О’Рурк Линейные судьи: Грэг Деворски Дерек Нансен |
| |                    | |               | Судьи: Крис Ли Дэн О’Рурк Линейные судьи: Грэг Деворски Дерек Нансен |
| |                    | |               | Судьи: Крис Ли Дэн О’Рурк Линейные судьи: Грэг Деворски Дерек Нансен |
| |                    | |               | Судьи: Крис Ли Дэн О’Рурк Линейные судьи: Грэг Деворски Дерек Нансен |
| 8 мин | Штраф              | 8 мин |               | Судьи: Крис Ли Дэн О’Рурк Линейные судьи: Грэг Деворски Дерек Нансен |
| |                    | |               |                                                                      |
| | 26                 | Броски | 28            |                                                                      |

| 7 мая 2016 13:00 | Даллас Старз | 1 : 4 (1:1, 0:2, 0:1) | Сент-Луис Блюз | Американ Эйрлайнс-центр Зрителей: 18 754 |

| Отчёт                                            | Отчёт              | Отчёт | Отчёт          | Отчёт                                                                       |
| ------------------------------------------------ | ------------------ | --- | -------------- | --------------------------------------------------------------------------- |
|                                                  |                    | |                |                                                                             |
|                                                  | Кари Лехтонен      | Вратари | Брайан Эллиотт | Судьи: Дэн О’Хэллоран Кевин Поллок Линейные судьи: Скотт Черри Джей Шаррерс |
|                                                  | Голы:              | |                | Судьи: Дэн О’Хэллоран Кевин Поллок Линейные судьи: Скотт Черри Джей Шаррерс |
| Алекс Голигоски — 10:58 (В. Фиддлер, Дж. Спецца) | 0:1 :1 1:2 1:3 1:4 | 06:00 — Робби Фаббри (К. Шаттенкирк) 30:31 — Дмитрий Яшкин (Дж. Боумистер, С. Апшолл) 37:42 — Трой Брауэр (П. Штястны, Р. Фаббри) 58:20 — Пол Штястны (п.в.) (Дж. Шварц, Д. Бэкес) |                | Судьи: Дэн О’Хэллоран Кевин Поллок Линейные судьи: Скотт Черри Джей Шаррерс |
|                                                  |                    | |                | Судьи: Дэн О’Хэллоран Кевин Поллок Линейные судьи: Скотт Черри Джей Шаррерс |
|                                                  |                    | |                | Судьи: Дэн О’Хэллоран Кевин Поллок Линейные судьи: Скотт Черри Джей Шаррерс |
|                                                  |                    | |                | Судьи: Дэн О’Хэллоран Кевин Поллок Линейные судьи: Скотт Черри Джей Шаррерс |
| 4 мин                                            | Штраф              | 6 мин |                | Судьи: Дэн О’Хэллоран Кевин Поллок Линейные судьи: Скотт Черри Джей Шаррерс |
|                                                  |                    | |                |                                                                             |
|                                                  | 28                 | Броски | 22             |                                                                             |

| 9 мая 2016 20:00 | Сент-Луис Блюз | 2 : 3 (0:3, 1:0, 1:0) | Даллас Старз | Скоттрэйд-центр Зрителей: 19 808 |

| Отчёт                                                                                             | Отчёт                                                  | Отчёт | Отчёт         | Отчёт                                                                       |
| ------------------------------------------------------------------------------------------------- | ------------------------------------------------------ | --- | ------------- | --------------------------------------------------------------------------- |
|                                                                                                   |                                                        | |               |                                                                             |
|                                                                                                   | Брайан Эллиотт — 00:00-16:49 Джейк Аллен — 16:49-60:00 | Вратари | Кари Лехтонен | Судьи: Фрэнсис Шаррон Уэс Макколи Линейные судьи: Стив Бартон Джонни Мюррей |
|                                                                                                   | Голы:                                                  | |               | Судьи: Фрэнсис Шаррон Уэс Макколи Линейные судьи: Стив Бартон Джонни Мюррей |
| Александр Стин — 27:29 (Р. Бортуццо, В. Тарасенко) Патрик Берглунд — 48:59 (Й. Лехтеря, Д. Бэкес) | 0:1 0:2 0:3 1:3 2:3                                    | 04:53 — Маттиас Янмарк (В. Ничушкин) 05:13 — Вернон Фиддлер (К. Севьюр, К. Расселл) 16:49 — Джейсон Спецца (бол.) (К. Севьюр, Дж. Бенн) |               | Судьи: Фрэнсис Шаррон Уэс Макколи Линейные судьи: Стив Бартон Джонни Мюррей |
|                                                                                                   |                                                        | |               | Судьи: Фрэнсис Шаррон Уэс Макколи Линейные судьи: Стив Бартон Джонни Мюррей |
|                                                                                                   |                                                        | |               | Судьи: Фрэнсис Шаррон Уэс Макколи Линейные судьи: Стив Бартон Джонни Мюррей |
|                                                                                                   |                                                        | |               | Судьи: Фрэнсис Шаррон Уэс Макколи Линейные судьи: Стив Бартон Джонни Мюррей |
| 2 мин                                                                                             | Штраф                                                  | 4 мин |               | Судьи: Фрэнсис Шаррон Уэс Макколи Линейные судьи: Стив Бартон Джонни Мюррей |
|                                                                                                   |                                                        | |               |                                                                             |
|                                                                                                   | 37                                                     | Броски | 14            |                                                                             |

| 11 мая 2016 20:00 | Даллас Старз | 1 : 6 (0:3, 0:2, 1:1) | Сент-Луис Блюз | Американ Эйрлайнс-центр Зрителей: 18 532 |

| Отчёт                                        | Отчёт                                                 | Отчёт | Отчёт          | Отчёт                                                                           |
| -------------------------------------------- | ----------------------------------------------------- | --- | -------------- | ------------------------------------------------------------------------------- |
|                                              |                                                       | |                |                                                                                 |
|                                              | Кари Лехтонен — 00:00-20:00 Антти Ниеми — 20:00-60:00 | Вратари | Брайан Эллиотт | Судьи: Дэн О’Хэллоран Келли Сазерленд Линейные судьи: Брэд Ковачик Брайан Мёрфи |
|                                              | Голы:                                                 | |                | Судьи: Дэн О’Хэллоран Келли Сазерленд Линейные судьи: Брэд Ковачик Брайан Мёрфи |
| Патрик Ивз — 45:15 (А. Голигоски, Дж. Одуйя) | 0:1 0:2 0:3 0:4 0:5 1:5 1:6                           | 05:23 — Робби Фаббри (бол.) (Т. Брауэр, П. Штястны) 18:22 — Пол Штястны (Т. Брауэр, Р. Фаббри) 19:56 — Патрик Берглунд (Й. Лехтеря, Д. Бэкес) 23:50 — Дэвид Бэкес (П. Берглунд, К. Парайко) 35:06 — Трой Брауэр (Р. Фаббри, П. Штястны) 55:20 — Владимир Тарасенко (п.в.) (Дж. Шварц, К. Шаттенкирк) |                | Судьи: Дэн О’Хэллоран Келли Сазерленд Линейные судьи: Брэд Ковачик Брайан Мёрфи |
|                                              |                                                       | |                | Судьи: Дэн О’Хэллоран Келли Сазерленд Линейные судьи: Брэд Ковачик Брайан Мёрфи |
|                                              |                                                       | |                | Судьи: Дэн О’Хэллоран Келли Сазерленд Линейные судьи: Брэд Ковачик Брайан Мёрфи |
|                                              |                                                       | |                | Судьи: Дэн О’Хэллоран Келли Сазерленд Линейные судьи: Брэд Ковачик Брайан Мёрфи |
| 4 мин                                        | Штраф                                                 | 6 мин |                | Судьи: Дэн О’Хэллоран Келли Сазерленд Линейные судьи: Брэд Ковачик Брайан Мёрфи |
|                                              |                                                       | |                |                                                                                 |
|                                              | 32                                                    | Броски | 19             |                                                                                 |

#### Сан-Хосе Шаркс (Т3) — Нэшвилл Предаторз (УК1)
Третья встреча этих двух команд в плей-офф. Обе предыдущие встречи выиграл «Сан-Хосе», последнюю из которых в четвертьфинале Западной конференции 2007 года в пяти матчах. «Нэшвилл» выиграл у «Сан-Хосе» две из трёх встреч в регулярном чемпионате 2015/2016 годов.
«Сан-Хосе» выиграл серию в семи матчах. Самым результативным игроком серии стал нападающий «Шаркс» Логан Кутюр, который в семи матчах набрал 11 (7+4) очков. За всю серию ни одной из команд не удалось одержать победу на выезде. Голкипер «акул» Мартин Джонс, в седьмом матче серии одержал свою первую в карьере «сухую» победу в рамках розыгрыша Кубка Стэнли. Также Джонс стал первым в истории клуба вратарём, кто сделал шатаут в 7-м матче плей-офф.
| 29 апреля 2016 22:30 | Сан-Хосе Шаркс | 5 : 2 (0:0, 0:1, 5:1) | Нэшвилл Предаторз | SAP-центр в Сан-Хосе Зрителей: 17 026 |

| Отчёт | Отчёт                      | Отчёт                                                                                             | Отчёт       | Отчёт                                                                    |
| --- | -------------------------- | ------------------------------------------------------------------------------------------------- | ----------- | ------------------------------------------------------------------------ |
| |                            |                                                                                                   |             |                                                                          |
| | Мартин Джонс               | Вратари                                                                                           | Пекка Ринне | Судьи: Стив Козари Брэд Уотсон Линейные судьи: Мишель Кормье Стив Миллер |
| | Голы:                      |                                                                                                   |             | Судьи: Стив Козари Брэд Уотсон Линейные судьи: Мишель Кормье Стив Миллер |
| Томаш Гертл (бол.) — 42:37 (Дж. Уорд, М.-Э. Власик) Джоэль Уорд — 51:49 (Й. Донской, Б. Бёрнс) Логан Кутюр (бол.) — 55:40 (Дж. Павелски, Б. Бёрнс) Логан Кутюр (п.в.) — 58:31 Томми Уинглз (п.в.) — 59:10 | 0:1 :1 2:1 3:1 3:2 4:2 5:2 | 24:33 — Майк Фишер (бол.) (Р. Джохансен, М. Экхольм) 58:11 — Райан Джохансен (Р. Йоси, К. Уилсон) |             | Судьи: Стив Козари Брэд Уотсон Линейные судьи: Мишель Кормье Стив Миллер |
| |                            |                                                                                                   |             | Судьи: Стив Козари Брэд Уотсон Линейные судьи: Мишель Кормье Стив Миллер |
| |                            |                                                                                                   |             | Судьи: Стив Козари Брэд Уотсон Линейные судьи: Мишель Кормье Стив Миллер |
| |                            |                                                                                                   |             | Судьи: Стив Козари Брэд Уотсон Линейные судьи: Мишель Кормье Стив Миллер |
| 8 мин | Штраф                      | 24 мин                                                                                            |             | Судьи: Стив Козари Брэд Уотсон Линейные судьи: Мишель Кормье Стив Миллер |
| |                            |                                                                                                   |             |                                                                          |
| | 38                         | Броски                                                                                            | 31          |                                                                          |

| 1 мая 2016 20:00 | Сан-Хосе Шаркс | 3 : 2 (0:0, 1:0, 2:2) | Нэшвилл Предаторз | SAP-центр в Сан-Хосе Зрителей: 17 562 |

| Отчёт | Отчёт               | Отчёт                                                                                    | Отчёт       | Отчёт                                                               |
| --- | ------------------- | ---------------------------------------------------------------------------------------- | ----------- | ------------------------------------------------------------------- |
| |                     |                                                                                          |             |                                                                     |
| | Мартин Джонс        | Вратари                                                                                  | Пекка Ринне | Судьи: Крис Ли Дэн О’Рурк Линейные судьи: Мишель Кормье Стив Миллер |
| | Голы:               |                                                                                          |             | Судьи: Крис Ли Дэн О’Рурк Линейные судьи: Мишель Кормье Стив Миллер |
| Логан Кутюр (бол.) — 38:36 (Дж. Павелски, Б. Бёрнс) Джо Павелски — 57:20 (М. Ньето, Дж. Торнтон) Джо Торнтон (п.в.) — 59:04 (Л. Кутюр, Дж. Павелски) | 1:0 1:1 2:1 3:1 3:2 | 52:56 — Маттиас Экхольм (К. Уилсон, Р. Йоси) 59:56 — Райан Джохансен (Р. Йоси, М. Фишер) |             | Судьи: Крис Ли Дэн О’Рурк Линейные судьи: Мишель Кормье Стив Миллер |
| |                     |                                                                                          |             | Судьи: Крис Ли Дэн О’Рурк Линейные судьи: Мишель Кормье Стив Миллер |
| |                     |                                                                                          |             | Судьи: Крис Ли Дэн О’Рурк Линейные судьи: Мишель Кормье Стив Миллер |
| |                     |                                                                                          |             | Судьи: Крис Ли Дэн О’Рурк Линейные судьи: Мишель Кормье Стив Миллер |
| 6 мин | Штраф               | 4 мин                                                                                    |             | Судьи: Крис Ли Дэн О’Рурк Линейные судьи: Мишель Кормье Стив Миллер |
| |                     |                                                                                          |             |                                                                     |
| | 25                  | Броски                                                                                   | 39          |                                                                     |

| 3 мая 2016 21:00 | Нэшвилл Предаторз | 4 : 1 (0:1, 2:0, 2:0) | Сан-Хосе Шаркс | Бриджстоун-арена Зрителей: 17 163 |

| Отчёт | Отчёт              | Отчёт                                         | Отчёт        | Отчёт                                                                      |
| --- | ------------------ | --------------------------------------------- | ------------ | -------------------------------------------------------------------------- |
| |                    |                                               |              |                                                                            |
| | Пекка Ринне        | Вратари                                       | Мартин Джонс | Судьи: Дэн О’Хэллоран Кевин Поллок Линейные судьи: Дерек Амелл Пьер Расико |
| | Голы:              |                                               |              | Судьи: Дэн О’Хэллоран Кевин Поллок Линейные судьи: Дерек Амелл Пьер Расико |
| Джеймс Нил (бол.) — 25:11 (М. Экхольм, Р. Джохансен) Ши Уэбер — 34:44 Колин Уилсон — 46:55 (Р. Эллис, М. Фишер) Филип Форсберг (бол.) — 55:49 (Р. Йоси, Ш. Уэбер) | 0:1 :1 2:1 3:1 4:1 | 13:13 — Патрик Марло (Т. Гертл, М.-Э. Власик) |              | Судьи: Дэн О’Хэллоран Кевин Поллок Линейные судьи: Дерек Амелл Пьер Расико |
| |                    |                                               |              | Судьи: Дэн О’Хэллоран Кевин Поллок Линейные судьи: Дерек Амелл Пьер Расико |
| |                    |                                               |              | Судьи: Дэн О’Хэллоран Кевин Поллок Линейные судьи: Дерек Амелл Пьер Расико |
| |                    |                                               |              | Судьи: Дэн О’Хэллоран Кевин Поллок Линейные судьи: Дерек Амелл Пьер Расико |
| 12 мин | Штраф              | 14 мин                                        |              | Судьи: Дэн О’Хэллоран Кевин Поллок Линейные судьи: Дерек Амелл Пьер Расико |
| |                    |                                               |              |                                                                            |
| | 25                 | Броски                                        | 27           |                                                                            |

| 5 мая 2016 21:00 | Нэшвилл Предаторз | 4 : 3 (3ОТ) (2:1, 0:1, 1:1, 0:0, 0:0, 1:0) | Сан-Хосе Шаркс | Бриджстоун-арена Зрителей: 17 188 |

| Отчёт | Отчёт                      | Отчёт | Отчёт        | Отчёт                                                                   |
| --- | -------------------------- | --- | ------------ | ----------------------------------------------------------------------- |
| |                            | |              |                                                                         |
| | Пекка Ринне                | Вратари | Мартин Джонс | Судьи: Горд Дуайер Эрик Фурлатт Линейные судьи: Дерек Амелл Пьер Расико |
| | Голы:                      | |              | Судьи: Горд Дуайер Эрик Фурлатт Линейные судьи: Дерек Амелл Пьер Расико |
| Колин Уилсон — 00:41 (М. Экхольм, Р. Эллис) Майк Фишер — 09:50 (Дж. Нил, Р. Йоси) Джеймс Нил — 55:39 (Р. Эллис, К. Уилсон) Майк Фишер — 111:12 (М. Экхольм, К. Уилсон) | 1:0 1:1 2:1 2:2 2:3 :3 4:3 | 03:8 — Брент Бёрнс (Л. Кутюр, П. Мартин) 34:09 — Йоонас Донской (М.-Э. Власик, П. Мартин) 46:48 — Брент Бёрнс (бол.) (Л. Кутюр, Дж. Торнтон) |              | Судьи: Горд Дуайер Эрик Фурлатт Линейные судьи: Дерек Амелл Пьер Расико |
| |                            | |              | Судьи: Горд Дуайер Эрик Фурлатт Линейные судьи: Дерек Амелл Пьер Расико |
| |                            | |              | Судьи: Горд Дуайер Эрик Фурлатт Линейные судьи: Дерек Амелл Пьер Расико |
| |                            | |              | Судьи: Горд Дуайер Эрик Фурлатт Линейные судьи: Дерек Амелл Пьер Расико |
| 12 мин | Штраф                      | 12 мин |              | Судьи: Горд Дуайер Эрик Фурлатт Линейные судьи: Дерек Амелл Пьер Расико |
| |                            | |              |                                                                         |
| | 44                         | Броски | 43           |                                                                         |

| 7 мая 2016 22:00 | Сан-Хосе Шаркс | 5 : 1 (2:1, 2:0, 1:0) | Нэшвилл Предаторз | SAP-центр в Сан-Хосе Зрителей: 17 562 |

| Отчёт | Отчёт                   | Отчёт                                   | Отчёт                                                 | Отчёт                                                                        |
| --- | ----------------------- | --------------------------------------- | ----------------------------------------------------- | ---------------------------------------------------------------------------- |
| |                         |                                         |                                                       |                                                                              |
| | Мартин Джонс            | Вратари                                 | 00:00-56:59 — Пекка Ринне 56:59-60:00 — Картер Хаттон | Судьи: Фрэнсис Шаррон Уэс Макколи Линейные судьи: Грэг Деворски Дерек Нансен |
| | Голы:                   |                                         |                                                       | Судьи: Фрэнсис Шаррон Уэс Макколи Линейные судьи: Грэг Деворски Дерек Нансен |
| Патрик Марло — 10:47 (Й. Донской) Джо Павелски — 17:21 (Дж. Торнтон, М.-Э. Власик) Логан Кутюр — 20:35 (Й. Донской, Дж. Браун) Джо Павелски (бол.) — 39:22 (П. Марло, Дж. Торнтон) Мелкер Карлссон — 59:10 (К. Тирни, Дж. Браун) | 1:0 1:1 2:1 3:1 4:1 5:1 | 15:40 — Майк Фишер (Дж. Нил, К. Уилсон) |                                                       | Судьи: Фрэнсис Шаррон Уэс Макколи Линейные судьи: Грэг Деворски Дерек Нансен |
| |                         |                                         |                                                       | Судьи: Фрэнсис Шаррон Уэс Макколи Линейные судьи: Грэг Деворски Дерек Нансен |
| |                         |                                         |                                                       | Судьи: Фрэнсис Шаррон Уэс Макколи Линейные судьи: Грэг Деворски Дерек Нансен |
| |                         |                                         |                                                       | Судьи: Фрэнсис Шаррон Уэс Макколи Линейные судьи: Грэг Деворски Дерек Нансен |
| 8 мин | Штраф                   | 28 мин                                  |                                                       | Судьи: Фрэнсис Шаррон Уэс Макколи Линейные судьи: Грэг Деворски Дерек Нансен |
| |                         |                                         |                                                       |                                                                              |
| | 29                      | Броски                                  | 25                                                    |                                                                              |

| 9 мая 2016 21:00 | Нэшвилл Предаторз | 4 : 3 (ОТ) (1:2, 1:0, 1:1, 1:0) | Сан-Хосе Шаркс | Бриджстоун-арена Зрителей: 17 292 |

| Отчёт | Отчёт                      | Отчёт | Отчёт        | Отчёт                                                                    |
| --- | -------------------------- | --- | ------------ | ------------------------------------------------------------------------ |
| |                            | |              |                                                                          |
| | Пекка Ринне                | Вратари | Мартин Джонс | Судьи: Жан Эбер Келли Сазерленд Линейные судьи: Скотт Черри Джей Шаррерс |
| | Голы:                      | |              | Судьи: Жан Эбер Келли Сазерленд Линейные судьи: Скотт Черри Джей Шаррерс |
| Роман Йоси — 15:27 Райан Джохансен — 21:25 (Р. Эллис) Колин Уилсон — 52:44 (Дж. Нил, М. Рибейро) Виктор Арвидссон — 62:03 | 0:1 0:2 1:2 2:2 2:3 :3 4:3 | 09:55 — Крис Тирни (М.-Э. Власик, Т. Гертл) 11:51 — Крис Тирни (М. Ньето, Б. Бёрнс) 50:04 — Логан Кутюр (бол.) (Б. Бёрнс, Дж. Торнтон) |              | Судьи: Жан Эбер Келли Сазерленд Линейные судьи: Скотт Черри Джей Шаррерс |
| |                            | |              | Судьи: Жан Эбер Келли Сазерленд Линейные судьи: Скотт Черри Джей Шаррерс |
| |                            | |              | Судьи: Жан Эбер Келли Сазерленд Линейные судьи: Скотт Черри Джей Шаррерс |
| |                            | |              | Судьи: Жан Эбер Келли Сазерленд Линейные судьи: Скотт Черри Джей Шаррерс |
| 4 мин | Штраф                      | 4 мин |              | Судьи: Жан Эбер Келли Сазерленд Линейные судьи: Скотт Черри Джей Шаррерс |
| |                            | |              |                                                                          |
| | 32                         | Броски | 18           |                                                                          |

| 12 мая 2016 21:00 | Сан-Хосе Шаркс | 5 : 0 (2:0, 1:0, 2:0) | Нэшвилл Предаторз | SAP-центр в Сан-Хосе Зрителей: 17 562 |

| Отчёт | Отчёт               | Отчёт   | Отчёт                                                 | Отчёт                                                                   |
| --- | ------------------- | ------- | ----------------------------------------------------- | ----------------------------------------------------------------------- |
| |                     |         |                                                       |                                                                         |
| | Мартин Джонс        | Вратари | 00:00-43:54 — Пекка Ринне 43:54-60:00 — Картер Хаттон | Судьи: Дэн О’Рурк Брэд Уотсон Линейные судьи: Стив Миллер Мишель Кормье |
| | Голы:               |         |                                                       | Судьи: Дэн О’Рурк Брэд Уотсон Линейные судьи: Стив Миллер Мишель Кормье |
| Джо Павелски (бол.) — 09:02 (П. Марло, Дж. Торнтон) Джоэл Уорд — 16:51 (М. Карлссон, М.-Э. Власик) Логан Кутюр — 20:36 Джо Торнтон (бол.) — 40:32 (Л. Кутюр) Патрик Марло — 43:54 (Л. Кутюр, Й. Донской) | 1:0 2:0 3:0 4:0 5:0 |         |                                                       | Судьи: Дэн О’Рурк Брэд Уотсон Линейные судьи: Стив Миллер Мишель Кормье |
| |                     |         |                                                       | Судьи: Дэн О’Рурк Брэд Уотсон Линейные судьи: Стив Миллер Мишель Кормье |
| |                     |         |                                                       | Судьи: Дэн О’Рурк Брэд Уотсон Линейные судьи: Стив Миллер Мишель Кормье |
| |                     |         |                                                       | Судьи: Дэн О’Рурк Брэд Уотсон Линейные судьи: Стив Миллер Мишель Кормье |
| 2 мин | Штраф               | 6 мин   |                                                       | Судьи: Дэн О’Рурк Брэд Уотсон Линейные судьи: Стив Миллер Мишель Кормье |
| |                     |         |                                                       |                                                                         |
| | 27                  | Броски  | 20                                                    |                                                                         |

## Финалы конференций
Начало матчей указано по Североамериканскому восточному времени (UTC-4).

### Финал Восточной конференции

#### Питтсбург Пингвинз (С2) — Тампа-Бэй Лайтнинг (А2)
Вторая встреча этих двух команд в плей-офф. Предыдущая состоялась на стадии четвертьфинала Восточной конференции 2011, в котором победила «Тампа» в семи матчах, отыгравшись со счёта 1—3 в серии. В регулярном чемпионате 2015/2016 «Тампа-Бэй Лайтнинг» выиграла все три матча у «Питтсбург Пингвинз».
В 7-матчевой серии сильнее оказались хоккеисты «Питтсбурга». В середине 1-го периода матча № 1 травму получил основной вратарь «Лайтнинг» Бен Бишоп и в серии больше не появлялся. В воротах его заменил Андрей Василевский. Перед стартом второго матча в строй после травмы вернулся защитник «Тампы» Антон Строльман. В пятом матче место в воротах «Питтсбурга» занял Марк-Андре Флёри, однако после поражения, в следующих матчах ворота защищал Мэтт Мюррей. На седьмой, решающий матч на лёд вышел капитан «Тампы» Стивен Стэмкос, который не играл с 1 апреля 2016 года, когда у него был обнаружен тромб. Самым результативным игроком серии стал нападающий «молний» Никита Кучеров, который в семи матчах набрал 7 (2+5) очков.
| 13 мая 2016 20:00 | Питтсбург Пингвинз | 1 : 3 (0:1, 1:2, 0:0) | Тампа-Бэй Лайтнинг | Консол Энерджи-центр Зрителей: 18 554 |

| Отчёт                                                  | Отчёт           | Отчёт | Отчёт                                                    | Отчёт                                                                         |
| ------------------------------------------------------ | --------------- | --- | -------------------------------------------------------- | ----------------------------------------------------------------------------- |
|                                                        |                 | |                                                          |                                                                               |
|                                                        | Мэтт Мюррей     | Вратари | 00:00-12:25 — Бен Бишоп 12:25-60:00 — Андрей Василевский | Судьи: Фрэнсис Шаррон Уэс Макколи Линейные судьи: Грэг Деворски Джонни Мюррей |
|                                                        | Голы:           | |                                                          | Судьи: Фрэнсис Шаррон Уэс Макколи Линейные судьи: Грэг Деворски Джонни Мюррей |
| Патрик Хёрнквист (бол.) — 39:05 (С. Кросби, Ф. Кессел) | 0:1 0:2 0:3 1:3 | 18:46 — Алекс Киллорн (В. Хедман) 22:33 — Ондржей Палат (бол.) (В. Филппула, Дж. Гаррисон) 38:25 — Джонатан Друэн (О. Палат, В. Филппула) |                                                          | Судьи: Фрэнсис Шаррон Уэс Макколи Линейные судьи: Грэг Деворски Джонни Мюррей |
|                                                        |                 | |                                                          | Судьи: Фрэнсис Шаррон Уэс Макколи Линейные судьи: Грэг Деворски Джонни Мюррей |
|                                                        |                 | |                                                          | Судьи: Фрэнсис Шаррон Уэс Макколи Линейные судьи: Грэг Деворски Джонни Мюррей |
|                                                        |                 | |                                                          | Судьи: Фрэнсис Шаррон Уэс Макколи Линейные судьи: Грэг Деворски Джонни Мюррей |
| 6 мин                                                  | Штраф           | 11 мин |                                                          | Судьи: Фрэнсис Шаррон Уэс Макколи Линейные судьи: Грэг Деворски Джонни Мюррей |
|                                                        |                 | |                                                          |                                                                               |
|                                                        | 35              | Броски | 20                                                       |                                                                               |

| 16 мая 2016 20:00 | Питтсбург Пингвинз | 3 : 2 (ОТ) (2:2, 0:0, 0:0, 1:0) | Тампа-Бэй Лайтнинг | Консол Энерджи-центр Зрителей: 18 534 |

| Отчёт | Отчёт               | Отчёт                                                                                            | Отчёт              | Отчёт                                                                       |
| --- | ------------------- | ------------------------------------------------------------------------------------------------ | ------------------ | --------------------------------------------------------------------------- |
| |                     |                                                                                                  |                    |                                                                             |
| | Мэтт Мюррей         | Вратари                                                                                          | Андрей Василевский | Судьи: Горд Дуайер Дэн О’Хэллоран Линейные судьи: Мишель Кормье Стив Миллер |
| | Голы:               |                                                                                                  |                    | Судьи: Горд Дуайер Дэн О’Хэллоран Линейные судьи: Мишель Кормье Стив Миллер |
| Мэтт Каллен — 04:32 (Э. Фер, Т. Кюнхакль) Фил Кессел — 09:37 (Н. Бонино, К. Хагелин) Сидни Кросби — 60:40 (Б. Раст, Б. Дюмулин) | 1:0 2:0 2:1 2:2 3:2 | 16:37 — Антон Строльман (Ж. Маршессо, В. Хедман) 19:10 — Джонатан Друэн (Джей Ти Браун, М. Карл) |                    | Судьи: Горд Дуайер Дэн О’Хэллоран Линейные судьи: Мишель Кормье Стив Миллер |
| |                     |                                                                                                  |                    | Судьи: Горд Дуайер Дэн О’Хэллоран Линейные судьи: Мишель Кормье Стив Миллер |
| |                     |                                                                                                  |                    | Судьи: Горд Дуайер Дэн О’Хэллоран Линейные судьи: Мишель Кормье Стив Миллер |
| |                     |                                                                                                  |                    | Судьи: Горд Дуайер Дэн О’Хэллоран Линейные судьи: Мишель Кормье Стив Миллер |
| 2 мин | Штраф               | 4 мин                                                                                            |                    | Судьи: Горд Дуайер Дэн О’Хэллоран Линейные судьи: Мишель Кормье Стив Миллер |
| |                     |                                                                                                  |                    |                                                                             |
| | 41                  | Броски                                                                                           | 21                 |                                                                             |

| 18 мая 2016 20:00 | Тампа-Бэй Лайтнинг | 2 : 4 (0:0, 0:1, 2:3) | Питтсбург Пингвинз | Амали-арена Зрителей: 19 092 |

| Отчёт                                                                                     | Отчёт                   | Отчёт | Отчёт       | Отчёт                                                                       |
| ----------------------------------------------------------------------------------------- | ----------------------- | --- | ----------- | --------------------------------------------------------------------------- |
|                                                                                           |                         | |             |                                                                             |
|                                                                                           | Андрей Василевский      | Вратари | Мэтт Мюррей | Судьи: Эрик Фурлатт Келли Сазерленд Линейные судьи: Дерек Амелл Пьер Расико |
|                                                                                           | Голы:                   | |             | Судьи: Эрик Фурлатт Келли Сазерленд Линейные судьи: Дерек Амелл Пьер Расико |
| Тайлер Джонсон — 45:30 (Н. Кучеров, О. Палат) Ондржей Палат — 58:16 (Н. Кучеров, М. Карл) | 0:1 0:2 1:2 1:3 1:4 2:4 | 39:50 — Карл Хагелин (Ф. Кессел) 45:16 — Фил Кессел (Н. Бонино, К. Хагелин) 50:50 — Сидни Кросби (бол.) (Е. Малкин, Дж. Шульц) 53:12 — Крис Кунитц |             | Судьи: Эрик Фурлатт Келли Сазерленд Линейные судьи: Дерек Амелл Пьер Расико |
|                                                                                           |                         | |             | Судьи: Эрик Фурлатт Келли Сазерленд Линейные судьи: Дерек Амелл Пьер Расико |
|                                                                                           |                         | |             | Судьи: Эрик Фурлатт Келли Сазерленд Линейные судьи: Дерек Амелл Пьер Расико |
|                                                                                           |                         | |             | Судьи: Эрик Фурлатт Келли Сазерленд Линейные судьи: Дерек Амелл Пьер Расико |
| 20 мин                                                                                    | Штраф                   | 6 мин |             | Судьи: Эрик Фурлатт Келли Сазерленд Линейные судьи: Дерек Амелл Пьер Расико |
|                                                                                           |                         | |             |                                                                             |
|                                                                                           | 28                      | Броски | 48          |                                                                             |

| 20 мая 2016 20:00 | Тампа-Бэй Лайтнинг | 4 : 3 (2:0, 2:0, 0:3) | Питтсбург Пингвинз | Амали-арена Зрителей: 19 092 |

| Отчёт | Отчёт                       | Отчёт | Отчёт                                                    | Отчёт                                                                   |
| --- | --------------------------- | --- | -------------------------------------------------------- | ----------------------------------------------------------------------- |
| |                             | |                                                          |                                                                         |
| | Андрей Василевский          | Вратари | 00:00-40:00 — Мэтт Мюррей 40:00-60:00 — Марк-Андре Флёри | Судьи: Дэн О’Рурк Брэд Уотсон Линейные судьи: Брэд Ковачик Брайан Мёрфи |
| | Голы:                       | |                                                          | Судьи: Дэн О’Рурк Брэд Уотсон Линейные судьи: Брэд Ковачик Брайан Мёрфи |
| Райан Кэллахан — 00:27 (В. Хедман, Джей Ти Браун) Андрей Шустр — 14:28 (Н. Кучеров, А. Киллорн) Джонатан Друэн (бол.) — 34:38 (О. Палат, В. Хедман) Тайлер Джонсон — 37:48 (Н. Кучеров, А. Киллорн) | 1:0 2:0 3:0 4:0 4:1 4:2 4:3 | 41:18 — Фил Кессел (Н. Бонино, Б. Дюмулин) 51:13 — Евгений Малкин (И. Коул) 53:08 — Крис Кунитц (бол.) (Дж. Шульц, К. Шири) |                                                          | Судьи: Дэн О’Рурк Брэд Уотсон Линейные судьи: Брэд Ковачик Брайан Мёрфи |
| |                             | |                                                          | Судьи: Дэн О’Рурк Брэд Уотсон Линейные судьи: Брэд Ковачик Брайан Мёрфи |
| |                             | |                                                          | Судьи: Дэн О’Рурк Брэд Уотсон Линейные судьи: Брэд Ковачик Брайан Мёрфи |
| |                             | |                                                          | Судьи: Дэн О’Рурк Брэд Уотсон Линейные судьи: Брэд Ковачик Брайан Мёрфи |
| 12 мин | Штраф                       | 12 мин |                                                          | Судьи: Дэн О’Рурк Брэд Уотсон Линейные судьи: Брэд Ковачик Брайан Мёрфи |
| |                             | |                                                          |                                                                         |
| | 37                          | Броски | 38                                                       |                                                                         |

| 22 мая 2016 20:00 | Питтсбург Пингвинз | 3 : 4 (ОТ) (1:0, 2:2, 0:1, 0:1) | Тампа-Бэй Лайтнинг | Консол Энерджи-центр Зрителей: 18 648 |

| Отчёт | Отчёт                       | Отчёт | Отчёт              | Отчёт                                                                         |
| --- | --------------------------- | --- | ------------------ | ----------------------------------------------------------------------------- |
| |                             | |                    |                                                                               |
| | Марк-Андре Флёри            | Вратари | Андрей Василевский | Судьи: Фрэнсис Шаррон Уэс Макколи Линейные судьи: Грэг Деворски Джонни Мюррей |
| | Голы:                       | |                    | Судьи: Фрэнсис Шаррон Уэс Макколи Линейные судьи: Грэг Деворски Джонни Мюррей |
| Брайан Дюмулин — 19:59 (Б. Раст, К. Кунитц) Патрик Хёрнквист — 21:30 (К. Хагелин, О. Мяяття) Крис Кунитц — 39:10 (Е. Малкин) | 1:0 2:0 2:1 2:2 3:2 3:3 3:4 | 33:15 — Алекс Киллорн (А. Шустр) 34:25 — Никита Кучеров (В. Наместников) 56:44 — Никита Кучеров (Т. Джонсон, О. Палат) 60:53 — Тайлер Джонсон (Дж. Гаррисон, Н. Кучеров) |                    | Судьи: Фрэнсис Шаррон Уэс Макколи Линейные судьи: Грэг Деворски Джонни Мюррей |
| |                             | |                    | Судьи: Фрэнсис Шаррон Уэс Макколи Линейные судьи: Грэг Деворски Джонни Мюррей |
| |                             | |                    | Судьи: Фрэнсис Шаррон Уэс Макколи Линейные судьи: Грэг Деворски Джонни Мюррей |
| |                             | |                    | Судьи: Фрэнсис Шаррон Уэс Макколи Линейные судьи: Грэг Деворски Джонни Мюррей |
| 8 мин | Штраф                       | 8 мин |                    | Судьи: Фрэнсис Шаррон Уэс Макколи Линейные судьи: Грэг Деворски Джонни Мюррей |
| |                             | |                    |                                                                               |
| | 34                          | Броски | 25                 |                                                                               |

| 24 мая 2016 20:00 | Тампа-Бэй Лайтнинг | 2 : 5 (0:1, 0:2, 2:2) | Питтсбург Пингвинз | Амали-арена Зрителей: 19 092 |

| Отчёт                                                         | Отчёт                       | Отчёт | Отчёт       | Отчёт                                                                       |
| ------------------------------------------------------------- | --------------------------- | --- | ----------- | --------------------------------------------------------------------------- |
|                                                               |                             | |             |                                                                             |
|                                                               | Андрей Василевский          | Вратари | Мэтт Мюррей | Судьи: Горд Дуайер Дэн О’Хэллоран Линейные судьи: Мишель Кормье Стив Миллер |
|                                                               | Голы:                       | |             | Судьи: Горд Дуайер Дэн О’Хэллоран Линейные судьи: Мишель Кормье Стив Миллер |
| Брайан Бойл — 45:30 Брайан Бойл — 52:43 (С. Кукку, Дж. Друэн) | 0:1 0:2 0:3 1:3 2:3 2:4 2:5 | 18:46 — Фил Кессел (бол.) (С. Кросби, Е. Малкин) 27:40 — Крис Летанг (К. Шири, Н. Бонино) 39:34 — Сидни Кросби (П. Хёрнквист) 57:52 — Брайан Раст (К. Кунитц, О. Мяяття) 59:06 — Ник Бонино (п.в.) (Б. Лавджой) |             | Судьи: Горд Дуайер Дэн О’Хэллоран Линейные судьи: Мишель Кормье Стив Миллер |
|                                                               |                             | |             | Судьи: Горд Дуайер Дэн О’Хэллоран Линейные судьи: Мишель Кормье Стив Миллер |
|                                                               |                             | |             | Судьи: Горд Дуайер Дэн О’Хэллоран Линейные судьи: Мишель Кормье Стив Миллер |
|                                                               |                             | |             | Судьи: Горд Дуайер Дэн О’Хэллоран Линейные судьи: Мишель Кормье Стив Миллер |
| 6 мин                                                         | Штраф                       | 2 мин |             | Судьи: Горд Дуайер Дэн О’Хэллоран Линейные судьи: Мишель Кормье Стив Миллер |
|                                                               |                             | |             |                                                                             |
|                                                               | 31                          | Броски | 34          |                                                                             |

| 26 мая 2016 20:00 | Питтсбург Пингвинз | 2 : 1 (0:0, 2:1, 0:0) | Тампа-Бэй Лайтнинг | Консол Энерджи-центр Зрителей: 18 638 |

| Отчёт                                                                                  | Отчёт       | Отчёт                                           | Отчёт              | Отчёт                                                                        |
| -------------------------------------------------------------------------------------- | ----------- | ----------------------------------------------- | ------------------ | ---------------------------------------------------------------------------- |
|                                                                                        |             |                                                 |                    |                                                                              |
|                                                                                        | Мэтт Мюррей | Вратари                                         | Андрей Василевский | Судьи: Уэс Макколи Келли Сазерленд Линейные судьи: Дерек Амелл Джонни Мюррей |
|                                                                                        | Голы:       |                                                 |                    | Судьи: Уэс Макколи Келли Сазерленд Линейные судьи: Дерек Амелл Джонни Мюррей |
| Брайан Раст — 21:55 (К. Кунитц, Е. Малкин) Брайан Раст — 30:06 (Б. Лавджой, Е. Малкин) | 1:0 1:1 2:1 | 29:36 — Джонатан Друэн (В. Филппула, В. Хедман) |                    | Судьи: Уэс Макколи Келли Сазерленд Линейные судьи: Дерек Амелл Джонни Мюррей |
|                                                                                        |             |                                                 |                    | Судьи: Уэс Макколи Келли Сазерленд Линейные судьи: Дерек Амелл Джонни Мюррей |
|                                                                                        |             |                                                 |                    | Судьи: Уэс Макколи Келли Сазерленд Линейные судьи: Дерек Амелл Джонни Мюррей |
|                                                                                        |             |                                                 |                    | Судьи: Уэс Макколи Келли Сазерленд Линейные судьи: Дерек Амелл Джонни Мюррей |
| 6 мин                                                                                  | Штраф       | 12 мин                                          |                    | Судьи: Уэс Макколи Келли Сазерленд Линейные судьи: Дерек Амелл Джонни Мюррей |
|                                                                                        |             |                                                 |                    |                                                                              |
|                                                                                        | 39          | Броски                                          | 17                 |                                                                              |

### Финал Западной конференции

#### Сент-Луис Блюз (Ц2) — Сан-Хосе Шаркс (Т3)
Пятая встреча этих двух команд в плей-офф. В предыдущих четырёх серий, каждая команда одержала по две победы. Последний раз команды встречались в первом раунде плей-офф 2012, где в пяти матчах победил «Сент-Луис». «Шаркс» выиграли у «Блюз» две из трёх игр регулярного чемпионата 2015/2016.
«Сан-Хосе» обыграл «Сент-Луис» в шести матчах. Второй и третий матчи серии закончились «сухими» победами «акул», 4:0 и 3:0 соответственно. Благодаря этому Мартин Джонс стал первым вратарём в истории «Шаркс», кому удалось совершить в плей-офф два шатаута подряд, а «Сент-Луис» впервые в своей истории потерпел два кряду сухих поражения в плей-офф. После чего место в воротах «Блюз» занял Джейк Аллен, однако после поражения в пятом матче со счётом 3:6, тренеры «Сент-Луиса» вернули обратно Брайана Эллиотта. В 6-м матче серии «Сан-Хосе» уверенно побеждает со счётом 5:2 и впервые в своей истории становится чемпионом конференции. Лидером серии стал капитан «Сан-Хосе Шаркс» Джо Павелски, который в шести матчах набрал 9 (4+5) очков.
| 15 мая 2016 20:00 | Сент-Луис Блюз | 2 : 1 (1:1, 1:0, 0:0) | Сан-Хосе Шаркс | Скоттрэйд-центр Зрителей: 19 483 |

| Отчёт                                                                      | Отчёт          | Отчёт                                        | Отчёт        | Отчёт                                                                       |
| -------------------------------------------------------------------------- | -------------- | -------------------------------------------- | ------------ | --------------------------------------------------------------------------- |
|                                                                            |                |                                              |              |                                                                             |
|                                                                            | Брайан Эллиотт | Вратари                                      | Мартин Джонс | Судьи: Эрик Фурлатт Келли Сазерленд Линейные судьи: Дерек Амелл Пьер Расико |
|                                                                            | Голы:          |                                              |              | Судьи: Эрик Фурлатт Келли Сазерленд Линейные судьи: Дерек Амелл Пьер Расико |
| Дэвид Бэкес (бол.) — 15:04 (К. Шаттенкирк, Дж. Шварц) Йори Лехтеря — 29:15 | 1:0 1:1 2:1    | 15:38 — Томаш Гертл (Дж. Павелски, Б. Бёрнс) |              | Судьи: Эрик Фурлатт Келли Сазерленд Линейные судьи: Дерек Амелл Пьер Расико |
|                                                                            |                |                                              |              | Судьи: Эрик Фурлатт Келли Сазерленд Линейные судьи: Дерек Амелл Пьер Расико |
|                                                                            |                |                                              |              | Судьи: Эрик Фурлатт Келли Сазерленд Линейные судьи: Дерек Амелл Пьер Расико |
|                                                                            |                |                                              |              | Судьи: Эрик Фурлатт Келли Сазерленд Линейные судьи: Дерек Амелл Пьер Расико |
| 6 мин                                                                      | Штраф          | 4 мин                                        |              | Судьи: Эрик Фурлатт Келли Сазерленд Линейные судьи: Дерек Амелл Пьер Расико |
|                                                                            |                |                                              |              |                                                                             |
|                                                                            | 23             | Броски                                       | 32           |                                                                             |

| 17 мая 2016 20:00 | Сент-Луис Блюз | 0 : 4 (0:1, 0:1, 0:2) | Сан-Хосе Шаркс | Скоттрэйд-центр Зрителей: 19 596 |

| Отчёт  | Отчёт           | Отчёт | Отчёт        | Отчёт                                                                   |
| ------ | --------------- | --- | ------------ | ----------------------------------------------------------------------- |
|        |                 | |              |                                                                         |
|        | Брайан Эллиотт  | Вратари | Мартин Джонс | Судьи: Дэн О’Рурк Брэд Уотсон Линейные судьи: Брэд Ковачик Брайан Мёрфи |
|        | Голы:           | |              | Судьи: Дэн О’Рурк Брэд Уотсон Линейные судьи: Брэд Ковачик Брайан Мёрфи |
|        | 0:1 0:2 0:3 0:4 | 02:07 — Томми Уинглз (Д. Зубрус, Дж. Браун) 27:04 — Брент Бёрнс (бол.) (Дж. Павелски, Л. Кутюр) 51:58 — Брент Бёрнс (бол.) (П. Марло, Л. Кутюр) 59:41 — Дайнюс Зубрус (п.в.) |              | Судьи: Дэн О’Рурк Брэд Уотсон Линейные судьи: Брэд Ковачик Брайан Мёрфи |
|        |                 | |              | Судьи: Дэн О’Рурк Брэд Уотсон Линейные судьи: Брэд Ковачик Брайан Мёрфи |
|        |                 | |              | Судьи: Дэн О’Рурк Брэд Уотсон Линейные судьи: Брэд Ковачик Брайан Мёрфи |
|        |                 | |              | Судьи: Дэн О’Рурк Брэд Уотсон Линейные судьи: Брэд Ковачик Брайан Мёрфи |
| 10 мин | Штраф           | 12 мин |              | Судьи: Дэн О’Рурк Брэд Уотсон Линейные судьи: Брэд Ковачик Брайан Мёрфи |
|        |                 | |              |                                                                         |
|        | 26              | Броски | 24           |                                                                         |

| 19 мая 2016 21:00 | Сан-Хосе Шаркс | 3 : 0 (1:0, 1:0, 1:0) | Сент-Луис Блюз | SAP-центр в Сан-Хосе Зрителей: 17 562 |

| Отчёт | Отчёт        | Отчёт   | Отчёт                                                  | Отчёт                                                                         |
| --- | ------------ | ------- | ------------------------------------------------------ | ----------------------------------------------------------------------------- |
| |              |         |                                                        |                                                                               |
| | Мартин Джонс | Вратари | 00:00-46:09 — Брайан Эллиотт 46:09-60:00 — Джейк Аллен | Судьи: Фрэнсис Шаррон Уэс Макколи Линейные судьи: Грэг Деворски Джонни Мюррей |
| | Голы:        |         |                                                        | Судьи: Фрэнсис Шаррон Уэс Макколи Линейные судьи: Грэг Деворски Джонни Мюррей |
| Томаш Гертл — 15:53 (Дж. Павелски, Дж. Торнтон) Йоонас Донской — 31:44 (Л. Кутюр) Томаш Гертл — 46:09 (Дж. Торнтон, Дж. Павелски) | 1:0 2:0 3:0  |         |                                                        | Судьи: Фрэнсис Шаррон Уэс Макколи Линейные судьи: Грэг Деворски Джонни Мюррей |
| |              |         |                                                        | Судьи: Фрэнсис Шаррон Уэс Макколи Линейные судьи: Грэг Деворски Джонни Мюррей |
| |              |         |                                                        | Судьи: Фрэнсис Шаррон Уэс Макколи Линейные судьи: Грэг Деворски Джонни Мюррей |
| |              |         |                                                        | Судьи: Фрэнсис Шаррон Уэс Макколи Линейные судьи: Грэг Деворски Джонни Мюррей |
| 2 мин | Штраф        | 4 мин   |                                                        | Судьи: Фрэнсис Шаррон Уэс Макколи Линейные судьи: Грэг Деворски Джонни Мюррей |
| |              |         |                                                        |                                                                               |
| | 16           | Броски  | 22                                                     |                                                                               |

| 21 мая 2016 19:15 | Сан-Хосе Шаркс | 3 : 6 (0:2, 0:2, 3:2) | Сент-Луис Блюз | SAP-центр в Сан-Хосе Зрителей: 17 562 |

| Отчёт                                                                                    | Отчёт                                                  | Отчёт | Отчёт       | Отчёт                                                                       |
| ---------------------------------------------------------------------------------------- | ------------------------------------------------------ | --- | ----------- | --------------------------------------------------------------------------- |
|                                                                                          |                                                        | |             |                                                                             |
|                                                                                          | Мартин Джонс — 00:00-30:11 Джеймс Раймер — 30:11-60:00 | Вратари | Джейк Аллен | Судьи: Горд Дуайер Дэн О’Хэллоран Линейные судьи: Мишель Кормье Стив Миллер |
|                                                                                          | Голы:                                                  | |             | Судьи: Горд Дуайер Дэн О’Хэллоран Линейные судьи: Мишель Кормье Стив Миллер |
| Джо Павелски — 41:05 (Дж. Торнтон, П. Мартин) Крис Тирни — 46:57 Мелкер Карлссон — 56:28 | 0:1 0:2 0:3 0:4 1:4 1:5 2:5 2:6 3:6                    | 06:14 — Трой Брауэр (бол.) (Р. Фаббри, П. Штястны) 10:11 — Йори Лехтеря 26:09 — Кайл Бродзяк (мен.) (Дж. Шварц) 30:11 — Кайл Бродзяк (Д. Яшкин, М. Пяяйарви) 43:55 — Трой Брауэр (бол.) (А. Стин, П. Штястны) 55:39 — Алекс Пьетранджело (п.в.) |             | Судьи: Горд Дуайер Дэн О’Хэллоран Линейные судьи: Мишель Кормье Стив Миллер |
|                                                                                          |                                                        | |             | Судьи: Горд Дуайер Дэн О’Хэллоран Линейные судьи: Мишель Кормье Стив Миллер |
|                                                                                          |                                                        | |             | Судьи: Горд Дуайер Дэн О’Хэллоран Линейные судьи: Мишель Кормье Стив Миллер |
|                                                                                          |                                                        | |             | Судьи: Горд Дуайер Дэн О’Хэллоран Линейные судьи: Мишель Кормье Стив Миллер |
| 25 мин                                                                                   | Штраф                                                  | 27 мин |             | Судьи: Горд Дуайер Дэн О’Хэллоран Линейные судьи: Мишель Кормье Стив Миллер |
|                                                                                          |                                                        | |             |                                                                             |
|                                                                                          | 34                                                     | Броски | 27          |                                                                             |

| 23 мая 2016 20:00 | Сент-Луис Блюз | 3 : 6 (2:1, 1:2, 0:3) | Сан-Хосе Шаркс | Скоттрэйд-центр Зрителей: 19 372 |

| Отчёт | Отчёт                              | Отчёт | Отчёт        | Отчёт                                                                       |
| --- | ---------------------------------- | --- | ------------ | --------------------------------------------------------------------------- |
| |                                    | |              |                                                                             |
| | Джейк Аллен                        | Вратари | Мартин Джонс | Судьи: Эрик Фурлатт Келли Сазерленд Линейные судьи: Дерек Амелл Пьер Расико |
| | Голы:                              | |              | Судьи: Эрик Фурлатт Келли Сазерленд Линейные судьи: Дерек Амелл Пьер Расико |
| Джейден Шварц — 07:04 (Д. Бэкес, П. Берглунд) Трой Брауэр — 15:08 (П. Штястны, А. Стин) Робби Фаббри (бол.) — 31:58 (К. Парайко, А. Пьетранджело) | 0:1 :1 2:1 2:2 3:2 3:3 3:4 3:5 3:6 | 03:51 — Марк-Эдуар Власик (Дж. Павелски, Дж. Торнтон) 24:37 — Джоэл Уорд (бол.) (М.-Э. Власик, П. Мартин) 38:33 — Джо Павелски (бол.) (Дж. Торнтон, Л. Кутюр) 40:16 — Джо Павелски (Б. Бёрнс, Т. Гертл) 59:06 — Крис Тирни (п.в.) (Дж. Торнтон) 59:27 — Джоэл Уорд (п.в.) |              | Судьи: Эрик Фурлатт Келли Сазерленд Линейные судьи: Дерек Амелл Пьер Расико |
| |                                    | |              | Судьи: Эрик Фурлатт Келли Сазерленд Линейные судьи: Дерек Амелл Пьер Расико |
| |                                    | |              | Судьи: Эрик Фурлатт Келли Сазерленд Линейные судьи: Дерек Амелл Пьер Расико |
| |                                    | |              | Судьи: Эрик Фурлатт Келли Сазерленд Линейные судьи: Дерек Амелл Пьер Расико |
| 16 мин | Штраф                              | 16 мин |              | Судьи: Эрик Фурлатт Келли Сазерленд Линейные судьи: Дерек Амелл Пьер Расико |
| |                                    | |              |                                                                             |
| | 21                                 | Броски | 27           |                                                                             |

| 25 мая 2016 21:00 | Сан-Хосе Шаркс | 5 : 2 (1:0, 1:0, 3:2) | Сент-Луис Блюз | SAP-центр в Сан-Хосе Зрителей: 17 562 |

| Отчёт | Отчёт                       | Отчёт | Отчёт          | Отчёт                                                                   |
| --- | --------------------------- | --- | -------------- | ----------------------------------------------------------------------- |
| |                             | |                |                                                                         |
| | Мартин Джонс                | Вратари | Брайан Эллиотт | Судьи: Брэд Уотсон Дэн О’Рурк Линейные судьи: Брайан Мёрфи Брэд Ковачик |
| | Голы:                       | |                | Судьи: Брэд Уотсон Дэн О’Рурк Линейные судьи: Брайан Мёрфи Брэд Ковачик |
| Джо Павелски — 03:57 (Дж. Торнтон, Т. Гертл) Джоэл Уорд — 25:02 (Б. Бёрнс, К. Тирни) Джоэл Уорд — 43:01 (Л. Кутюр, П. Марло) Йоонас Донской — 48:11 (Л. Кутюр, П. Марло) Логан Кутюр (п.в.) — 59:40 (М.-Э. Власик) | 1:0 2:0 3:0 4:0 4:1 4:2 5:2 | 51:39 — Владимир Тарасенко (Й. Лехтеря, К. Парайко) 56:25 — Владимир Тарасенко (П. Штястны, А. Пьетранджело) |                | Судьи: Брэд Уотсон Дэн О’Рурк Линейные судьи: Брайан Мёрфи Брэд Ковачик |
| |                             | |                | Судьи: Брэд Уотсон Дэн О’Рурк Линейные судьи: Брайан Мёрфи Брэд Ковачик |
| |                             | |                | Судьи: Брэд Уотсон Дэн О’Рурк Линейные судьи: Брайан Мёрфи Брэд Ковачик |
| |                             | |                | Судьи: Брэд Уотсон Дэн О’Рурк Линейные судьи: Брайан Мёрфи Брэд Ковачик |
| 2 мин | Штраф                       | 8 мин |                | Судьи: Брэд Уотсон Дэн О’Рурк Линейные судьи: Брайан Мёрфи Брэд Ковачик |
| |                             | |                |                                                                         |
| | 27                          | Броски | 26             |                                                                         |

## Финал Кубка Стэнли
Начало матчей указано по Североамериканскому восточному времени (UTC-4).

### Питтсбург Пингвинз (С2) — Сан-Хосе Шаркс (Т3)
Первая встреча этих двух команд в плей-офф, так как для «Сан-Хосе Шаркс» это дебют в финалах Кубка Стэнли. Для «Питтсбург Пингвинз» это пятый финал в истории. Клуб уже имеет в своём активе три Кубка Стэнли, последний из которых был выигран в 2009 году. В регулярном чемпионате 2015/2016 годов «Питтсбург» и «Сан-Хосе» провели между собой два матча и каждая команда одержала в них по одной победе.
«Питтсбург» обыграл «Сан-Хосе» в шести матчах. В 5-м матче серии голкипер «Сан-Хосе Шаркс» Мартин Джонс совершил 44 сэйва, что стало новым рекордом НХЛ по количеству отражённых бросков в одном матче финальной серии.
Самым ценным игроком плей-офф стал капитан «Пингвинз» Сидни Кросби.
| 30 мая 2016 20:00 | Питтсбург Пингвинз | 3 : 2 (2:0, 0:2, 1:0) | Сан-Хосе Шаркс | Консол Энерджи-центр Зрителей: 18 596 |

| Отчёт | Отчёт               | Отчёт                                                                                       | Отчёт        | Отчёт                                                                      |
| --- | ------------------- | ------------------------------------------------------------------------------------------- | ------------ | -------------------------------------------------------------------------- |
| |                     |                                                                                             |              |                                                                            |
| | Мэтт Мюррей         | Вратари                                                                                     | Мартин Джонс | Судьи: Дэн О’Хэллоран Дэн О’Рурк Линейные судьи: Дерек Амелл Джонни Мюррей |
| | Голы:               |                                                                                             |              | Судьи: Дэн О’Хэллоран Дэн О’Рурк Линейные судьи: Дерек Амелл Джонни Мюррей |
| Брайан Раст — 12:46 (Дж. Шульц, К. Кунитц) Конор Шири — 13:48 (С. Кросби, О. Мяяття) Ник Бонино — 57:27 (К. Летанг, К. Хагелин) | 1:0 2:0 2:1 2:2 3:2 | 23:02 — Томаш Гертл (бол.) (Й. Донской, Б. Бёрнс) 38:12 — Патрик Марло (Б. Бёрнс, Л. Кутюр) |              | Судьи: Дэн О’Хэллоран Дэн О’Рурк Линейные судьи: Дерек Амелл Джонни Мюррей |
| |                     |                                                                                             |              | Судьи: Дэн О’Хэллоран Дэн О’Рурк Линейные судьи: Дерек Амелл Джонни Мюррей |
| |                     |                                                                                             |              | Судьи: Дэн О’Хэллоран Дэн О’Рурк Линейные судьи: Дерек Амелл Джонни Мюррей |
| |                     |                                                                                             |              | Судьи: Дэн О’Хэллоран Дэн О’Рурк Линейные судьи: Дерек Амелл Джонни Мюррей |
| 6 мин | Штраф               | 8 мин                                                                                       |              | Судьи: Дэн О’Хэллоран Дэн О’Рурк Линейные судьи: Дерек Амелл Джонни Мюррей |
| |                     |                                                                                             |              |                                                                            |
| | 41                  | Броски                                                                                      | 26           |                                                                            |

| 1 июня 2016 20:00 | Питтсбург Пингвинз | 2 : 1 (ОТ) (0:0, 1:0, 0:1, 1:0) | Сан-Хосе Шаркс | Консол Энерджи-центр Зрителей: 18 655 |

| Отчёт                                                                                | Отчёт       | Отчёт                                      | Отчёт        | Отчёт                                                                       |
| ------------------------------------------------------------------------------------ | ----------- | ------------------------------------------ | ------------ | --------------------------------------------------------------------------- |
|                                                                                      |             |                                            |              |                                                                             |
|                                                                                      | Мэтт Мюррей | Вратари                                    | Мартин Джонс | Судьи: Уэс Макколи Келли Сазерленд Линейные судьи: Пьер Расико Брайан Мёрфи |
|                                                                                      | Голы:       |                                            |              | Судьи: Уэс Макколи Келли Сазерленд Линейные судьи: Пьер Расико Брайан Мёрфи |
| Фил Кессел — 28:20 (Н. Бонино, К. Хагелин) Конор Шири — 62:25 (К. Летанг, С. Кросби) | 1:0 1:1 2:1 | 55:55 — Джастин Браун (Л. Кутюр, Дж. Уорд) |              | Судьи: Уэс Макколи Келли Сазерленд Линейные судьи: Пьер Расико Брайан Мёрфи |
|                                                                                      |             |                                            |              | Судьи: Уэс Макколи Келли Сазерленд Линейные судьи: Пьер Расико Брайан Мёрфи |
|                                                                                      |             |                                            |              | Судьи: Уэс Макколи Келли Сазерленд Линейные судьи: Пьер Расико Брайан Мёрфи |
|                                                                                      |             |                                            |              | Судьи: Уэс Макколи Келли Сазерленд Линейные судьи: Пьер Расико Брайан Мёрфи |
| 2 мин                                                                                | Штраф       | 4 мин                                      |              | Судьи: Уэс Макколи Келли Сазерленд Линейные судьи: Пьер Расико Брайан Мёрфи |
|                                                                                      |             |                                            |              |                                                                             |
|                                                                                      | 30          | Броски                                     | 22           |                                                                             |

| 4 июня 2016 20:00 | Сан-Хосе Шаркс | 3 : 2 (ОТ) (1:1, 0:1, 1:0, 1:0) | Питтсбург Пингвинз | SAP-центр в Сан-Хосе Зрителей: 17 562 |

| Отчёт | Отчёт             | Отчёт                                                                | Отчёт       | Отчёт                                                                      |
| --- | ----------------- | -------------------------------------------------------------------- | ----------- | -------------------------------------------------------------------------- |
| |                   |                                                                      |             |                                                                            |
| | Мартин Джонс      | Вратари                                                              | Мэтт Мюррей | Судьи: Дэн О’Хэллоран Дэн О’Рурк Линейные судьи: Дерек Амелл Джонни Мюррей |
| | Голы:             |                                                                      |             | Судьи: Дэн О’Хэллоран Дэн О’Рурк Линейные судьи: Дерек Амелл Джонни Мюррей |
| Джастин Браун — 09:34 (Дж. Торнтон, М.-Э. Власик) Джоэл Уорд — 48:48 (Й. Донской, Дж. Торнтон) Йоонас Донской — 72:18 (К. Тирни) | 0:1 :1 1:2 :2 3:2 | 05:29 — Бен Лавджой 39:07 — Патрик Хёрнквист (Б. Лавджой, О. Мяяття) |             | Судьи: Дэн О’Хэллоран Дэн О’Рурк Линейные судьи: Дерек Амелл Джонни Мюррей |
| |                   |                                                                      |             | Судьи: Дэн О’Хэллоран Дэн О’Рурк Линейные судьи: Дерек Амелл Джонни Мюррей |
| |                   |                                                                      |             | Судьи: Дэн О’Хэллоран Дэн О’Рурк Линейные судьи: Дерек Амелл Джонни Мюррей |
| |                   |                                                                      |             | Судьи: Дэн О’Хэллоран Дэн О’Рурк Линейные судьи: Дерек Амелл Джонни Мюррей |
| 2 мин | Штраф             | 6 мин                                                                |             | Судьи: Дэн О’Хэллоран Дэн О’Рурк Линейные судьи: Дерек Амелл Джонни Мюррей |
| |                   |                                                                      |             |                                                                            |
| | 26                | Броски                                                               | 42          |                                                                            |

| 6 июня 2016 20:00 | Сан-Хосе Шаркс | 1 : 3 (0:1, 0:1, 1:1) | Питтсбург Пингвинз | SAP-центр в Сан-Хосе Зрителей: 17 562 |

| Отчёт                                         | Отчёт           | Отчёт | Отчёт       | Отчёт                                                                       |
| --------------------------------------------- | --------------- | --- | ----------- | --------------------------------------------------------------------------- |
|                                               |                 | |             |                                                                             |
|                                               | Мартин Джонс    | Вратари | Мэтт Мюррей | Судьи: Уэс Макколи Келли Сазерленд Линейные судьи: Брайан Мёрфи Пьер Расико |
|                                               | Голы:           | |             | Судьи: Уэс Макколи Келли Сазерленд Линейные судьи: Брайан Мёрфи Пьер Расико |
| Мелкер Карлссон — 48:07 (К. Тирни, Б. Диллон) | 0:1 0:2 1:2 1:3 | 07:36 — Иэн Коул (Ф. Кессел, Е. Малкин) 22:37 — Евгений Малкин (бол.) (Ф. Кессел, К. Летанг) 57:58 — Эрик Фер (К. Хагелин, О. Мяяття) |             | Судьи: Уэс Макколи Келли Сазерленд Линейные судьи: Брайан Мёрфи Пьер Расико |
|                                               |                 | |             | Судьи: Уэс Макколи Келли Сазерленд Линейные судьи: Брайан Мёрфи Пьер Расико |
|                                               |                 | |             | Судьи: Уэс Макколи Келли Сазерленд Линейные судьи: Брайан Мёрфи Пьер Расико |
|                                               |                 | |             | Судьи: Уэс Макколи Келли Сазерленд Линейные судьи: Брайан Мёрфи Пьер Расико |
| 4 мин                                         | Штраф           | 4 мин |             | Судьи: Уэс Макколи Келли Сазерленд Линейные судьи: Брайан Мёрфи Пьер Расико |
|                                               |                 | |             |                                                                             |
|                                               | 24              | Броски | 20          |                                                                             |

| 9 июня 2016 20:00 | Питтсбург Пингвинз | 2 : 4 (2:3, 0:0, 0:1) | Сан-Хосе Шаркс | Консол Энерджи-центр Зрителей: 18 680 |

| Отчёт                                                                                 | Отчёт                   | Отчёт | Отчёт        | Отчёт                                                                      |
| ------------------------------------------------------------------------------------- | ----------------------- | --- | ------------ | -------------------------------------------------------------------------- |
|                                                                                       |                         | |              |                                                                            |
|                                                                                       | Мэтт Мюррей             | Вратари | Мартин Джонс | Судьи: Дэн О’Рурк Дэн О’Хэллоран Линейные судьи: Дерек Амелл Джонни Мюррей |
|                                                                                       | Голы:                   | |              | Судьи: Дэн О’Рурк Дэн О’Хэллоран Линейные судьи: Дерек Амелл Джонни Мюррей |
| Евгений Малкин (бол.) — 04:44 (Ф. Кессел, К. Летанг) Карл Хагелин — 05:06 (Н. Бонино) | 0:1 0:2 1:2 2:2 2:3 2:4 | 01:04 — Брент Бёрнс (М. Карлссон, Л. Кутюр) 02:53 — Логан Кутюр (Дж. Браун) 14:47 — Мелкер Карлссон (Л. Кутюр, Б. Диллон) 58:40 — Джо Павелски (п.в.) (Дж. Торнтон) |              | Судьи: Дэн О’Рурк Дэн О’Хэллоран Линейные судьи: Дерек Амелл Джонни Мюррей |
|                                                                                       |                         | |              | Судьи: Дэн О’Рурк Дэн О’Хэллоран Линейные судьи: Дерек Амелл Джонни Мюррей |
|                                                                                       |                         | |              | Судьи: Дэн О’Рурк Дэн О’Хэллоран Линейные судьи: Дерек Амелл Джонни Мюррей |
|                                                                                       |                         | |              | Судьи: Дэн О’Рурк Дэн О’Хэллоран Линейные судьи: Дерек Амелл Джонни Мюррей |
| 6 мин                                                                                 | Штраф                   | 8 мин |              | Судьи: Дэн О’Рурк Дэн О’Хэллоран Линейные судьи: Дерек Амелл Джонни Мюррей |
|                                                                                       |                         | |              |                                                                            |
|                                                                                       | 46                      | Броски | 22           |                                                                            |

| 12 июня 2016 20:00 | Сан-Хосе Шаркс | 1 : 3 (0:1, 1:1, 0:1) | Питтсбург Пингвинз | SAP-центр в Сан-Хосе Зрителей: 17 562 |

| Отчёт                                       | Отчёт          | Отчёт | Отчёт       | Отчёт                                                                       |
| ------------------------------------------- | -------------- | --- | ----------- | --------------------------------------------------------------------------- |
|                                             |                | |             |                                                                             |
|                                             | Мартин Джонс   | Вратари | Мэтт Мюррей | Судьи: Уэс Макколи Келли Сазерленд Линейные судьи: Брайан Мёрфи Пьер Расико |
|                                             | Голы:          | |             | Судьи: Уэс Макколи Келли Сазерленд Линейные судьи: Брайан Мёрфи Пьер Расико |
| Логан Кутюр — 26:27 (М. Карлссон, Б. Бёрнс) | 0:1 :1 1:2 1:3 | 08:16 — Брайан Дюмулин (бол.) (Дж. Шульц, К. Кунитц) 27:46 — Крис Летанг (С. Кросби, К. Шири) 58:58 — Патрик Хёрнквист (п.в.) (С. Кросби) |             | Судьи: Уэс Макколи Келли Сазерленд Линейные судьи: Брайан Мёрфи Пьер Расико |
|                                             |                | |             | Судьи: Уэс Макколи Келли Сазерленд Линейные судьи: Брайан Мёрфи Пьер Расико |
|                                             |                | |             | Судьи: Уэс Макколи Келли Сазерленд Линейные судьи: Брайан Мёрфи Пьер Расико |
|                                             |                | |             | Судьи: Уэс Макколи Келли Сазерленд Линейные судьи: Брайан Мёрфи Пьер Расико |
| 4 мин                                       | Штраф          | 4 мин |             | Судьи: Уэс Макколи Келли Сазерленд Линейные судьи: Брайан Мёрфи Пьер Расико |
|                                             |                | |             |                                                                             |
|                                             | 19             | Броски | 27          |                                                                             |

## Статистика игроков

### Полевые игроки
| Игрок        | Команда            | И  | Г  | П  | Очки | +/- |
| ------------ | ------------------ | -- | -- | -- | ---- | --- |
| Логан Кутюр  | Сан-Хосе Шаркс     | 24 | 10 | 20 | 30   | +5  |
| Брент Бёрнс  | Сан-Хосе Шаркс     | 24 | 7  | 17 | 24   | +11 |
| Джо Павелски | Сан-Хосе Шаркс     | 24 | 14 | 9  | 23   | +1  |
| Фил Кессел   | Питтсбург Пингвинз | 24 | 10 | 12 | 22   | +5  |
| Джо Торнтон  | Сан-Хосе Шаркс     | 24 | 3  | 18 | 21   | +2  |

### Вратари
| Игрок          | Команда            | И  | П  | КН   | %ОБ  | СМ |
| -------------- | ------------------ | -- | -- | ---- | ---- | -- |
| Брэйден Холтби | Вашингтон Кэпиталз | 12 | 6  | 1.72 | .942 | 2  |
| Бен Бишоп      | Тампа-Бэй Лайтнинг | 11 | 8  | 1.86 | .939 | 2  |
| Мэтт Мюррей    | Питтсбург Пингвинз | 21 | 15 | 2.08 | .923 | 1  |
| Мартин Джонс   | Сан-Хосе Шаркс     | 24 | 14 | 2.16 | .923 | 3  |
| Брайан Эллиотт | Сент-Луис Блюз     | 18 | 9  | 2.44 | .921 | 1  |

### Комментарии
1. ↑  Фаббри и Бэкес — по 2 гола, 6 передач; Брауэр — 3 гола, 5 передач.